# Arquitectura de Vigo

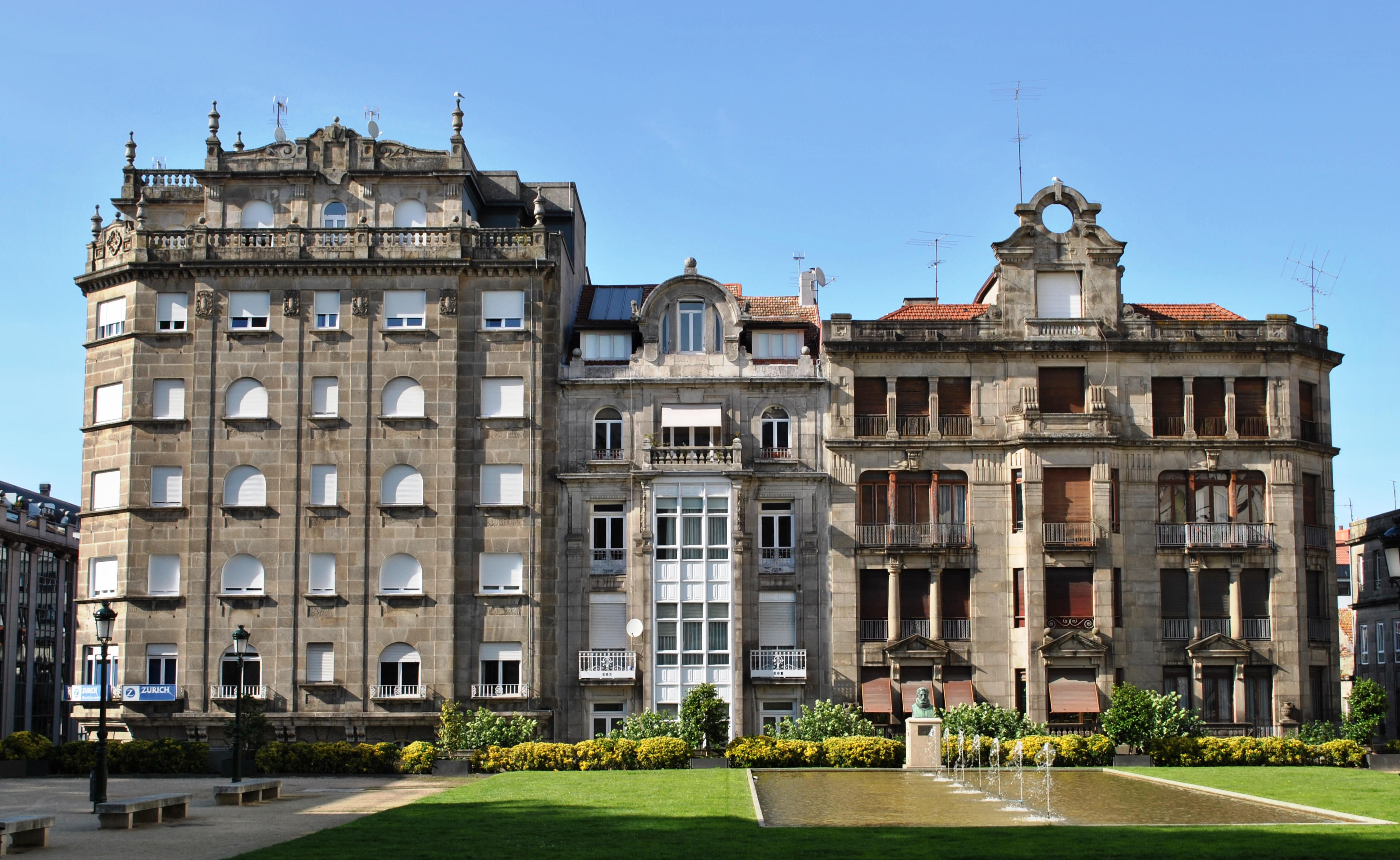
La arquitectura de Vigo es el resultado de la confluencia de diferentes estilos arquitéctonicos aparecidos a lo largo de su historia. En la imagen, diversos edificios históricos en la plaza de Portugal

La arquitectura de Vigo es el conjunto de estilos arquitectónicos y constructivos que, a lo largo de la historia de Vigo, han ido apareciendo en la ciudad.
Ha tenido una evolución paralela a la arquitectura española, y ha seguido de forma diversa las múltiples tendencias que se han ido produciendo en el contexto de la historia del arte occidental. Refleja la evolución de la ciudad desde sus orígenes hasta la actualidad. 
El boom de la arquitectura viguesa tuvo lugar a partir de finales del siglo XIX y sobre todo en las primeras décadas del siglo XX, cuando se levantaron muchos de los más emblemáticos edificios que pueblan la urbe gallega.

## Arquitectura religiosa
En la actualidad en Vigo se encuentran más de 30 capillas, monasterios e iglesias. Según algunos historiadores ya en el siglo XII, dentro del casco urbano del municipio se encontraban inicialmente dos iglesias Santa María y Santiago de Vigo, las cuales no se conservan en la actualidad. Mientras que también en ese mismo siglo y a lo largo de las diversas parroquias del municipio existían hasta 15 templos románicos, de los cuales en la actualidad se conservan tres (San Salvador de Corujo, Santa María de Castrelos y Santiago de Bembrive). Esta alta concentración de templos románicos hacen que Vigo sea uno de los centros románicos más importantes de Galicia, aunque en el casco urbano no encontraremos ese románico, con apartarse unos pocos kilómetros del núcleo urbano veremos en multitud de barrios y parroquias del municipio un elevado número de restos de este estilo, incluso algunos autores españoles han acuñado el término de «románico vigués».
Posteriormente, con el paso de los siglos y como consecuencia del crecimiento poblacional de Vigo, se han construido diversas iglesias y capillas de diversos estilos arquitectónicos a lo largo de diversos puntos del municipio, de estas edificaciones religiosas se pueden destacar las siguientes:

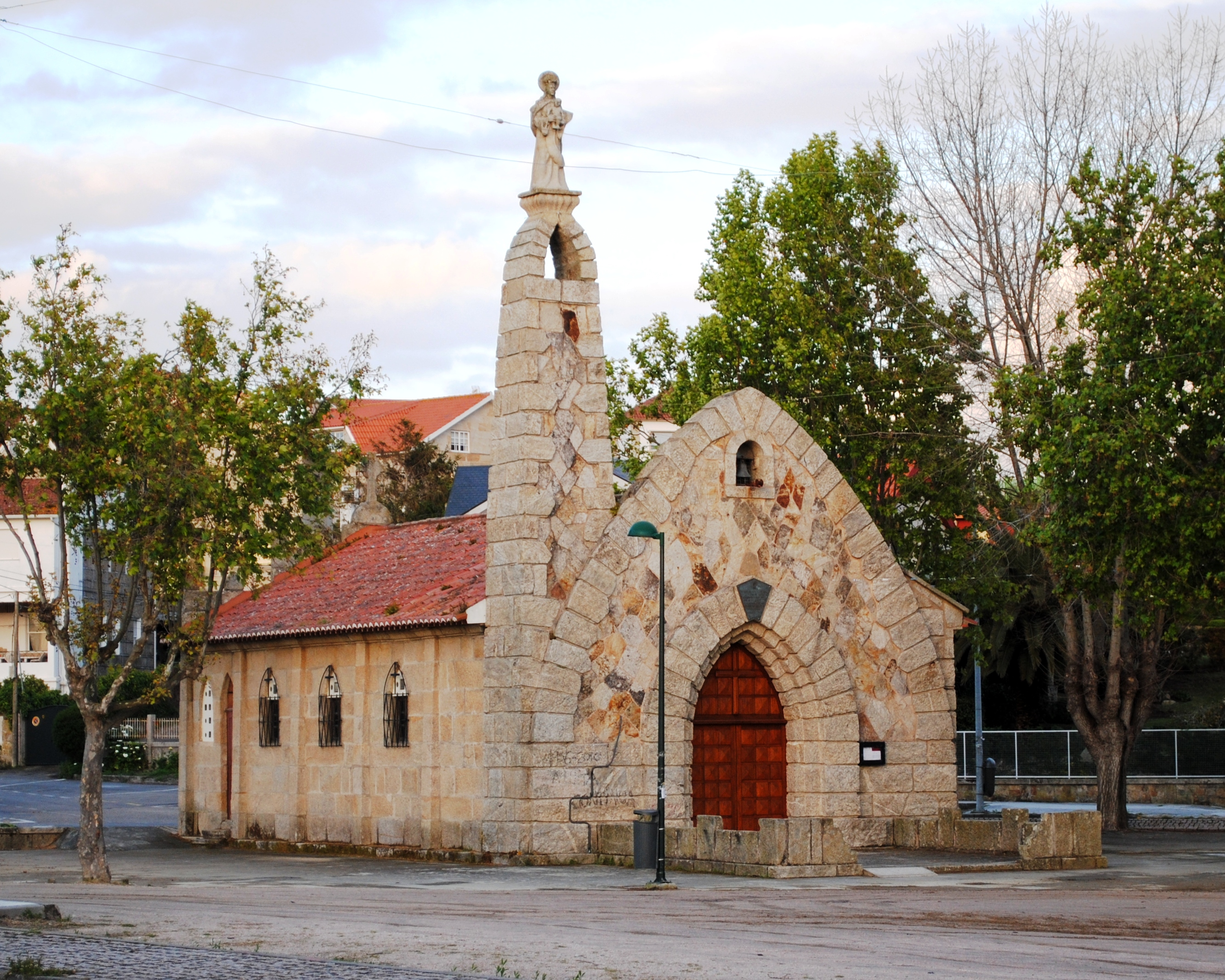
Capilla de la Virgen del Carmen en la parroquia de Corujo

- Capilla de la Virgen del Carmen. Templo de estilo neogótico con motivos marineros que data del año 1951, se encuentra situado en las inmediaciones de la Playa del Vao, en la parroquia de Corujo. La fachada del templo es de forma apuntada y en lo alto de su torre se encuentra una imagen pétrea de la Virgen del Carmen, patrona de los marineros.[8]

- Capilla de Nuestra Señora del Alba. Pequeña ermita situada sobre un afloramiento granítico en lo alto del monte Alba, en la parroquia de Valladares. La capilla que antiguamente formaba parte de un castillo está formada por dos rectángulos, de 9,1 por 7 metros uno y de 7,2 por 6 metros el otro, mientras que en su fachada exterior destaca el trabajo de sillería en los bloques que la conforman.[9]

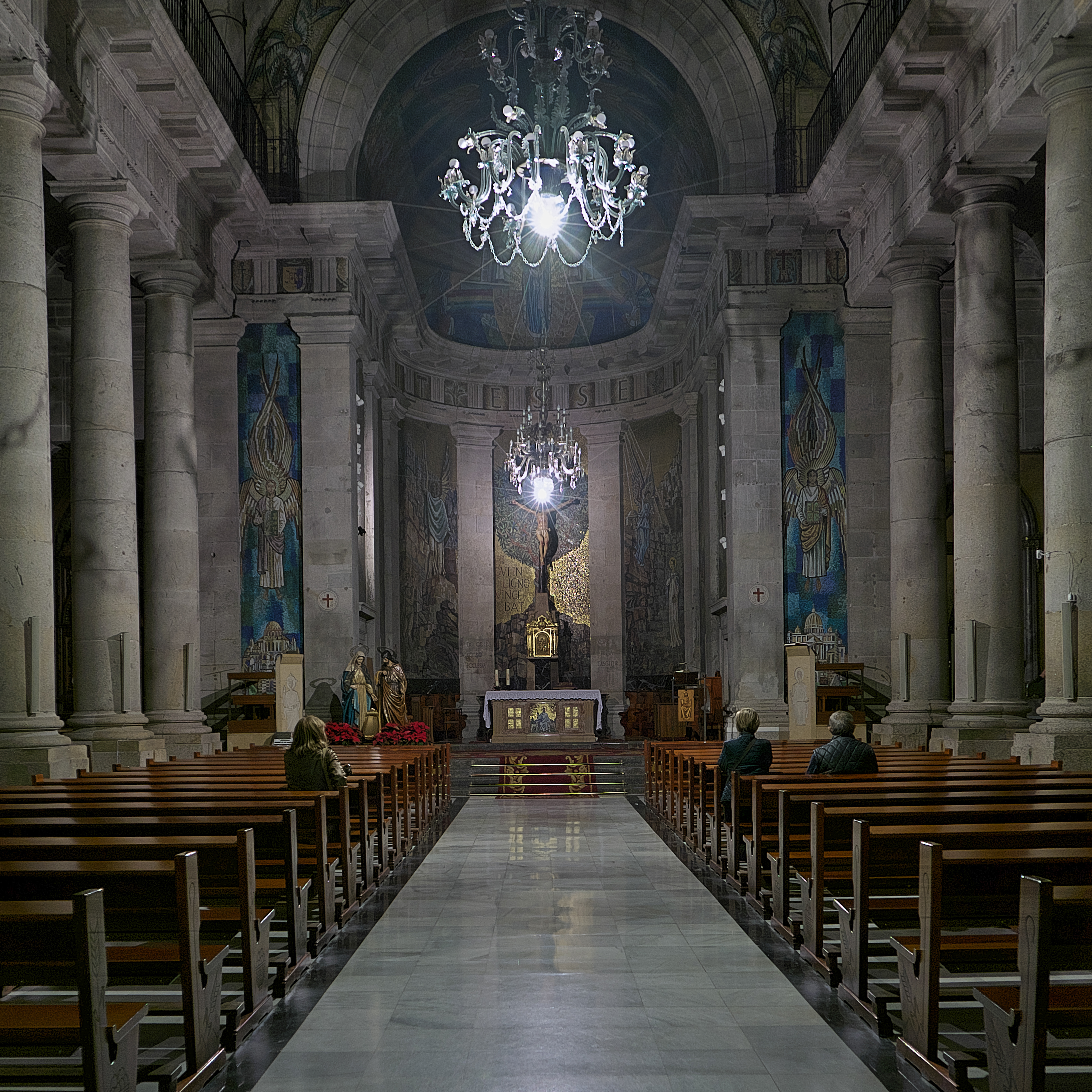
Concatedral de Santa María

- Concatedral de Santa María de Vigo. Se trata del templo más importante de Vigo,[10] ya que comparte la sede catedralicia de la diócesis de Tuy-Vigo con la Catedral de Tuy, también se le conoce como la Colegiata. Se encuentra situada en la zona vieja de la ciudad, su construcción fue iniciada en 1816 y rematada en 1836, en sustitución del anterior templo gótico. La edificación es de estilo neoclásico (aunque sus torres son de estilo barroco), construida conforme al proyecto de 1811 del arquitecto Melchor de Prado Mariño, el templo es de planta rectangular basilical compuesta por tres naves, la fachada es de ornamentación sencilla y en ella se encuentra un reloj de sol en su parte derecha, el cual no está orientado al sur, algo inusual en los relojes de este tipo. En su interior el altar está flanqueado por dos sacristías y a sus pies está la nave principal, que tiene a sus lados una serie de capillas laterales situadas bajo las dos naves paralelas a la central, mientras que a los pies de ésta se encuentra el pórtico, desde cuyos laterales se accede a las torres. En su interior también se alberga el Cristo de la Victoria, que según la tradición favoreció a los vigueses en la Guerra de la Independencia, es considerado como el principal emblema religioso de Vigo, ya que la imagen cada primer domingo de agosto sale en procesión por las calles del Casco Viejo dentro de la mayor manifestación religiosa de Vigo.[11]

- Ermita de la Guía. Está dedicada a la Virgen de A Guía y al Sagrado Corazón de Jesús,[12] se encuentra ubicada en lo alto del monte de A Guía, en la parroquia de Teis. La ermita fue diseñada por el arquitecto vigués Manuel Gómez Román en el año 1951, en sustitución del anterior templo existente, ya que este se encontraba conservado en un deficiente estado. Inicialmente se había planteado realizar un edificio de mayores dimensiones, pero la situación económica de la hermandad hizo inviable ese proyecto, por lo que se optó a la construcción de un edificio menor. La ermita construida en granito, se encuentra levantada sobre una plataforma contenida sobre un muro de mampostería y consta de una torre central con campanario, siendo su planta de forma rectangular con ábside poligonal.[13]

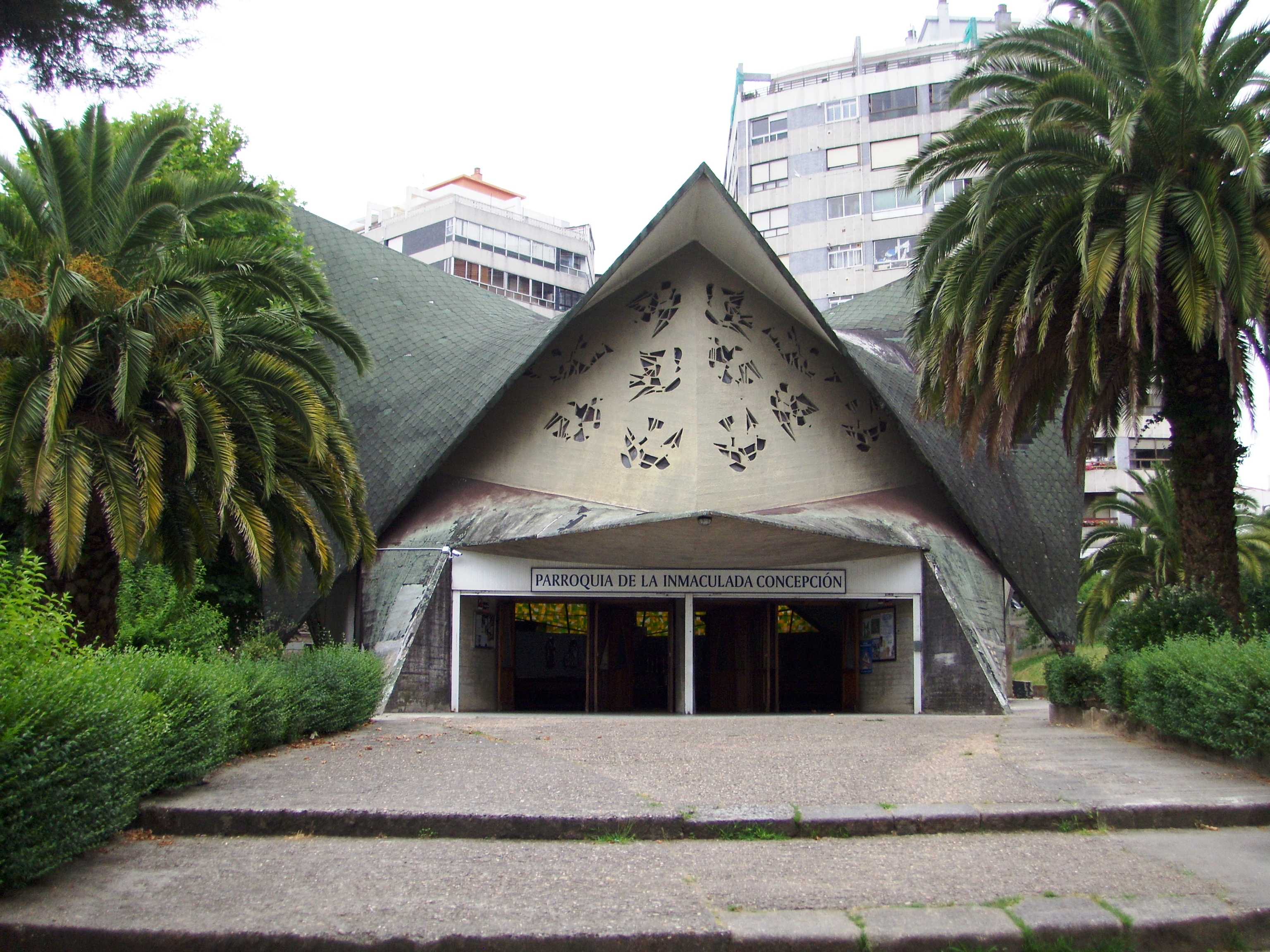
La Iglesia de la Inmaculada Concepción está inspirada en la línea arquitectónica de Le Corbusier

- Iglesia de la Inmaculada Concepción. Iglesia situada en el barrio del Calvario, en la parroquia de Lavadores. El templo fue inaugurado en el año 1970 y es obra del arquitecto Antón Román Conde,[15] el diseño del edificio está inspirado en la línea arquitectónica de Le Corbusier.[14] Está construida básicamente en hormigón y tiene como característica principal en su fachada el uso de ángulos rectos que se elevan hasta el cielo, es por ello que es conocida como la Iglesia de los picos, mientras que en el interior se obtiene luz natural gracias a las celosías de vidrio y plástico instaladas.[16]

- Iglesia de la Soledad. Se encuentra situada en la atalaya del monte del Castro, es obra del arquitecto Antonio Cominges Tapias que data del año 1957. Se trata de un templo de estilo neoclasicista, próstilo de nave rectangular, inspirada en la iglesia parisina de la Magdalena de Bartolomé Vignon. En la fachada principal se sitúa un pórtico tetrástilo en el que están presentes todos los elementos de la orden jónica.[17] En la entrada principal se mantiene el sistema clásico y en cada ángulo del paramento frontal se incorpora una pilastra jónica. Su construcción fue promovida por el que fue obispo de Madrid-Alcalá, Leopoldo Eijo Garay, de su propio pecunio y donada por sus herederos a la diócesis de Tuy-Vigo en 1964.

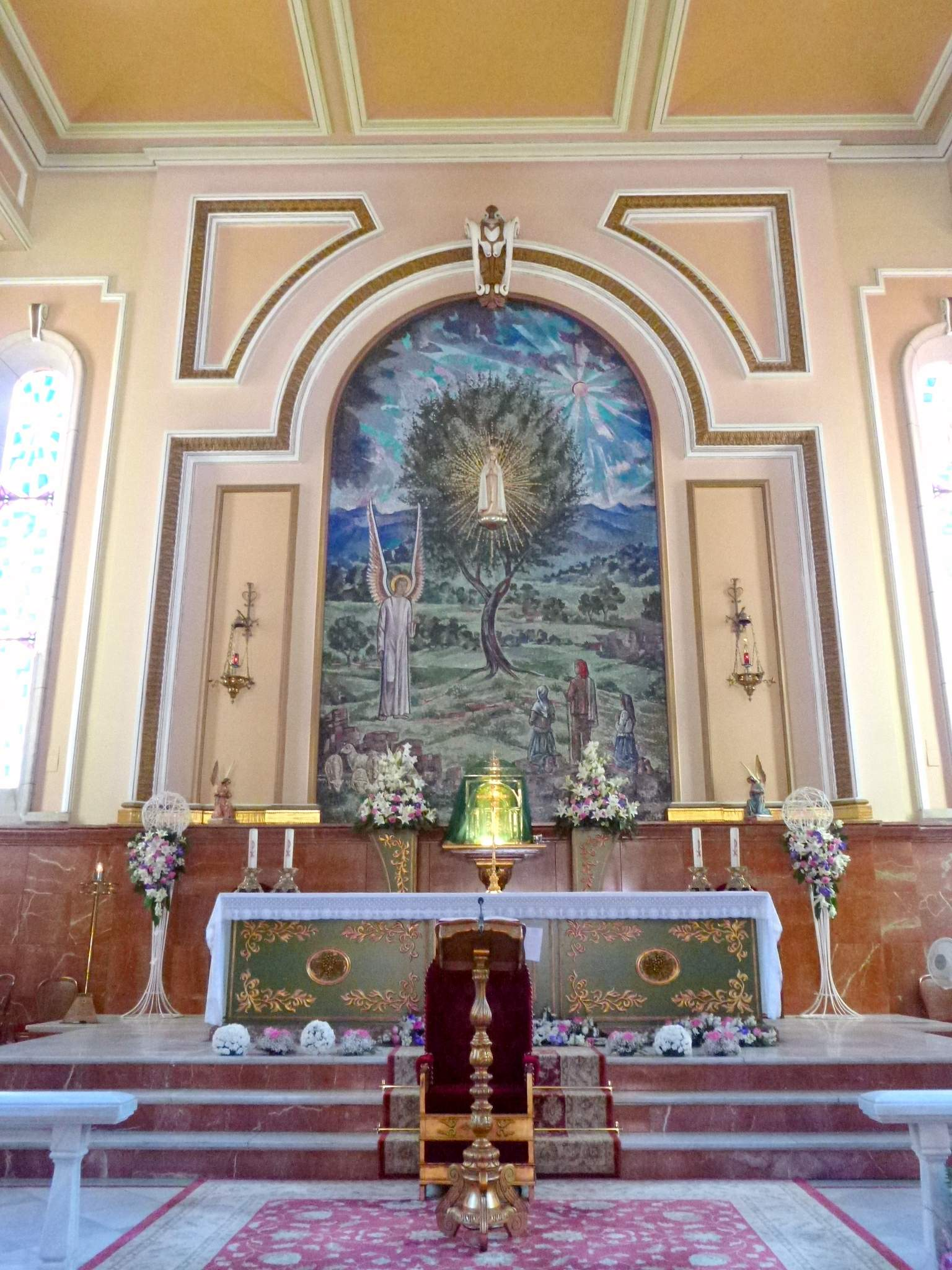
Altar de la Iglesia de Nuestra Señora de Fátima

- Iglesia de Nuestra Señora de Fátima. Iglesia de 1959 obra del arquitecto Antonio Cominges Tapias, se trata de un templo de gran capacidad ya que puede albergar hasta 500 personas sentadas en su interior. Es una iglesia en la que destaca su cantería así como su torre, en el interior del edificio, en su retablo se encuentra un gran mosaico en el que se representan los misterios de Cova da Iria, una imagen de la Virgen de Fátima sobre la encina en sus apariciones del año 1917 y a su lado el ángel que se le apareció a los tres pastorcillos en tres ocasiones, en su interior también se muestra la danza del sol, fenómeno ocurrido en octubre del año 1917.

- Iglesia de Nuestra Señora del Carmen. Iglesia proyectada por el arquitecto Antonio Cominges Tapias, cuya primera piedra del se colocó el 18 de marzo de 1951. El templo cuenta con una torre en la fachada principal, en lo alto de esta torre se encuentra una imagen de la Virgen de 25 toneladas y 7 metros de altura tallada en piedra, obra del escultor Raúl Comesaña. En el interior destacan sus vidrieras, las cuales fueron encargadas a Casa Belga, en la que se encontraba en el lateral antiguamente existía una imagen de la Virgen de la Consolación, antes de ser destruida por un vendaval. En el altar mayor se encuentran representadas dos imágenes, una de la Virgen del Carmen entregando el escapulario a San Simón y la otra representa a la Virgen del Carmen con los náufragos del mar. Posteriormente en el año 1983 se instalan nuevas vidrieras, una representando a los dos santos de la orden de las Carmelitas, Teresa y Juan de la Cruz y a San José, mientras que en la otra vidriera se encuentran representados San Antonio y Santa Teresita.

- Iglesia de San Andrés de Comesaña. Se encuentra situada en la parroquia homónima, se trata un templo de arquitectura barroca de los siglos XVII y XVIII. El templo es de planta longitudinal de nave única y cuenta con una torre con campanario de estilo neoclásico, en la fachada se encuentra una imagen de San Andrés. Al margen de la iglesia, el conjunto parroquial también está formado por la casa parroquial, casa rectoral y un campo con palco, en donde es habitual la celebración de la romería en honor a la Virgen del Rosario.

- Iglesia de San Andrés de Valladares. Edificio eclesiástico de forma rectangular que data del año 1726. La iglesia cuenta con una única nave y en la fachada se encuentra adosada una torre campanario, en donde se encuentra el escudo de armas del Marquesado de Valladares en su parte más elevada.[18]

- Iglesia de San Cristóbal de Candeán. Data del siglo XVII y se encuentra situada en la parroquia periurbana de Candeán. La iglesia es de arquitectura barroca, aunque a lo largo de los años ha sido objeto de diversas reformas tanto en su exterior como en su interior, las cuales han variado el aspecto original del edificio. En su interior se encuentran diversas tallas de gran valor como son las de San Benito y San Cristóbal, este último también está presente en una imagen situada en el exterior del templo.

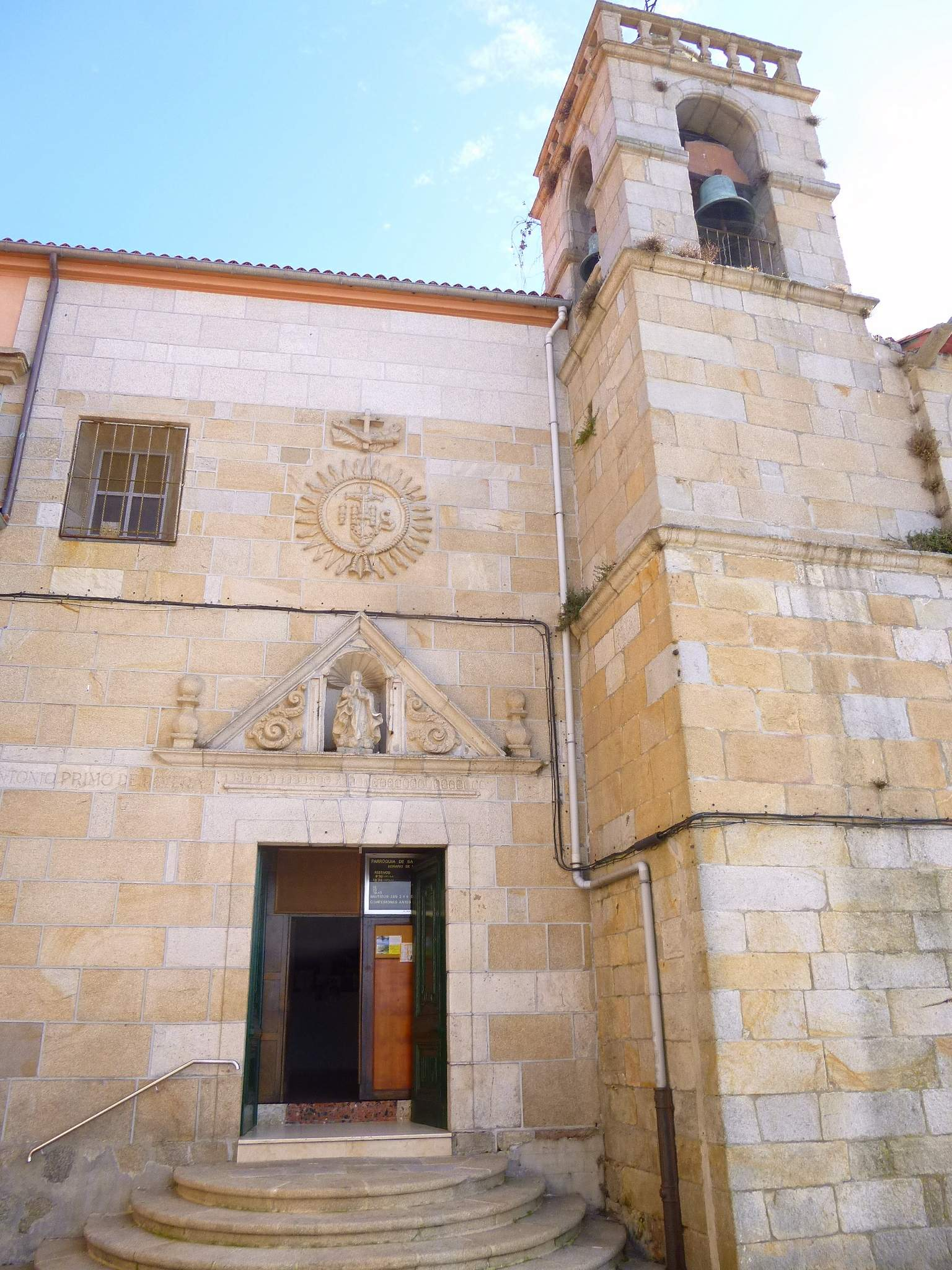
Torre del campanario y entrada principal de la Iglesia de San Francisco en el barrio del Berbés

- Iglesia de San Esteban de Beade. De estilo gótico y barroco data de finales del siglo XVII, en este edificio destacan un crucero que se encuentra en el atrio, así como una imagen de la Piedad en su reverso y otra de un Cristo en la Cruz en su anverso.

- Iglesia de San Francisco. La iglesia de San Francisco de Vigo se encuentra situada en el camino de San Francisco, muy cerca del barrio marinero del Berbés, concretamente en un antiguo monasterio que data del siglo XVII, el cual tenía su origen en una ermita del siglo X. El templo históricamente ha estado muy arraigado a la orden de los frailes franciscanos, que utilizaron el edificio desde el siglo XVII hasta 1958, año en el que se trasladaron a su actual residencia situada en la confluencia de las calles Santa Marta y Llorente. En la iglesia a lo largo de su historia se han realizado diversas remodelaciones, como fue la construcción de un campanario en el año 1929, así como también de varios usos, ya que aparte de monasterio también ha sido casa de la caridad, actualmente es un hogar infantil regido por la Compañía de las Hijas de la Caridad y dependiente de la Junta de Galicia.[19]

- Iglesia de San Jorge de Sayanes. Se encuentra situada en la parroquia homónima y data del año 1920, su arquitectura está inspirada en el estilo gótico, lo cual se puede apreciar en algunos de sus elementos, como por ejemplo la ojiva de las ventanas o en el retablo situado en el interior del edificio, aunque también consta de otros elementos como la hornacina que están inspirados en el estilo barroco. Otros elementos de interés en esta iglesia son la espadaña, la cual está articulada con líneas verticales que parten de tres molduras y que también incluye una cruz en el medio, así como también una figura de San Jorge flanqueado por la Virgen de la Ayuda y por San Rafael, la cual se encuentra situada en el retablo del altar mayor.

- Iglesia de San Miguel de Bouzas. Está ubicada en el barrio homónimo, es una de las iglesias más antiguas de Vigo, ya que data del año 1542, inicialmente era una pequeña capilla y fue ampliada en 1697. Su arquitectura es de forma rectangular con ábsides en forma semicircular.[20]

- Iglesia de San Miguel de Oya. Iglesia de planta longitudinal sencilla con una nave a dos aguas, el templo data del siglo XVII y es de estilo barroco. En su fachada se encuentra una figura de San Miguel en una hornacina, la cual también cuenta con espadaña en su remate.

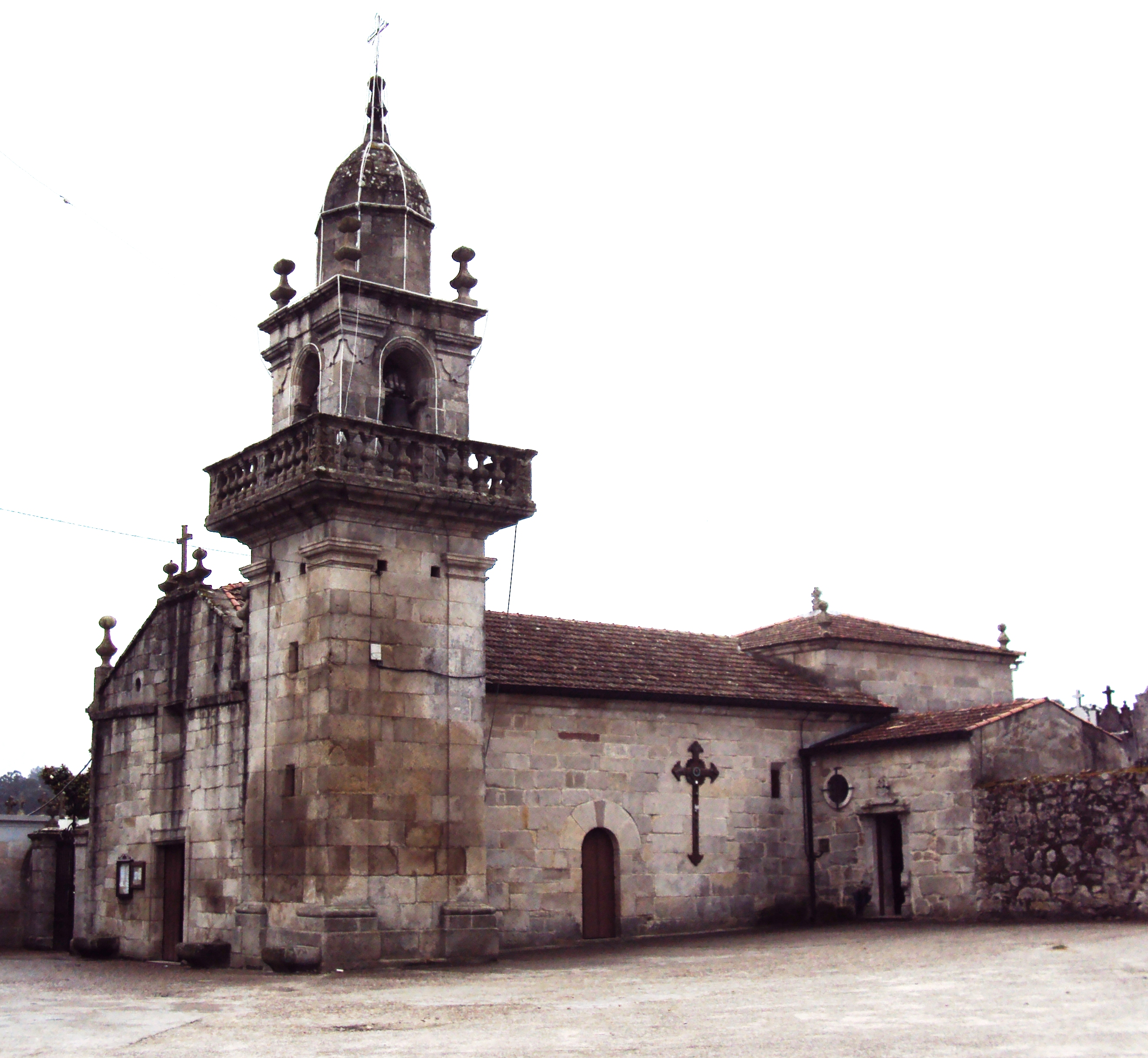
Iglesia de San Pedro de Sárdoma

- Iglesia de San Pedro de Matamá. Templo de estilo neoclásico que data de finales del siglo XVIII, se encuentra situada en la parroquia homónima. En esta iglesia destaca su torre con campanario, además en su interior se conserva un viejo retablo que perteneció a la antigua Colegiata de Santa María.

- Iglesia de San Pedro de Sárdoma. Data del siglo XVII, las obras de la construcción del templo comenzaron exactamente en el año 1738, es por ello que en la edificación se encuentran vestigios de la arquitectura del barroco, también destaca la torre del campanario que se encuentra adosada a su fachada. Al ser la principal iglesia de la parroquia de Sárdoma, el conjunto parroquial aparte de la propia iglesia, también se encuentra formado por el atrio, el cementerio y la casa rectoral.

- Iglesia de San Pelayo de Navia.[15] Se encuentra situada en la parroquia de Navia, el templo tiene sus orígenes a finales de la década de 1960, que es cuando se realiza el proyecto de construcción del edificio por parte de los arquitectos Antón Román Conde, Ricardo Urgoiti y José Enrique Ruiz-Castillo. Su inauguración se produjo en el año 1969, en el templo destaca la utilización de estructuras laminares de hormigón armado en forma de paraboloide que forman su estructura, siendo uno de los primeros y escasos ejemplos de este tipo de arquitectura en la comunidad gallega.[11]

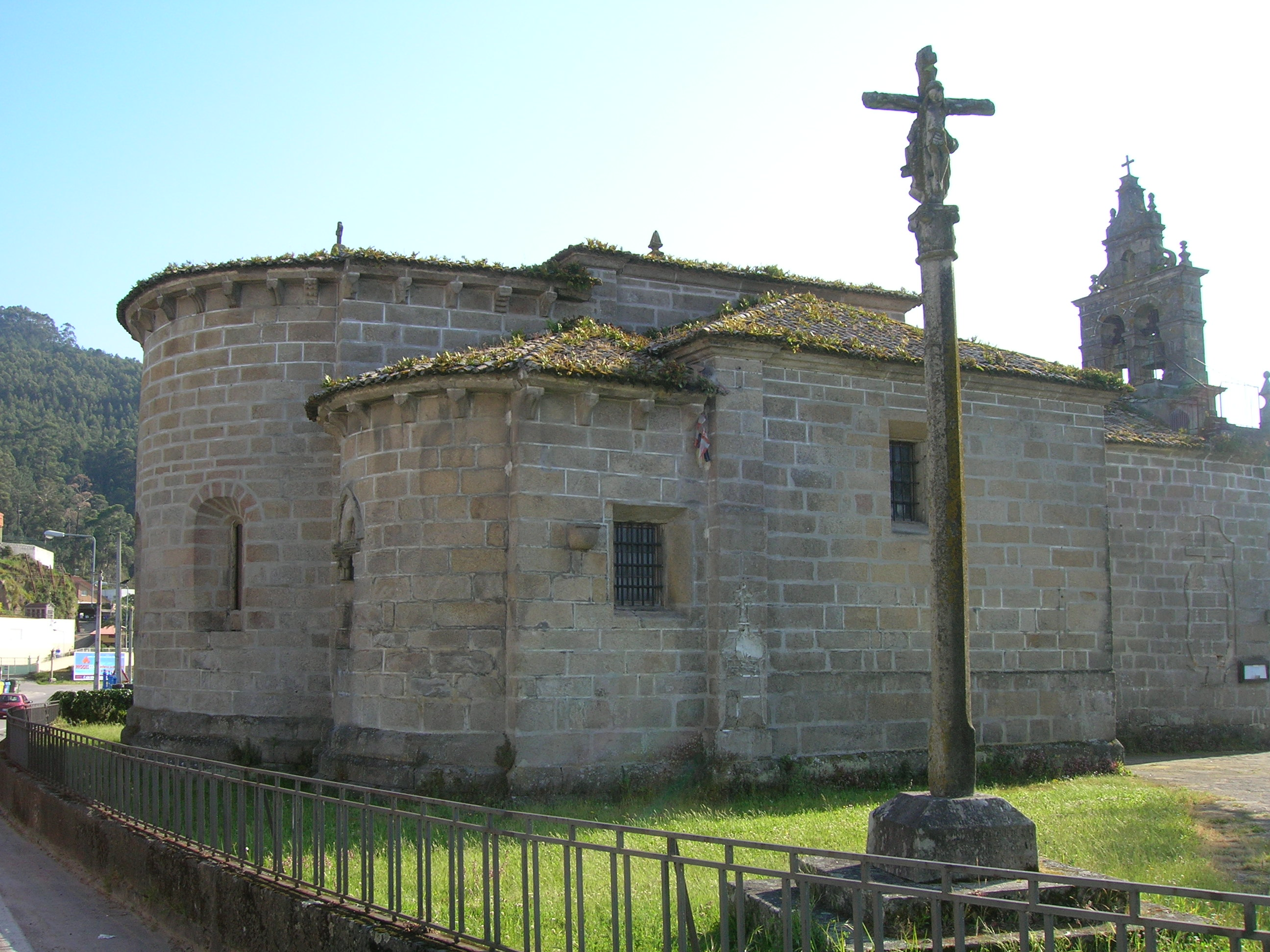
Vista del ábside y del lateral de la Iglesia de San Salvador de Corujo

- Iglesia de San Salvador de Corujo. Del siglo XII, está ubicada en la parroquia de Corujo, en sus inicios era una iglesia monasterial del antiguo priorato que existió allí hasta bien entrada la Edad Moderna. De estilo románico, su planta es la típica basilical formada por tres naves con sus correspondientes ábsides semicirculares, destacando entre ellos el central y los motivos de sus canecillos.[21]

- Iglesia de San Tomé de Freijeiro. Del siglo XVII,se encuentra situada en el casco urbano de la ciudad, muy cerca del Parque de Castrelos. El fundador de la iglesia fue Fray Francisco de Sotomayor, arzobispo de las Charcas, siendo en el mismo templo en donde se encuentra enterrado. Inicialmente era una pequeña iglesia que estaba planteada para dar cabida a los 60 vecinos de la época, posteriormente con el aumento de la población en la zona, el templo sufrió varias remodelaciones con el objetivo de ampliarla para dar cabida a más fieles. Actualmente la iglesia consta de una nave de planta rectangular, mientras que su presbiterio cuenta con una bóveda de piedra, sostenida sobre unos muros en los que se encuentran diversos sepulcros.

- Iglesia de Santa Cristina de Lavadores. Se encuentra situada en la parroquia de Lavadores, la iglesia data del año 1201, en sus inicios se trataba de un templo de estilo románico, aunque en el siglo XIX fue remodelada y perdió gran parte de sus elementos románicos. En la fachada de la iglesia se encuentra una imagen de Santa Cristina enmarcada en hornacina, mientras que su interior, al cual se accede a través de una triple arcada de medio punto, se encuentran entre otros la figura de un león que antiguamente formaba parte de un sepulcro medieval, así como también una imagen de Cristo en la cruz.

- Iglesia de Santa Eulalia de Alcabre. Se encuentra situada en la parroquia de Alcabre, muy cerca de la populosa Playa de Samil. Se trata de una iglesia de reciente construcción ya que data del año 1997, el templo consta de tres naves de granito y es una obra póstuma del arquitecto vigués Desiderio Pernas.

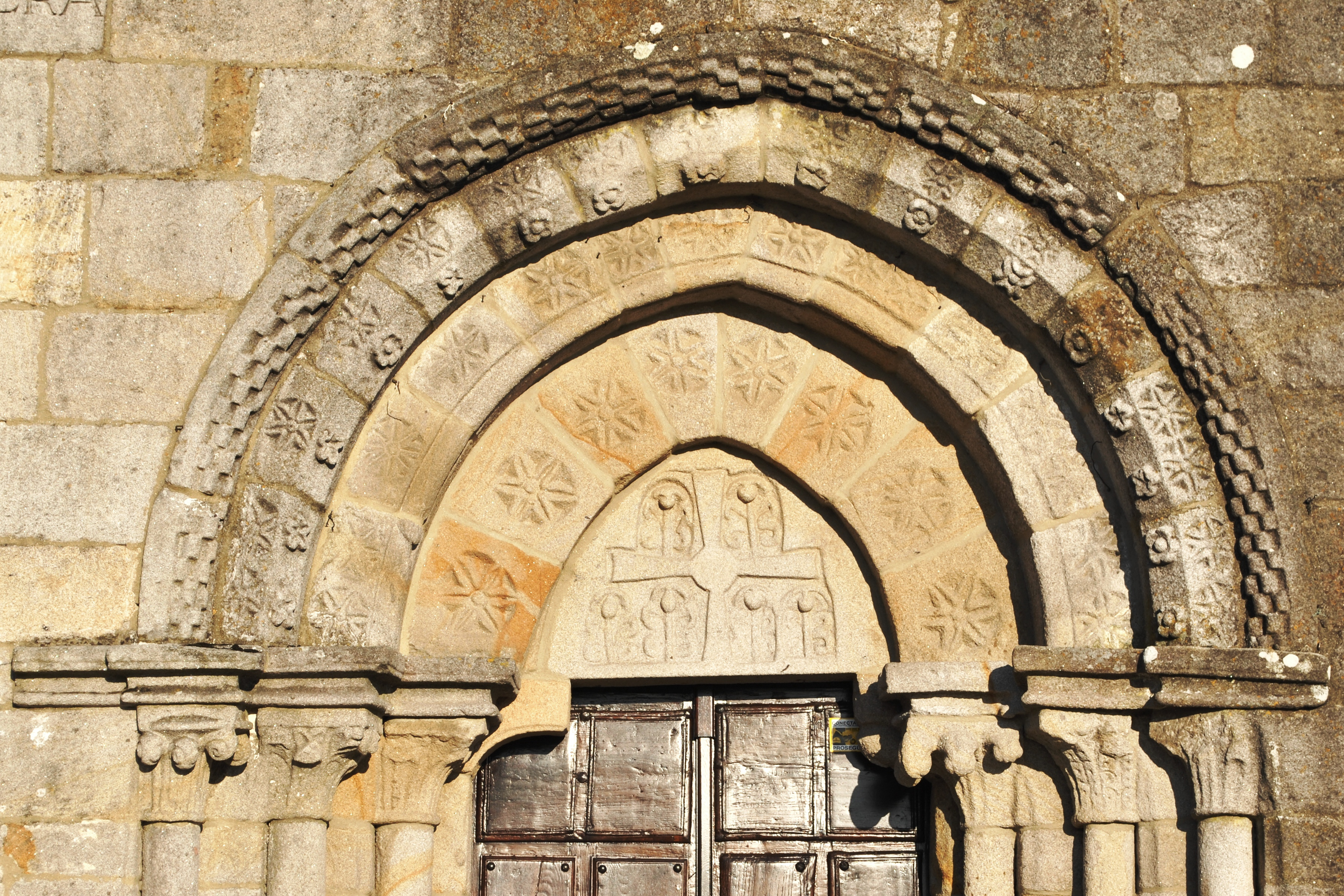
Detalle del tímpano de la puerta principal de la Iglesia de Santa María de Castrelos

- Iglesia de Santa María de Castrelos. Se trata de una de las iglesias más antiguas de Galicia, ya que data del siglo XII, se encuentra situada en la parroquia de Castrelos, muy cercana al casco urbano de Vigo. De estilo románico, el templo está formado por una única nave de ábside semicircular y una planta de 20 por 7 metros. En su muro interior norte pueden verse unas interesantes pinturas murales, restauradas a mitad de los años 90 del siglo pasado, datables entre los siglos XV-XVI posiblemente. Representan un Cristo en Majestad, una misa de San Gregorio y una epifanía.[22]

- Iglesia de Santa Marina de Cabral. De estilo renacentista, data del siglo XVII y se encuentra situada en la parroquia de Cabral. El atrio de esta iglesia es uno de los principales puntos de reunión de los vecinos de la parroquia, ya que en esa zona se encuentra instalado un palco de música, en donde es habitual la celebración de las fiestas en honor de la Virgen de los Dolores, la Virgen de las Candelas, Santa Marina y de San Blas.

- Iglesia de Santiago de Bembrive. Catalogada como Bien de Interés Cultural, se trata de una de las tres iglesias de estilo románico que se conservan en el municipio, data del siglo XII y se encuentra situada en la entidad local menor de Bembrive. El edificio eclesiástico consta de una nave y un ábside semicircular en bóveda de cañón, en el que se pueden observar diversas figuras vegetales y antropomorfas. En el interior de la iglesia destacan un arco triunfal apuntalado, un sepulcro del siglo XVII en el presbiterio y una cruz en el tímpano con reminiscencias de la cultura celta.[23]

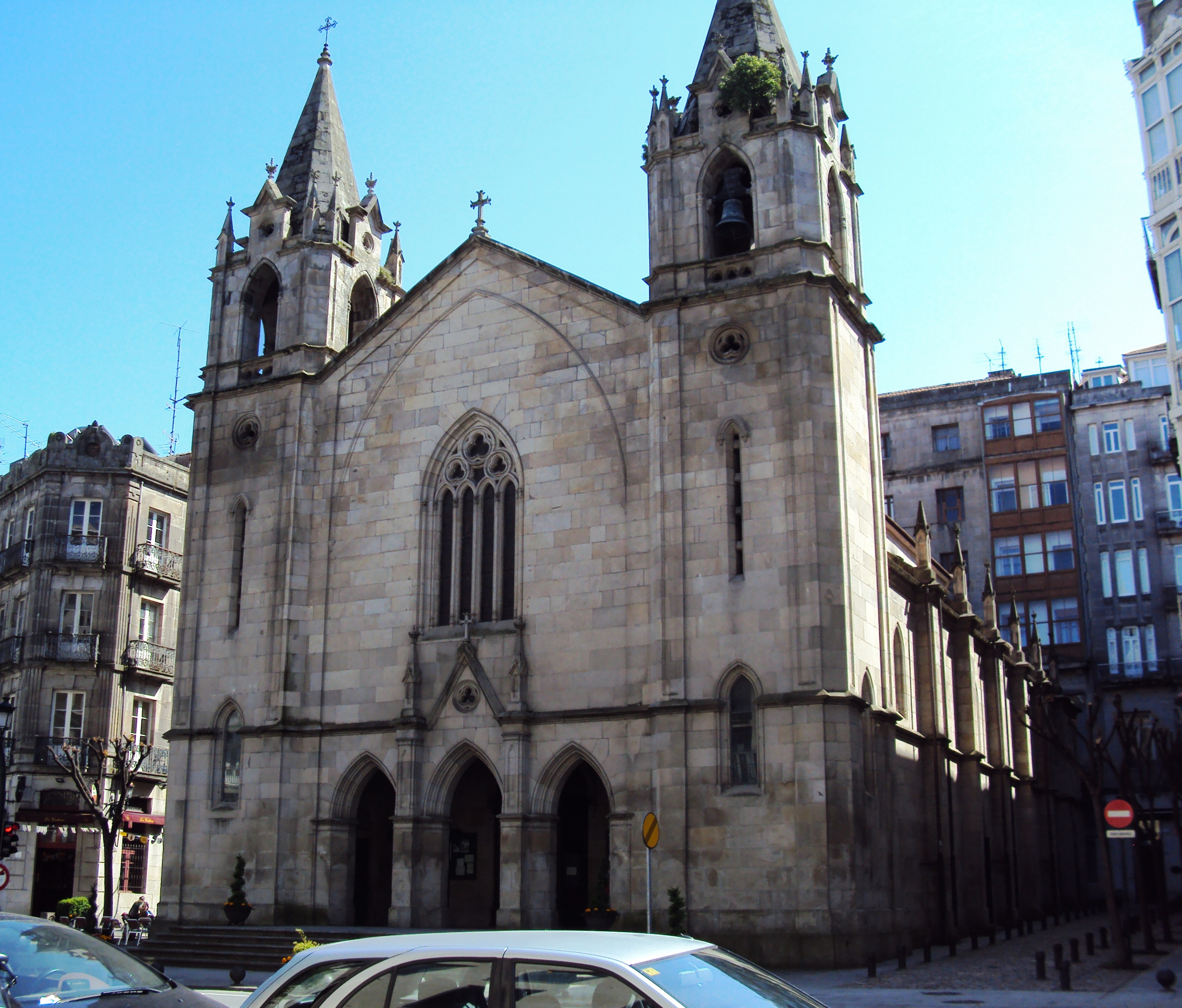
Iglesia de Santiago de Vigo en la avenida de García Barbón

- Iglesia de Santiago de Vigo. Se encuentra situada en la céntrica avenida de García Barbón, el templo fue proyectado por el arquitecto Manuel Felipe Quintana a finales del siglo XIX, rematándose su construcción en el año 1907. Se trata de una iglesia de estilo medieval historicista, aunque su fachada principal es de estilo neogótico.[24] La iglesia está formada por una planta con tres naves que carecen de crucero, siendo la central de mayor tamaño que las dos laterales, así como dos torres situadas en la fachada principal, la cabecera del templo presenta un ábside poligonal enmarcado en un rectángulo en el que se sitúan las sacristías, la cual cuenta con tres ventanales de gran tamaño.

- Monasterio de la Visitación de las Salesas Reales. Antiguo monasterio que en la actualidad funciona como geriátrico, fue proyectado en 1942 por el arquitecto Antonio Palacios y se encuentra situado en el barrio de la Calzada, en la parroquia de Teis.[25] Inicialmente el proyecto de Antonio Palacios era más ambicioso, ya que había planeado la construcción de un gran patio con varios pabellones y una gran iglesia, finalmente solo se construyó el primer pabellón.[26] Se trata de un edificio de estilo regionalista con toques de arquitectura medieval, para su construcción se empleó el granito, usándolo en la fachada sin pulir, lo que le confiere un aspecto rústico.[27]

Arquitectura religiosa de Vigo
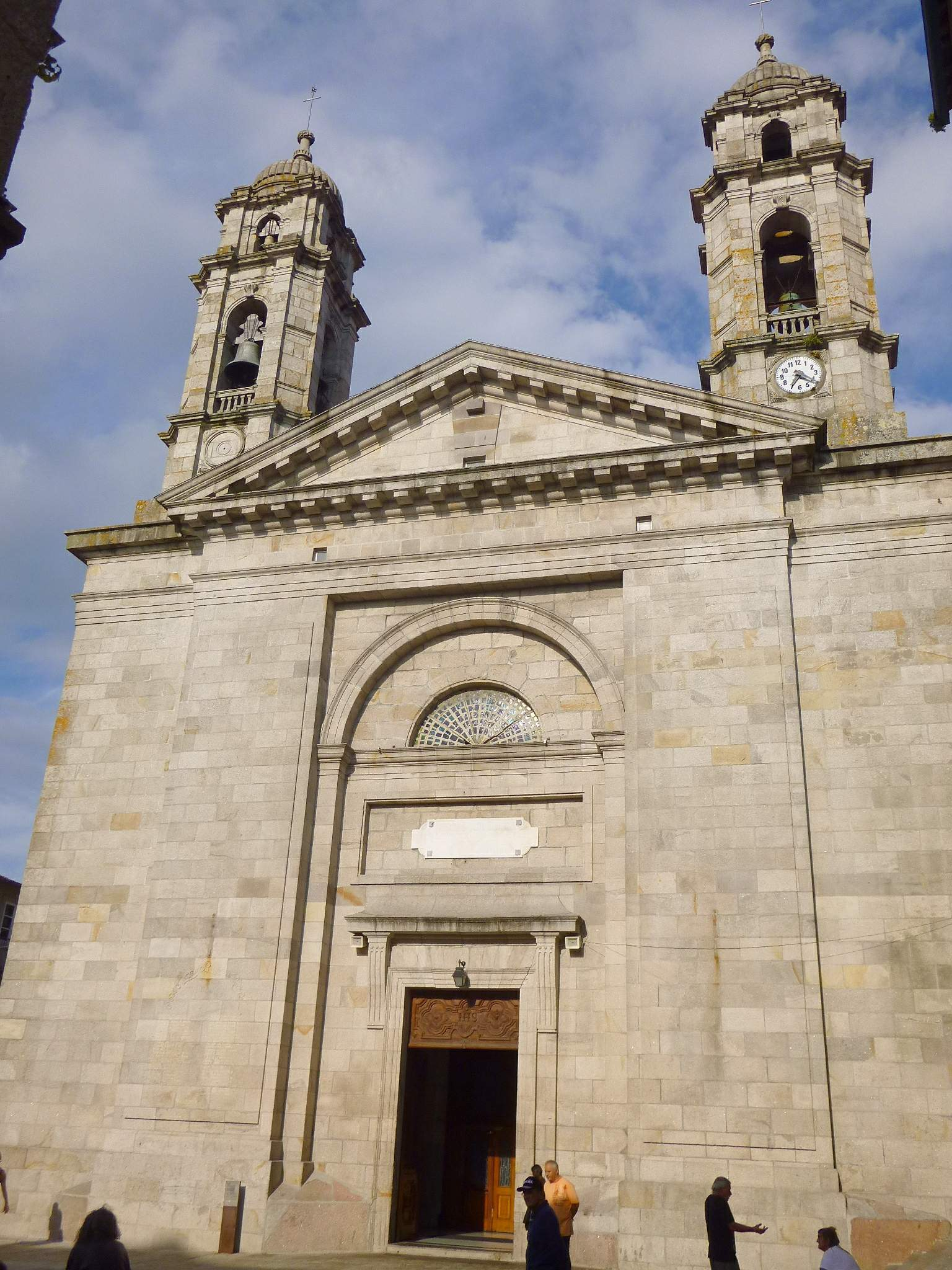
Concatedral de Santa María de Vigo
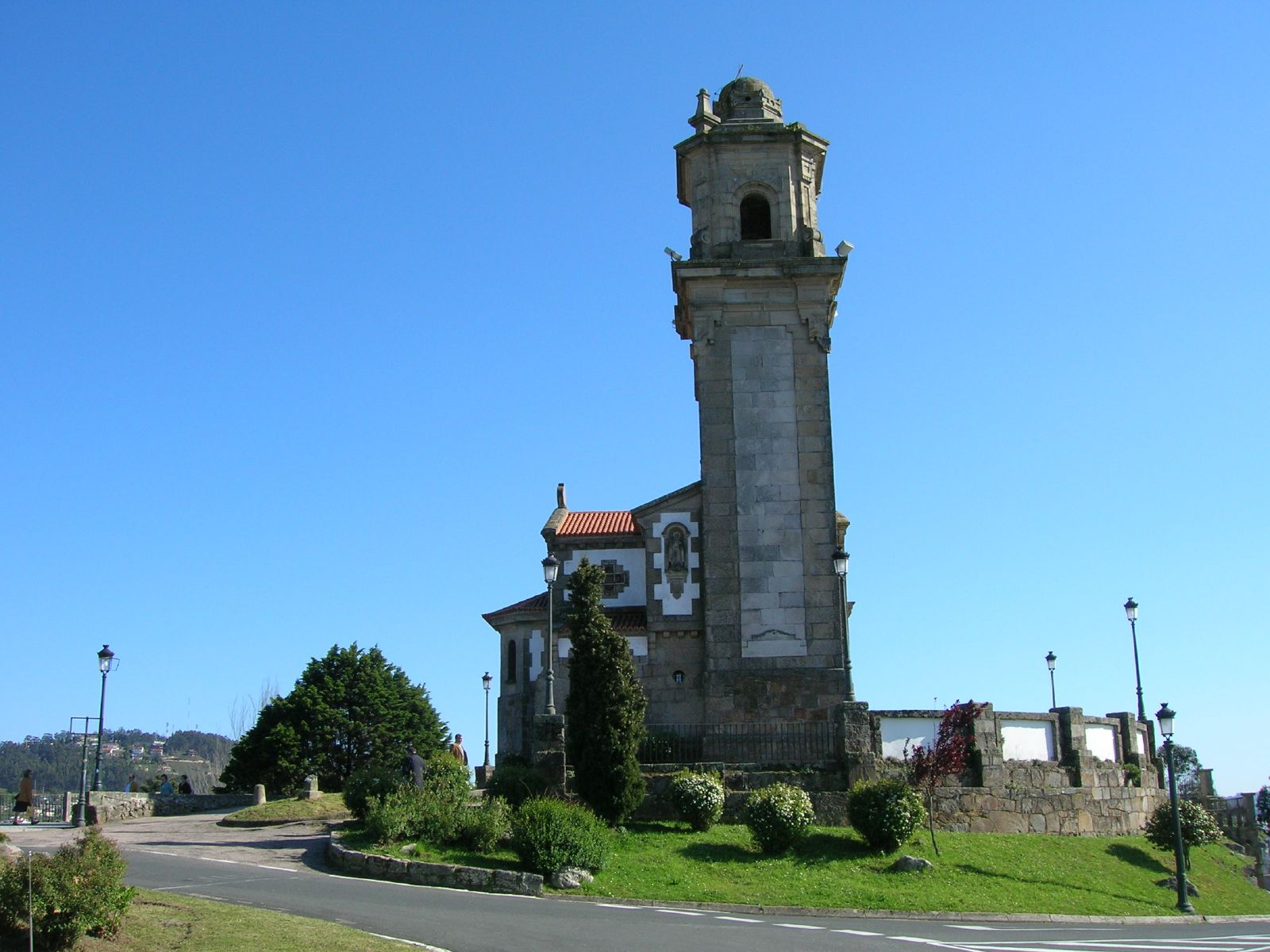
Ermita de la Guía
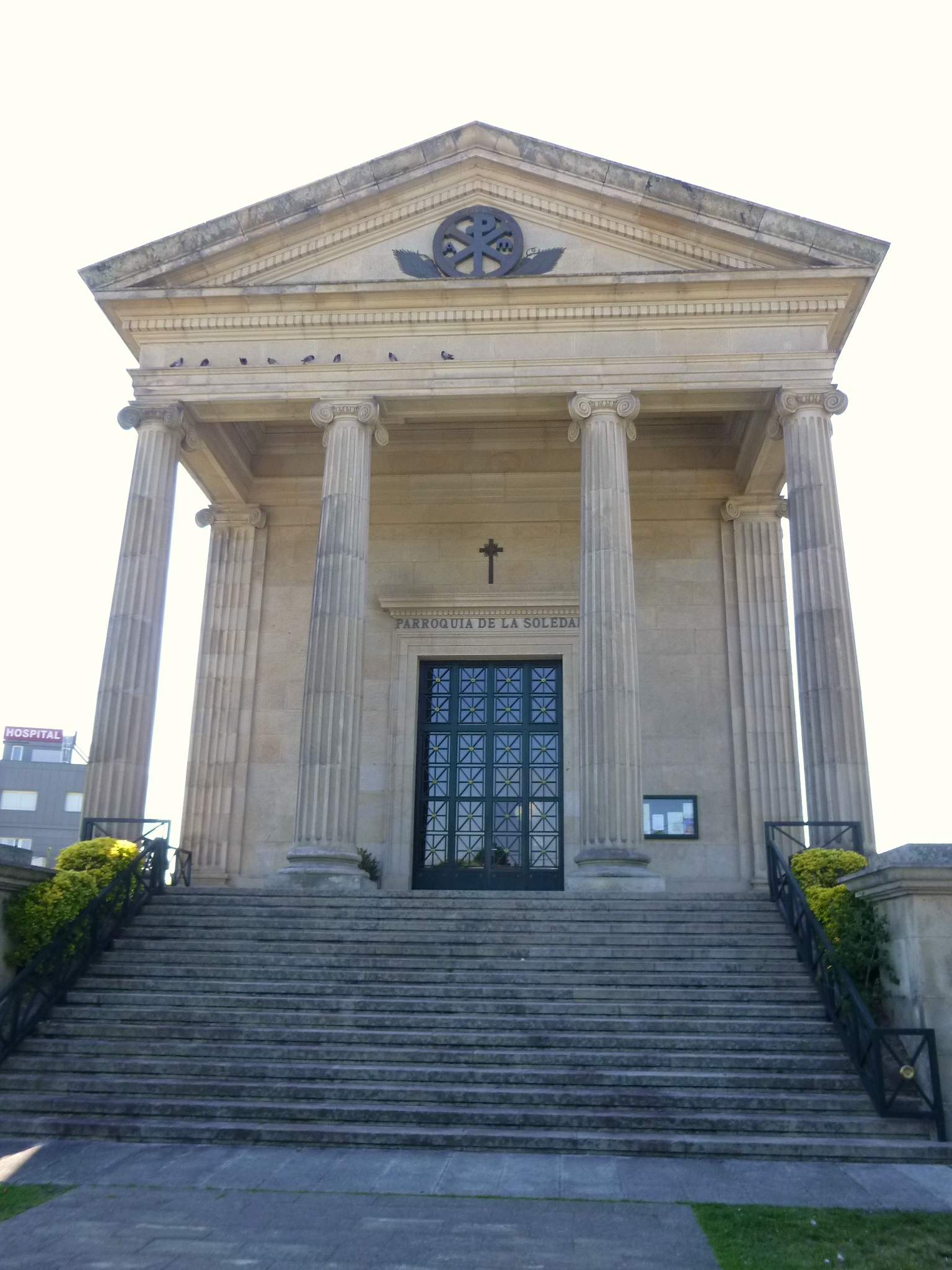
Iglesia de la Soledad
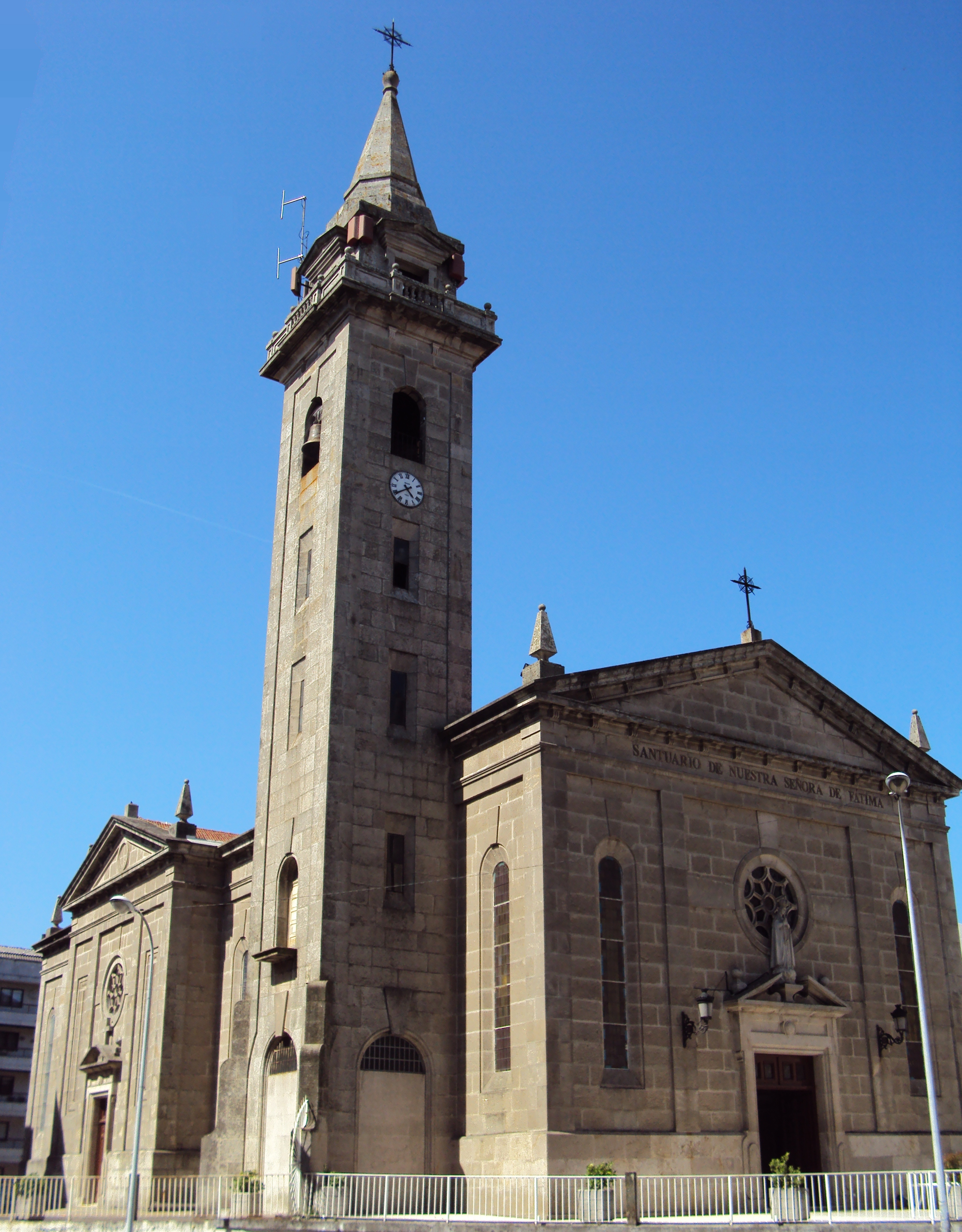
Iglesia de Nuestra Señora de Fátima
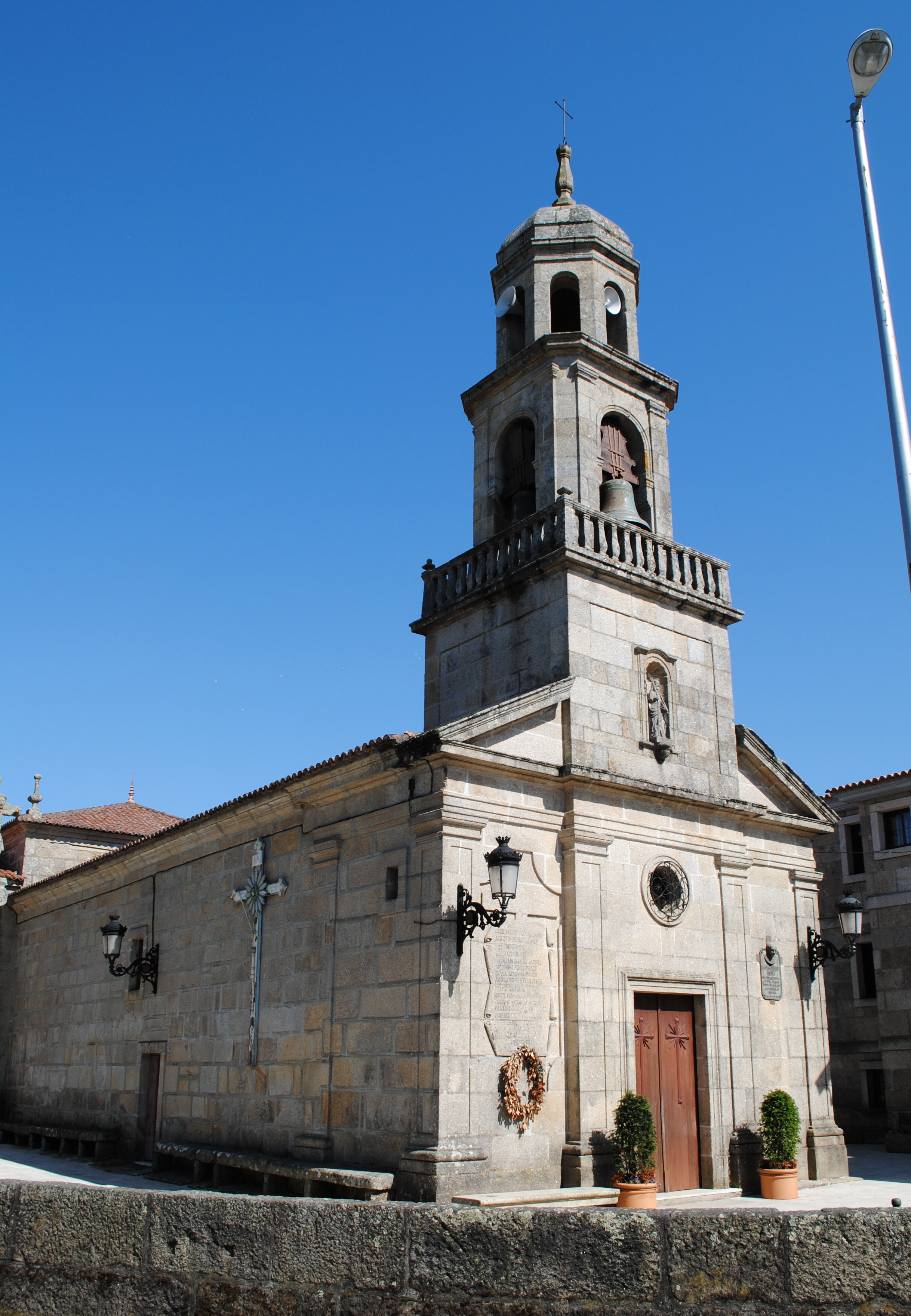
Iglesia de San Andrés de Comesaña
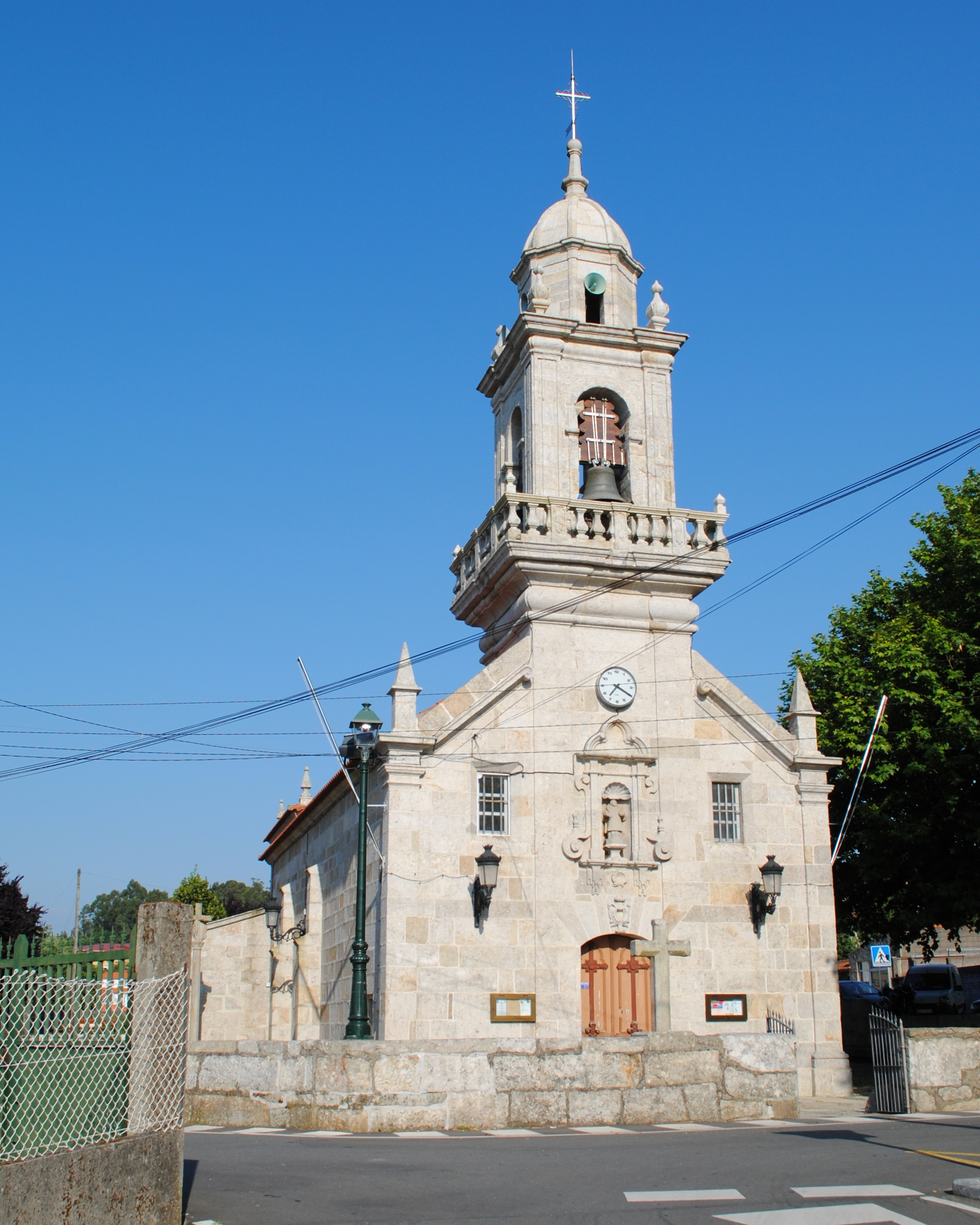
Iglesia de San Esteban de Beade
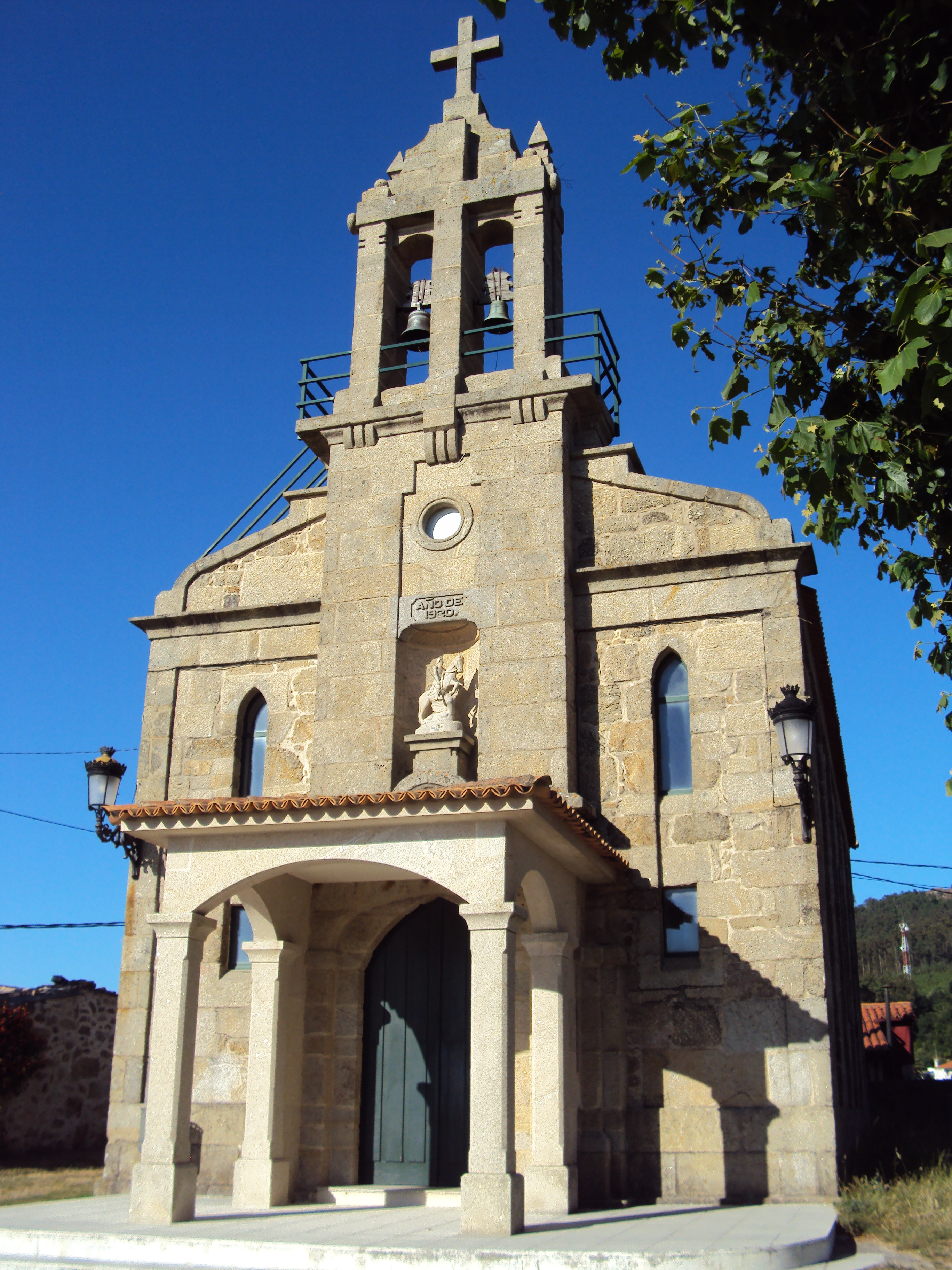
Iglesia de San Jorge de Sayanes
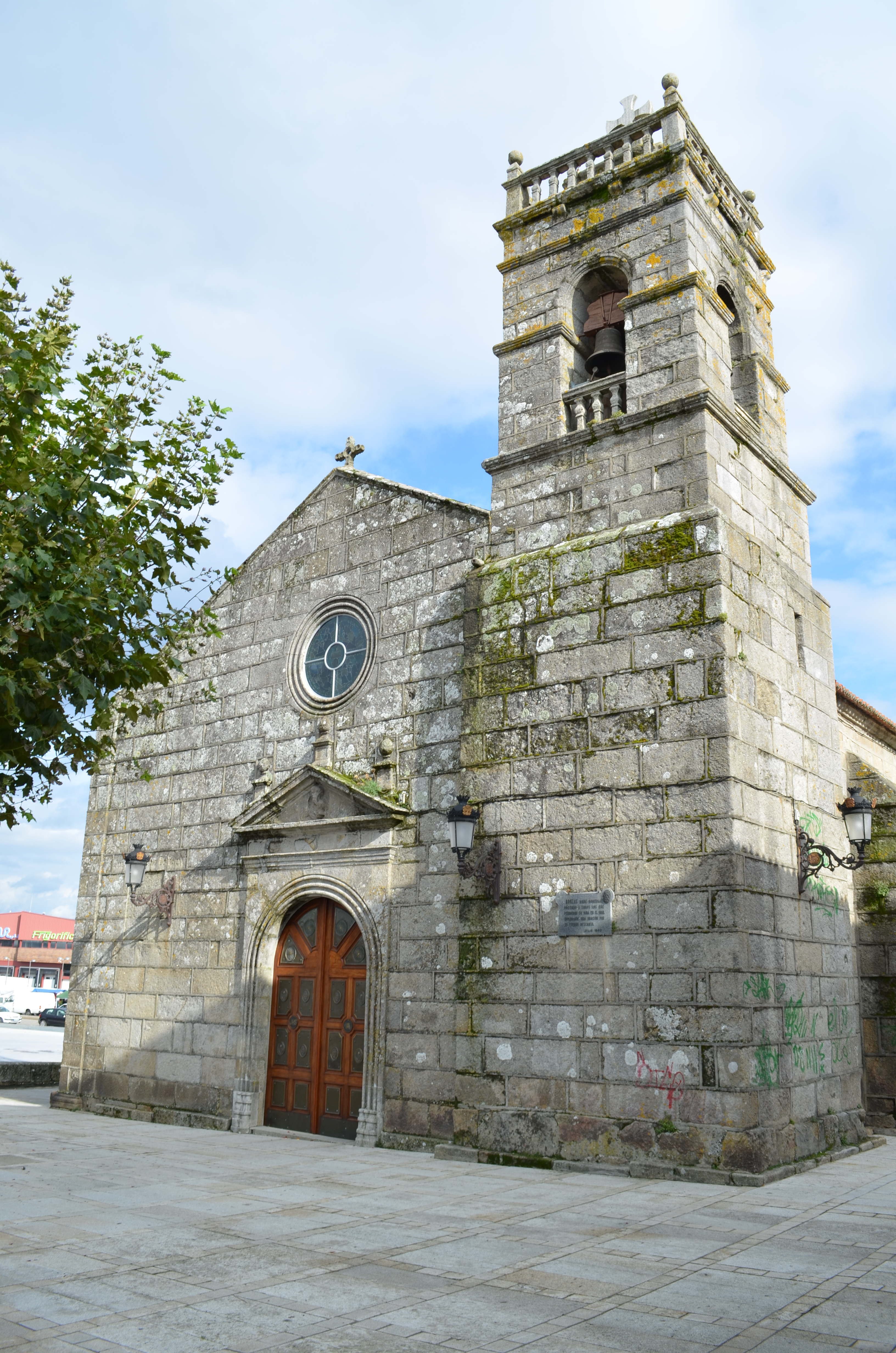
Iglesia de San Miguel de Bouzas
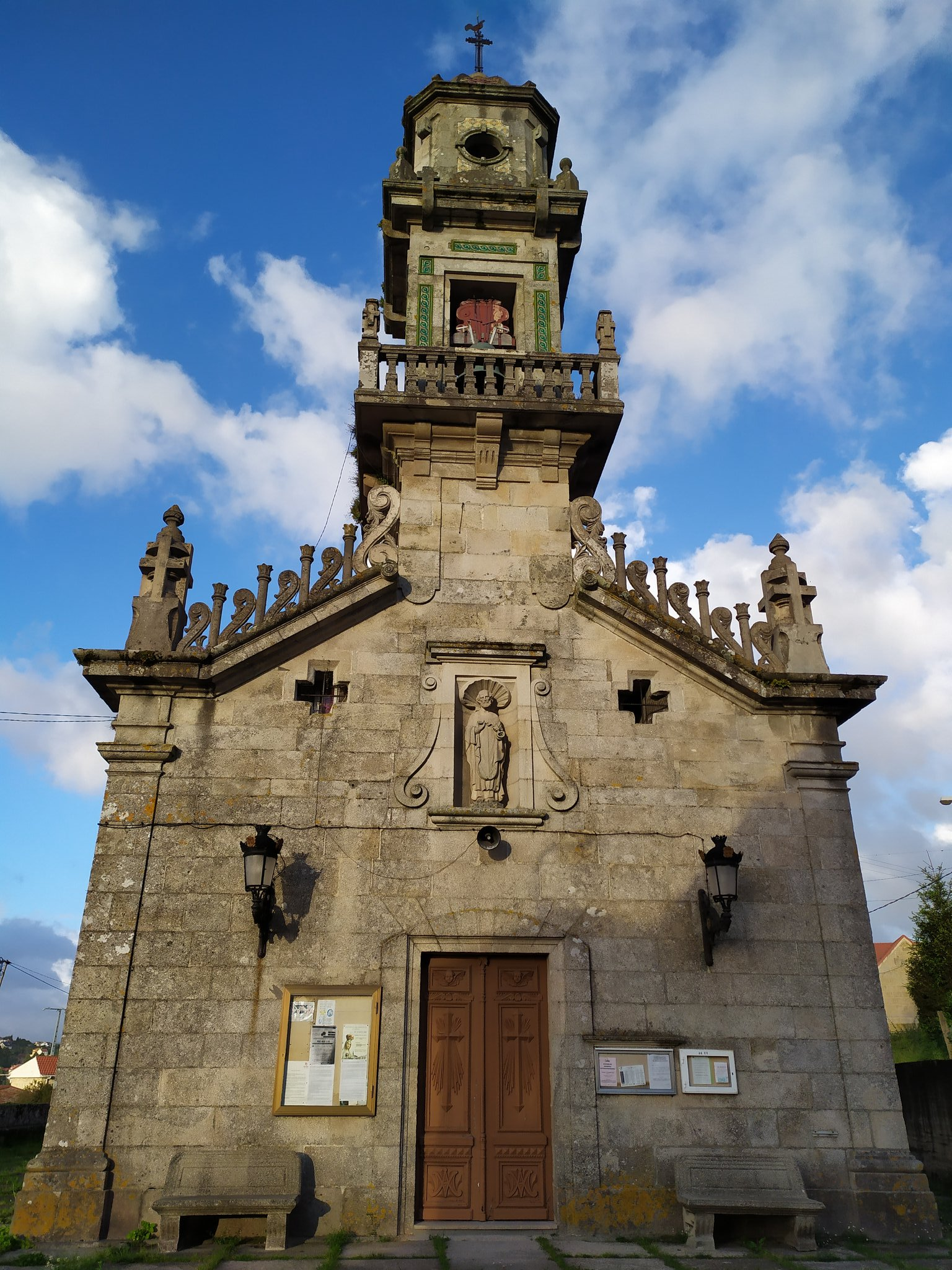
Iglesia de San Pedro de Matamá
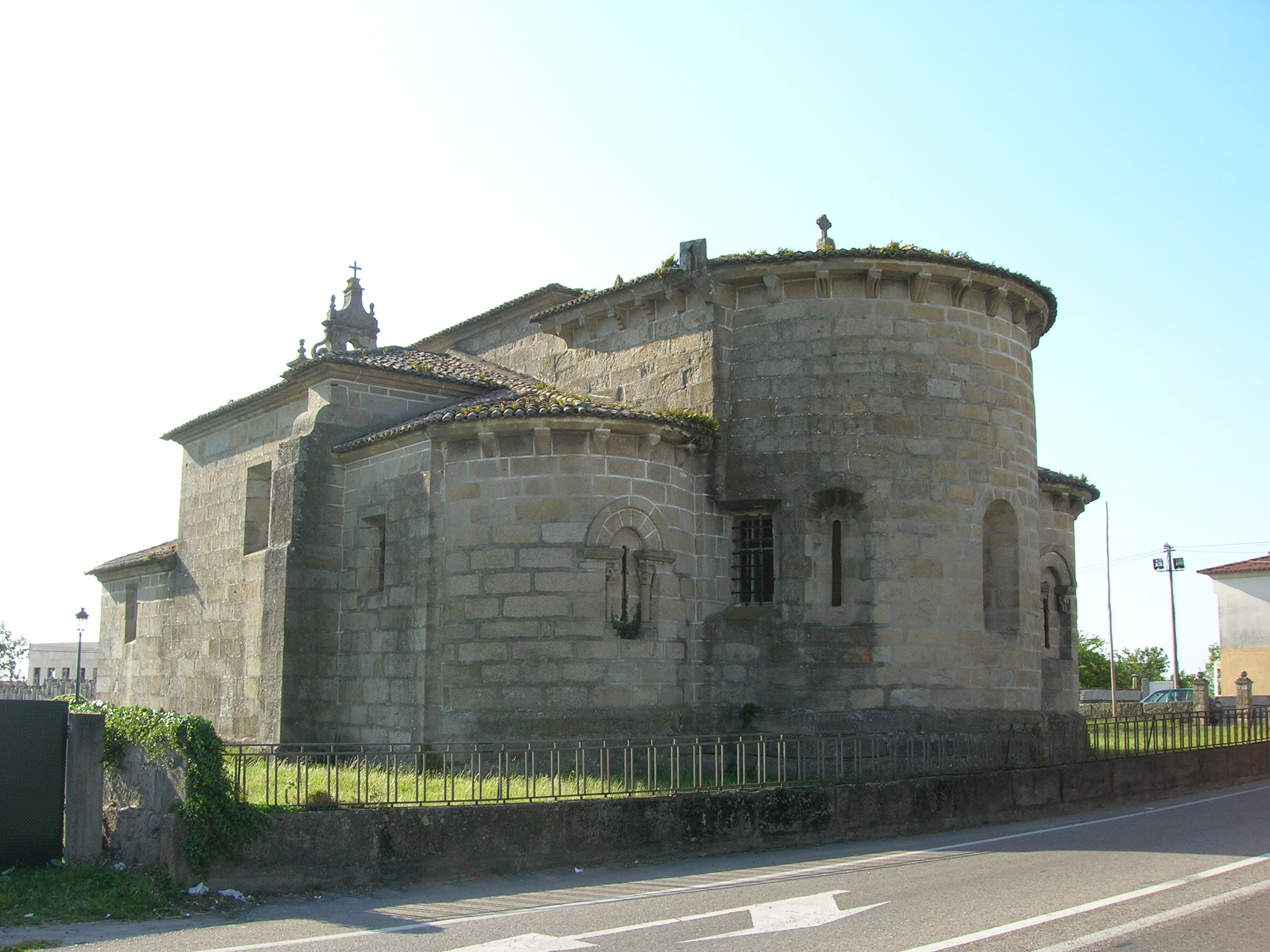
Iglesia de San Salvador de Corujo
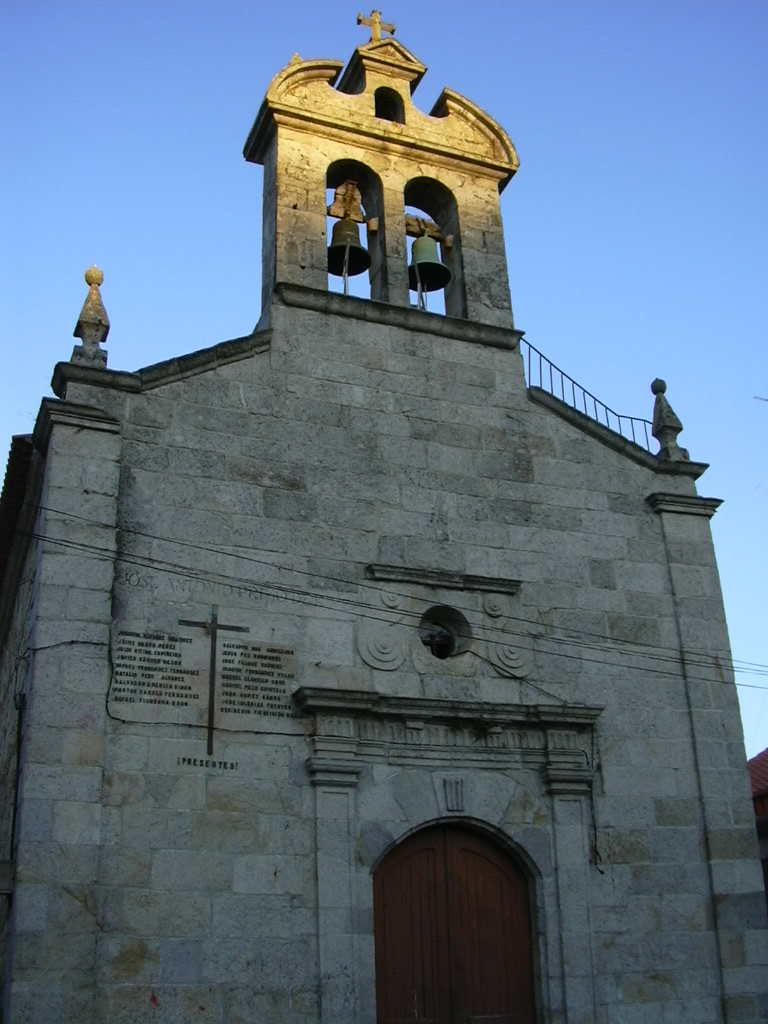
Iglesia de San Tomé de Freijeiro
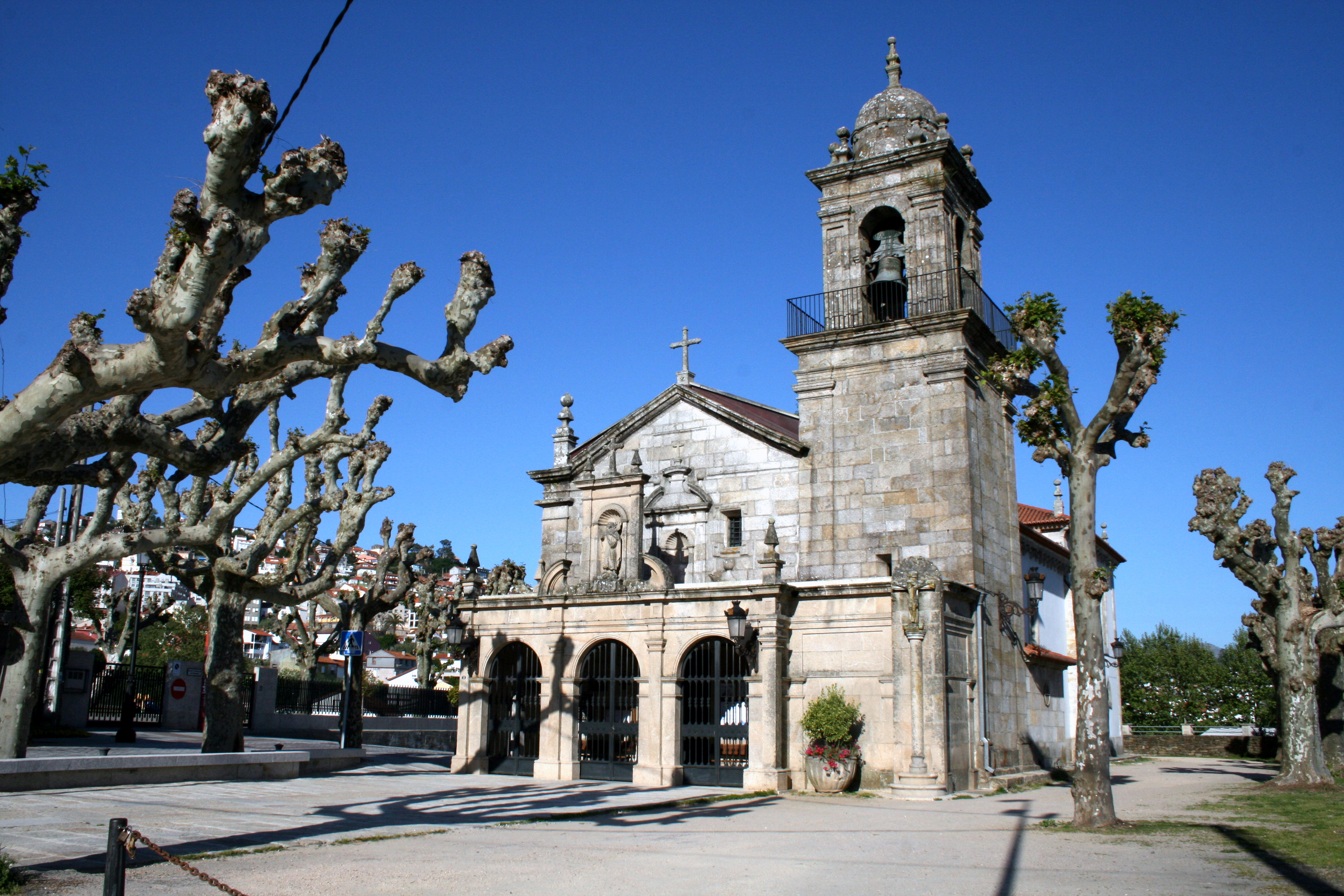
Iglesia de Santa Cristina de Lavadores
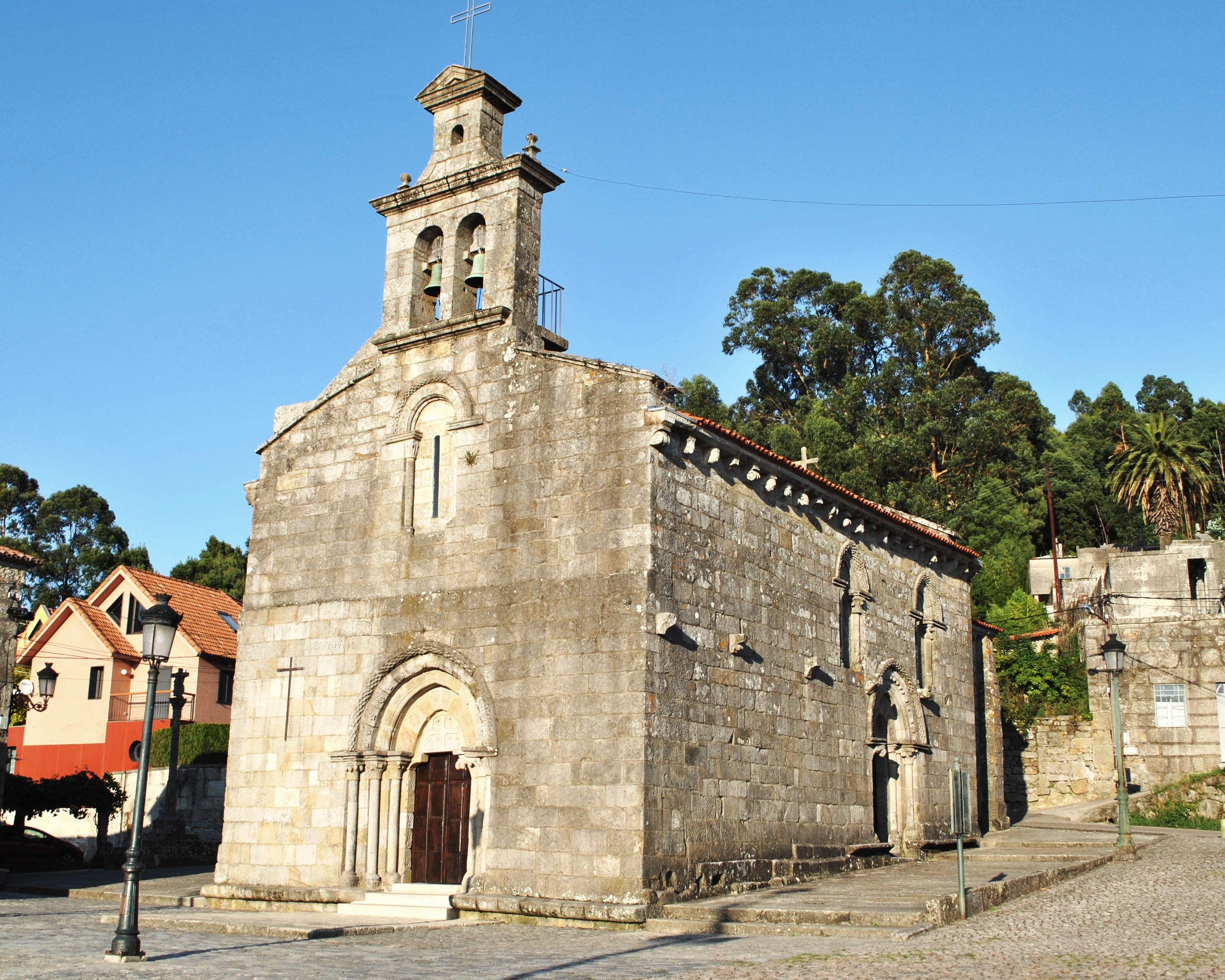
Iglesia de Santa María de Castrelos
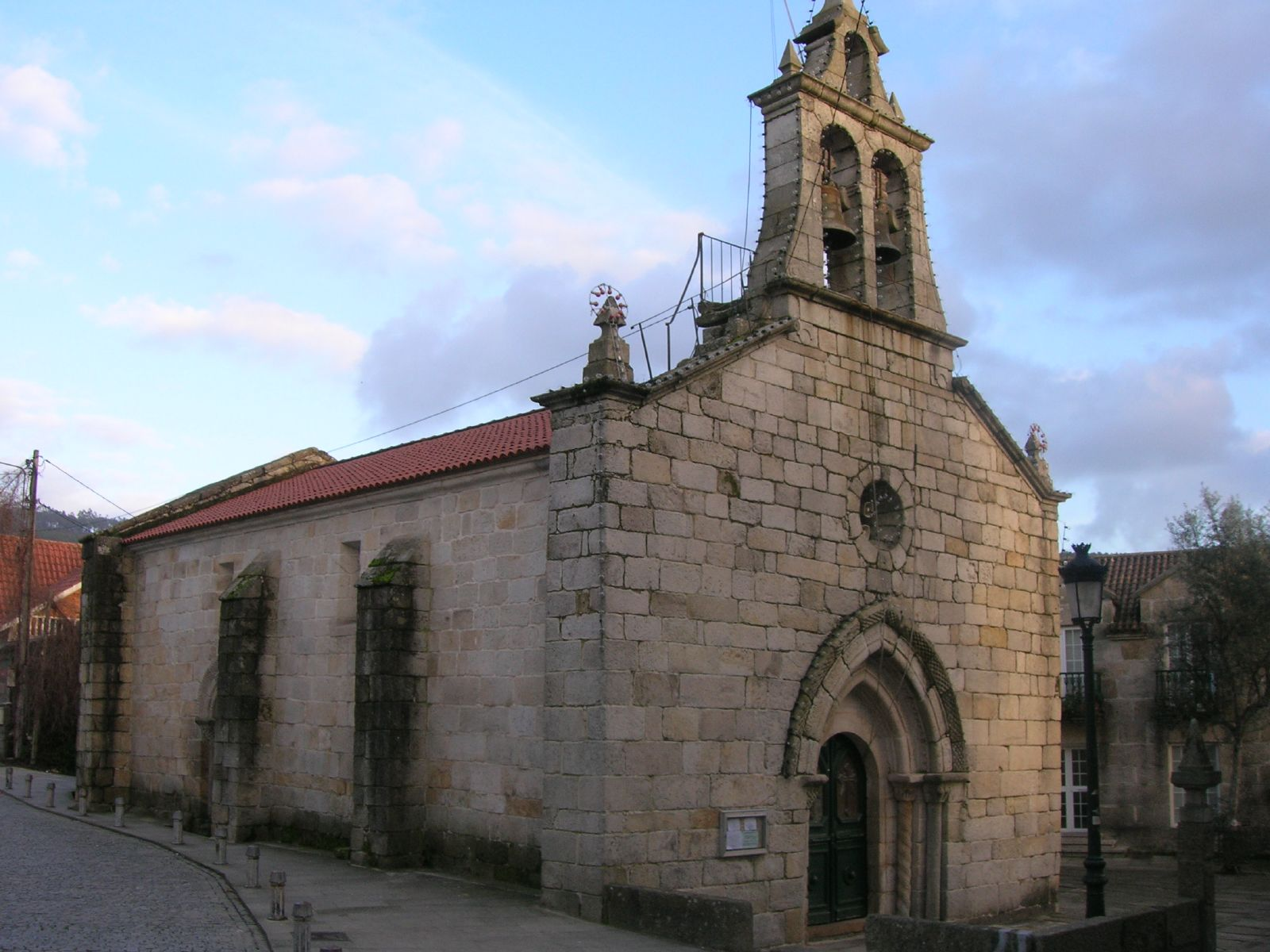
Iglesia de Santiago de Bembrive
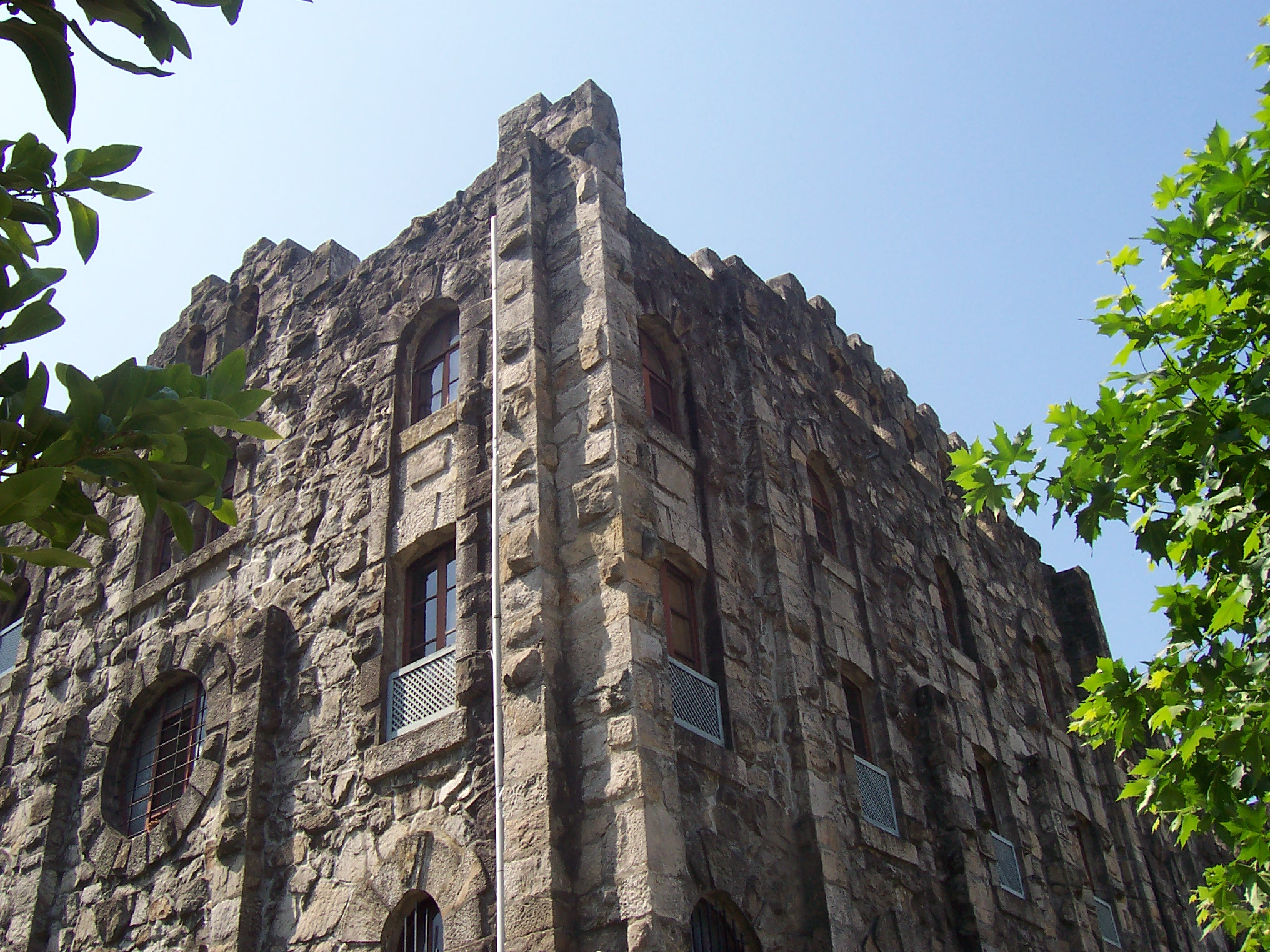
Monasterio de la Visitación de las Salesas Reales

## Arquitectura funeraria
El Cementerio de Pereiró es la principal necrópolis de Vigo, fue proyectado por el maestro de obras Jenaro de la Fuente Domínguez a finales del siglo XIX. Está construido en forma cuadrangular, dispone de dos grandes pasillos centrales en forma de cruz y otros ocho que dividen la necrópolis en 16 zonas. Asimismo en el recinto existen varias obras del escultor Francisco Asorey González, siendo la más famosa de todas La muerte acecha tras la doncella.

## Construcciones defensivas

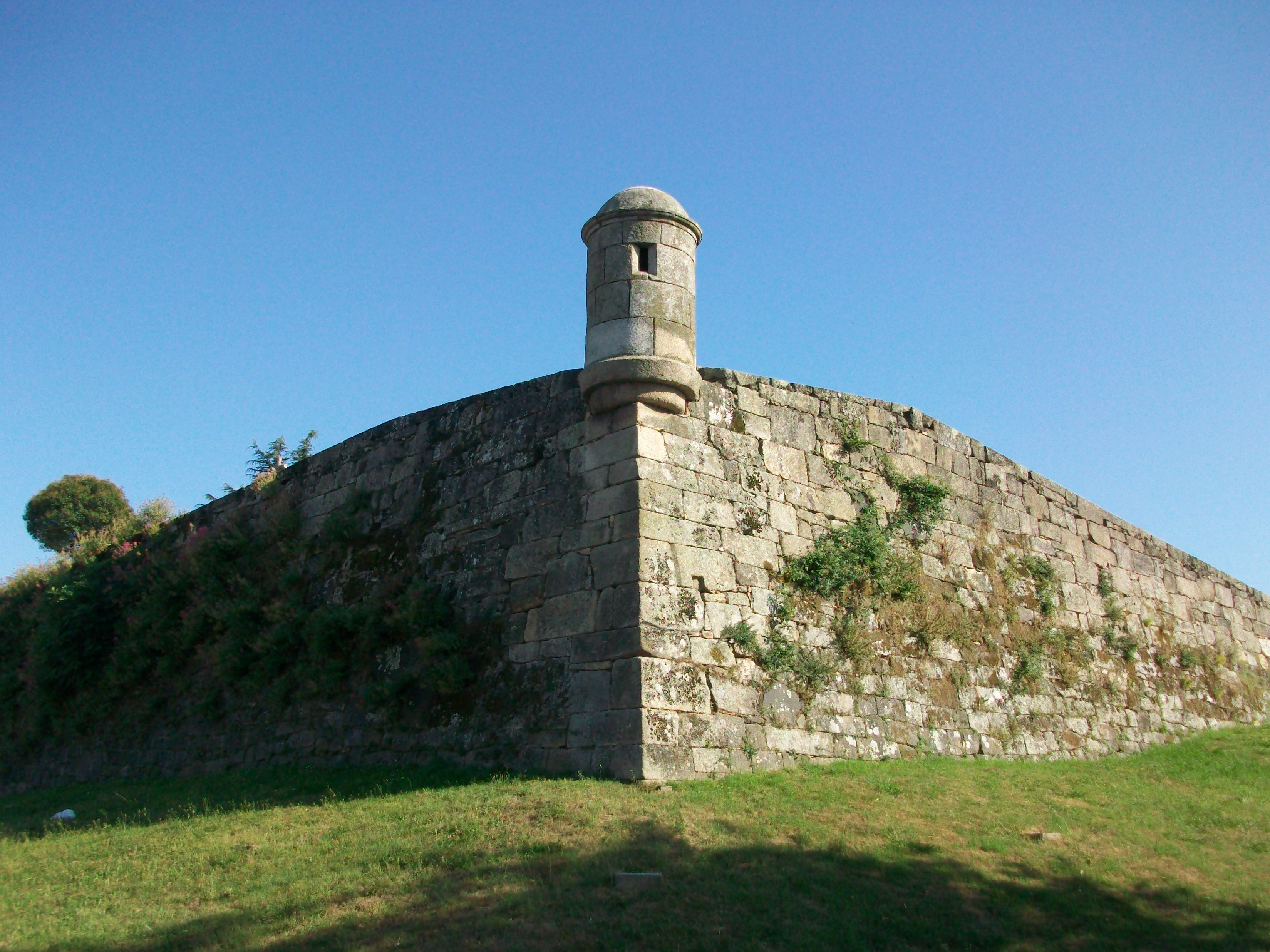
Murallas del castillo de San Sebastián

Actualmente en Vigo, concretamente en el Monte del Castro y en la plaza del Rey, se conservan los restos de la fortaleza del Castro y del castillo de San Sebastián, ambas construcciones datan de los siglos XVII y XVIII. Estas dos fortificaciones, las cuales antiguamente se encontraban unidas entre sí a través de túneles y pasadizos, tienen su origen en 1656 durante el mandato de Felipe IV, ya que fueron inicialmente planteadas con el objetivo de proteger a Vigo de los frecuentes ataques que sufría la ciudad, especialmente por parte de los ingleses. Posteriormente en 1665 se iniciaron los trabajos de fortificación de la villa, ante la necesidad de proteger a Vigo de los ataques de las tropas portuguesas, ya que en aquellas fechas Portugal se encontraba en plena guerra de independencia con España.

## Pazos urbanos y casas señoriales
La ciudad de Vigo fue lugar destacado para la residencia tanto de nobles como de poderosas familias gallegas e incluso de industriales, principalmente coincidiendo con el auge del tráfico marítimo y las pesquerías durante los siglos XV y XVI. Es por ello que a lo largo de Vigo se encuentran diversos palacios (pazos) urbanos o casas nobiliarias, de los cuales se pueden destacar los que se citan a continuación:
- Casa de Pereira de Castro. De estilo barroco civil fue construida en el siglo XVIII, está catalogada como Monumento Histórico-Artístico desde 1946.

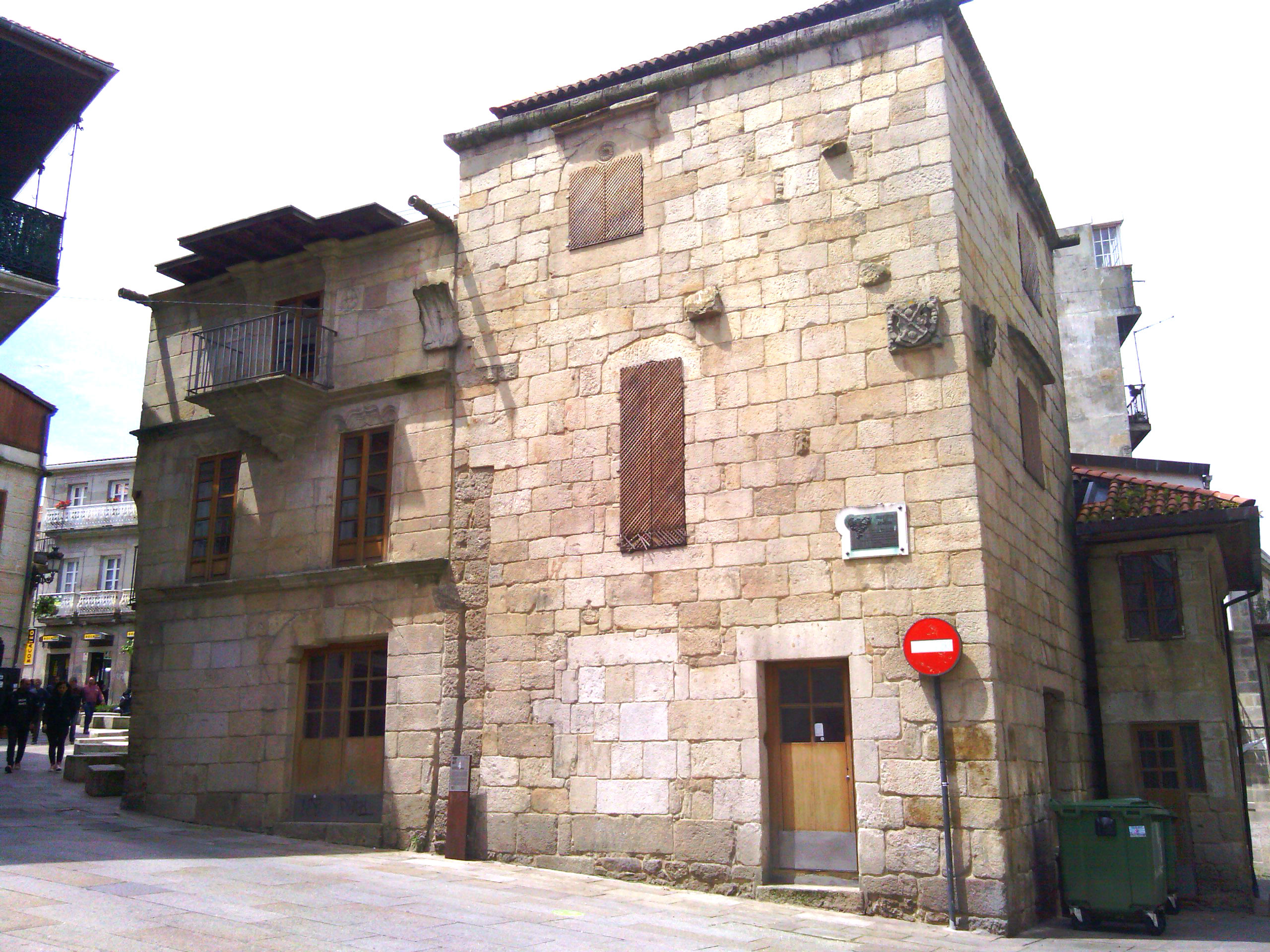
Conjunto donde se encuentra la Casa Torre de Ceta y Arines. A su lado, la casa Casa Torre de Pazos Figueroa. Juntos forman la sede del Instituto Camões de Vigo

- Casa do Patín. Data del siglo XV, es junto con la Casa Torre de Ceta y Arines la edificación más antigua de Vigo. Se encuentra ubicada en el barrio marinero de Bouzas, actualmente y tras ser rehabilitada en el año 2016 por parte del Ayuntamiento de Vigo, cumple las funciones de biblioteca y de oficina municipal de información de trámites oficiales para los vecinos de Bouzas.[34]

- Casa Torre de Ceta y Arines. Construida en el siglo XV como pazo urbano, posiblemente por la Casa de Ceta, se trata de un torreón en estilo gótico tardío de cantería, con sillares de acabado apiconado, construido en forma de torre, con una decoración sobria. Destacan los dinteles de los vanos que dan a la plaza de Almeida y una cornisa con gárgolas para el desagüe del agua de la lluvia.[35] En su fachada tiene el escudo de la familia Ceta y otro con dos leones. Fue declarado Monumento Histórico-Artístico en 1946 y restaurado recientemente para albergar una delegación del Instituto Camões junto con la Casa Torre de Pazos Figueroa.[36]

- Casa Torre de Pazos Figueroa. Construida en el siglo XVI como pazo urbano, seguramente por alguna casa nobiliaria residente en el pequeño Vigo de entonces. Se trata de una casa de estilo plateresco, destacan su dintel y jambas del vano central de la tercera planta los cuales son de decoración plateresca, con dos escudos renacentistas a cada lado y una inscripción en el dintel. En la misma planta también destaca un enorme balcón, ricamente decorado, y en la inferior unos arcos conopiales, también decorados con motivos platerescos y con clara influencia portuguesa en su decoración mixtilínea. En la cornisa, por último, destaca la presencia de gárgolas para el alivio del recogeaguas. Al igual que la Casa Torre de Ceta y Arines, el inmueble fue declarado Monumento Histórico-Artístico en 1946 y restaurado recientemente para albergar la delegación del Instituto Camões de Vigo.[37][35]

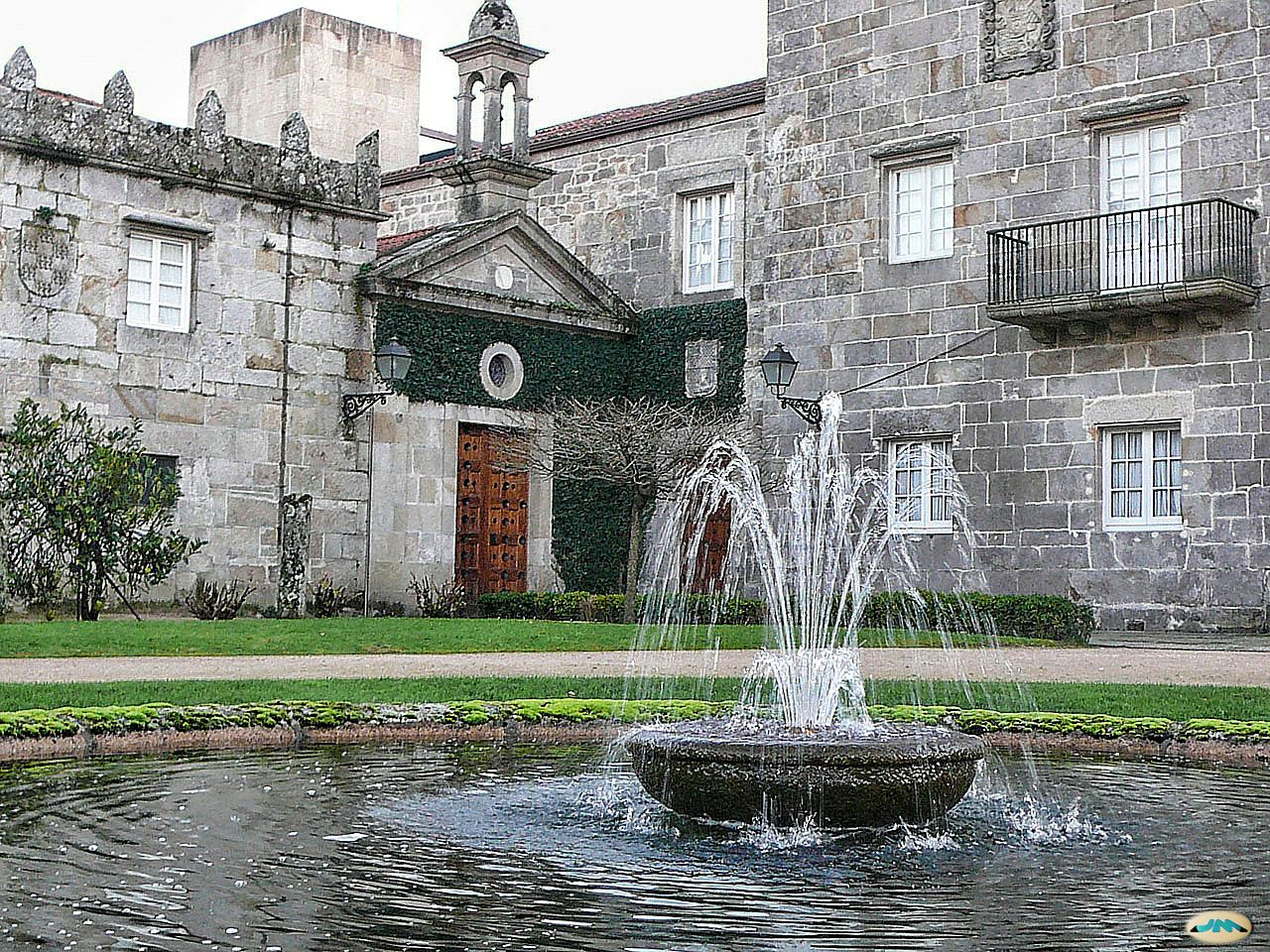
Pazo de Castrelos

- Pazo de Castrelos. Sede del Museo Quiñones de León, está ubicado en el Parque de Castrelos, se trata uno de los pazos arquitectónicamente más sobresalientes de Galicia, edificio cuyo origen es el antiguo pazo de Lavandeira, levantado en 1670.[38] La arquitectura del pazo de estilo barroco está inspirada en el cercano Pazo de la Pastora, principalmente en las dos torres que flanquean el cuerpo central de la edificación, posteriormente en el año 1853 se añadió una capilla dedicada a la Virgen del Carmen. La planta del pazo está formada por un corredor rectangular, delante de la fachada principal se extiende un amplio patio con un estanque circular. La planta tiene un cuerpo central caleado, excepto en el zócalo, y en su contorno vanos y el escudo de armas de los Tavares. Estos vanos poseen desagües y balcones de hierro forjado. El cuerpo central termina coronado por almenas. Las dos torres del pazo son idénticas, de planta sencilla, con un balcón en el segundo andar, escudo entre el segundo y el tercero y remate de almenas. Este pazo así como los jardines que lo rodean, fueron declarados Bien de Interés Cultural en el año 1955.

- Pazo de la Pastora. Pazo construido en el siglo XVI, está ubicado en la parroquia de Freijeiro, muy cerca del Parque de Castrelos. Se trata de una construcción en planta rectangular de dos alturas, que cuenta con dos torres en sus extremos, en la edificación destaca su portón de entrada, el cual está rodeado de remates de muro en forma de columna, además las columnas de los lados de la puerta tienen su correspondiente escudo y unas inscripciones. A la derecha de este portón hay un remate de muro también en forma de columna, con un pináculo sobre ella. El pazo en la actualidad es de propiedad privada y no es visitable.[39]

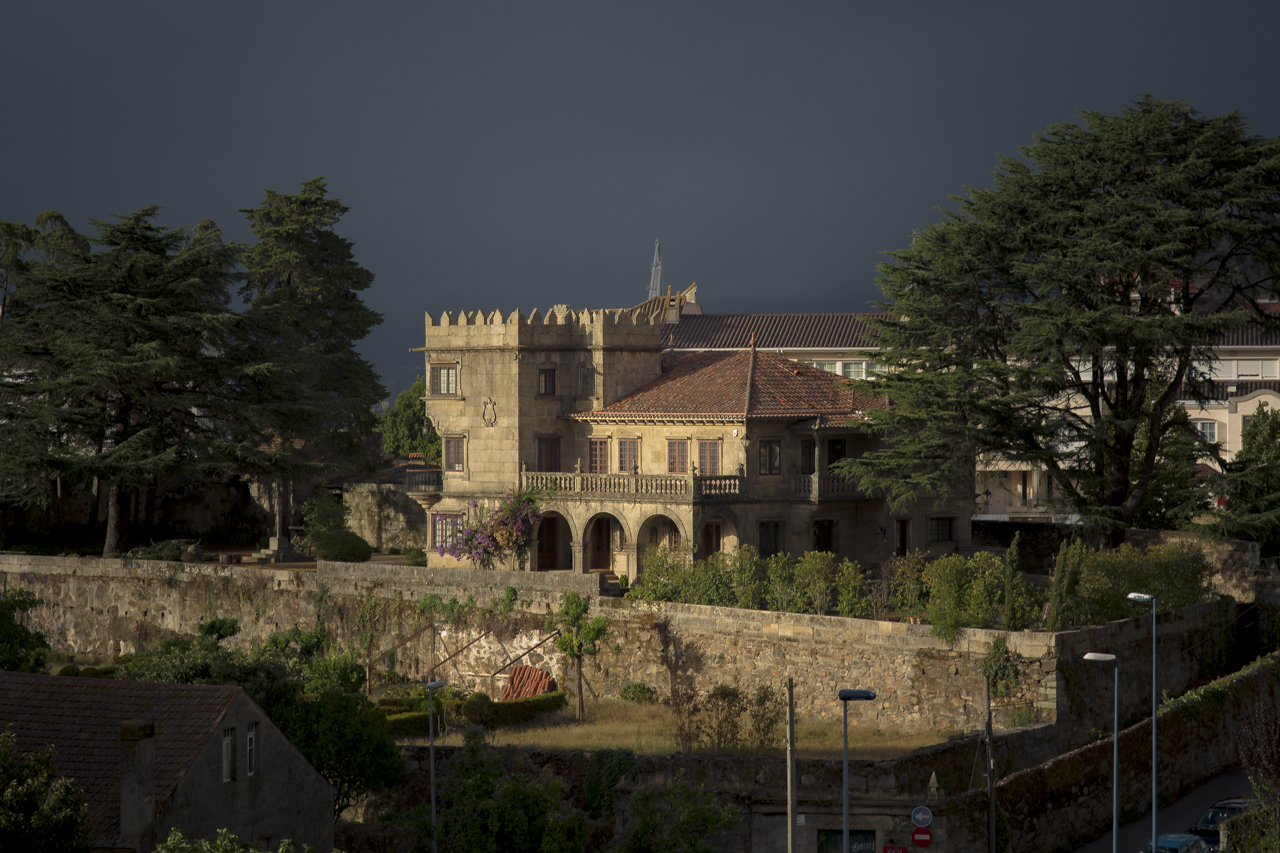
Pazo de Montecelo en Teis

- Pazo de Montecelo.[40] Cercano a la avenida de García Barbón, en pleno casco urbano del municipio, también es conocido como Casa Durán, se trata de un pazo que data del año 1850 y que posteriormente fue rehabilitado por la familia Durán. El edificio construido en perpiaño granítico está catalogado como Bien de Interés Cultural, consta de dos alturas y en su lateral se encuentra una torre almenada, mientras que en la parte baja hay un corredor asoportado bajo arcos de medio punto, que dan lugar a una balconada en su parte superior, la cual cuenta con balaustradas de piedra.[41] La combinación de estos elementos constructivos hacen que el Pazo de Montecelo sea un ejemplo arquitectónico de combinación de estilo barroco y medieval.[42] Actualmente el pazo es sede de un bufete de abogados, siendo esta misma empresa la que recientemente contrató las últimas obras de remodelación del inmueble.

- Pazo de San Roque. Se trata del típico pazo gallego de finales del siglo XVII, de cantería de granito gallego con una superficie total de 640 m², que consta de dos plantas, planta baja y semisótano. A la parcela se accede gracias a un portalón de piedra con un amplio panel, con un hueco con dinteles y decorado con blasones. El pazo es un edificio almenado con muros encallados, además cerca del inmueble se encuentra la Capilla de San Roque, amplia, con blasones y espadaña, que se comunica con un singular puente en arco a una construcción circular.

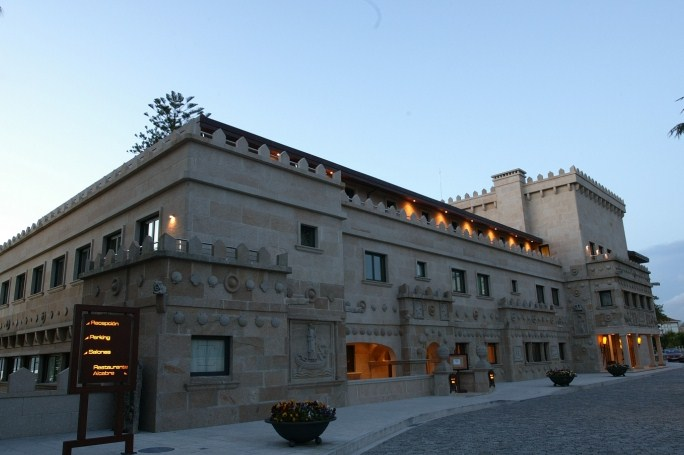
El Pazo los Escudos actualmente alberga un hotel de 5 estrellas

- Pazo los Escudos. Antiguamente era conocido como pazo de Sensat, en la actualidad alberga un hotel de 5 estrellas y se encuentra situado en la parroquia de Alcabre, muy cerca de la Playa de Carril. En el inmueble prácticamente no se conservan restos de la edificación original debido a las rehabilitaciones a las que ha sido sometido, se trata de un edificio rectangular en granito de dos alturas, la cual esta adosada a una torre cuadrada de tres plantas. Su fachada se encuentra decorada con gran cantidad de bajos relieves representando escenas religiosas y las características conchas de vieira. El interior se caracteriza por una gran escalera central confeccionada en madera y amplia lareira, antigua cocina gallega en piedra. Conserva, además, restos del antiguo pozo, cuadras y una espectacular mesa de piedra bajo el porche porticado del jardín. Otro de los atractivos del pazo consiste en su magnífica colección de 101 labras heráldicas.

## Arquitectura modernista y racionalista
Vigo cuenta con un interesante patrimonio arquitectónico, a lo largo del casco urbano y de los diversos barrios de la ciudad se encuentran numerosos edificios históricos, los cuales en su mayoría datan de finales del siglo XIX y de las primeras décadas del siglo XX. Los estilos arquitectónicos predominantes en estas edificaciones van desde el modernismo a otras corrientes, como el academicismo, eclecticismo o racionalismo, que aportan una apariencia muy singular y distinción a ciertas zonas del casco urbano.
Así, salpicando la traza urbanística de Vigo se encuentran variados edificios monumentales, entre los que se pueden citar los siguientes:

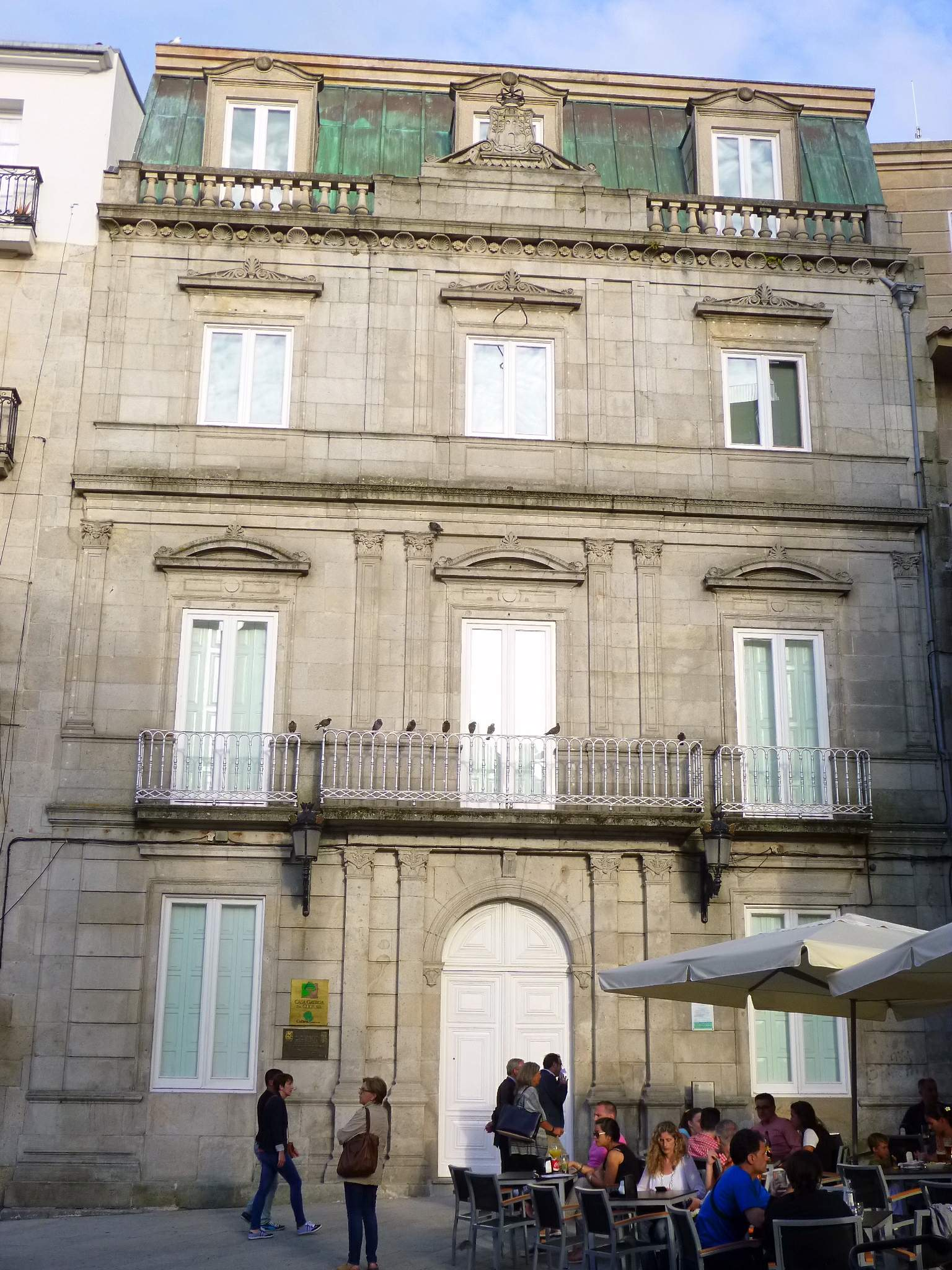
Casa Gallega de la Cultura

- Antiguo Ayuntamiento de Vigo. Antigua casa consistorial de la ciudad, se encuentra en la Plaza de la Constitución (antigua plaza Mayor), en la actualidad es sede de la Casa Gallega de la Cultura. El edificio tiene sus orígenes en el año 1859, que es cuando el arquitecto José María Ortiz y Sánchez por encargo de la corporación municipal de Vigo termina los planos del nuevo ayuntamiento, el cual fue construido posteriormente por el promotor José Antonio González Bernárdez.[38] Se trata de un inmueble sobrio y de estilo ecléctico, que tiene incorporados elementos clasicistas, aunque de forma contenida, sin artificios. Inicialmente fue diseñado con tres plantas, con tres vanos en cada una y una composición simétrica, con zócalo, pilastras y falso entablonamiento. Cada planta se diferencia por su decoración, especialmente la primera, que tiene abierto un balcón principal, desde el que aún se continúan haciendo pregones de fiestas.

- Antiguo Banco de España. Edificio racionalista del año 1939 ubicado en la calle de Policarpo Sanz, fue proyectado por Romualdo de Madariaga. Concebido como Banco de España, hasta que en la década de 1980 el Ministerio de Economía y Hacienda elimina las sucursales que no estén en capitales de provincia, pasando el edificio a formar parte del patrimonio municipal, en la actualidad en el inmueble se encuentra la Casa de las Artes. En el edificio destaca su entrada principal, la cual se encuentra decorada con dos relieves de figuras humanas situadas sobre las pilastras laterales del chaflán, en su interior se encuentra un gran patio central que se encuentra iluminado de forma natural gracias a la vidriera instalada y a la disposición de las oficinas, situadas formando un círculo sobre el patio.

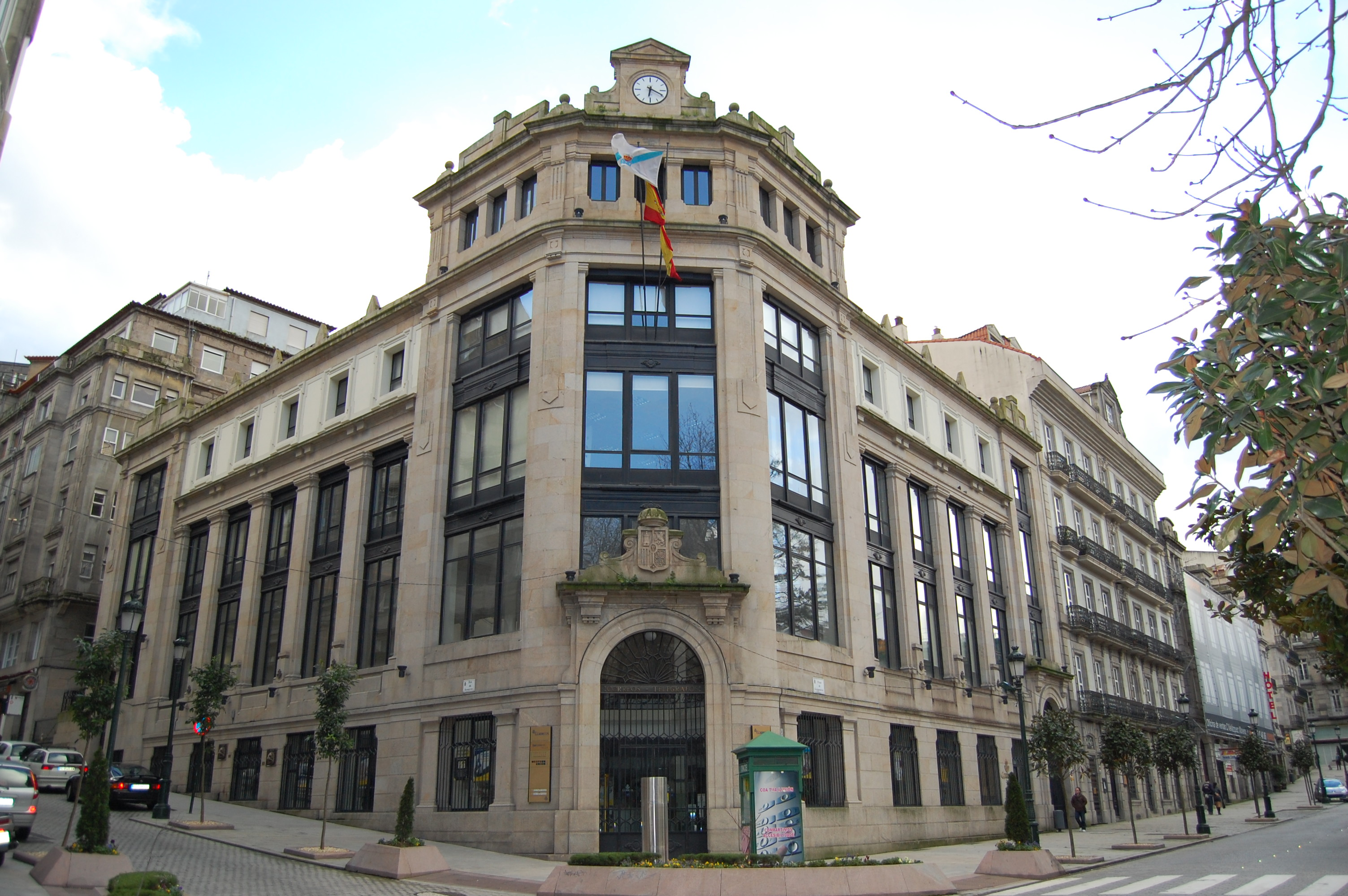
Detalle de la fachada en el chaflán de la Casa de Correos y Telégrafos de Vigo

- Casa de Correos y Telégrafos. Ubicada en la plaza de Compostela, data de la década de 1920 y es obra del arquitecto vigués Manuel Gómez Román. Se trata de un inmueble de estilo ecléctico marcado por un estilo clasicista inspirado en las obras de Antonio Palacios,[26] una de sus principales características son sus dos fachadas laterales similares de corte clasicista. En su tramo central se encuentran las ventanas con pilastras enmarcadas y molduras planas en granito emulando la arquitectura neobarroca. Aunque quizás el elemento más destacado del edificio sea el chaflán situado en su acceso principal, en donde se encuentra una superficie acristalada que sirve para iluminar el vestíbulo principal, así como otras dependencias del inmueble.[50]

- Casa de Estanislao Durán. Actualmente funciona como sede de un banco, es un antiguo palacete que data del año 1901, el cual fue proyectado por Manuel Felipe Quintana. Es una edificación de estilo ecléctico con clara influencia francesa y disposición clasicista, consta de sótano, planta baja, primer piso y segundo con cubierta amansardada y muy empinada. Su principal característica es el chaflán que sirve para enlazar sus dos fachadas laterales. Además este inmueble contiene otros elementos de interés, como son su balconada de piedra en la segunda planta, o las columnas superpuestas que sirven para soportar los remates semicirculares sobre los que se apoya la cúpula del edificio.

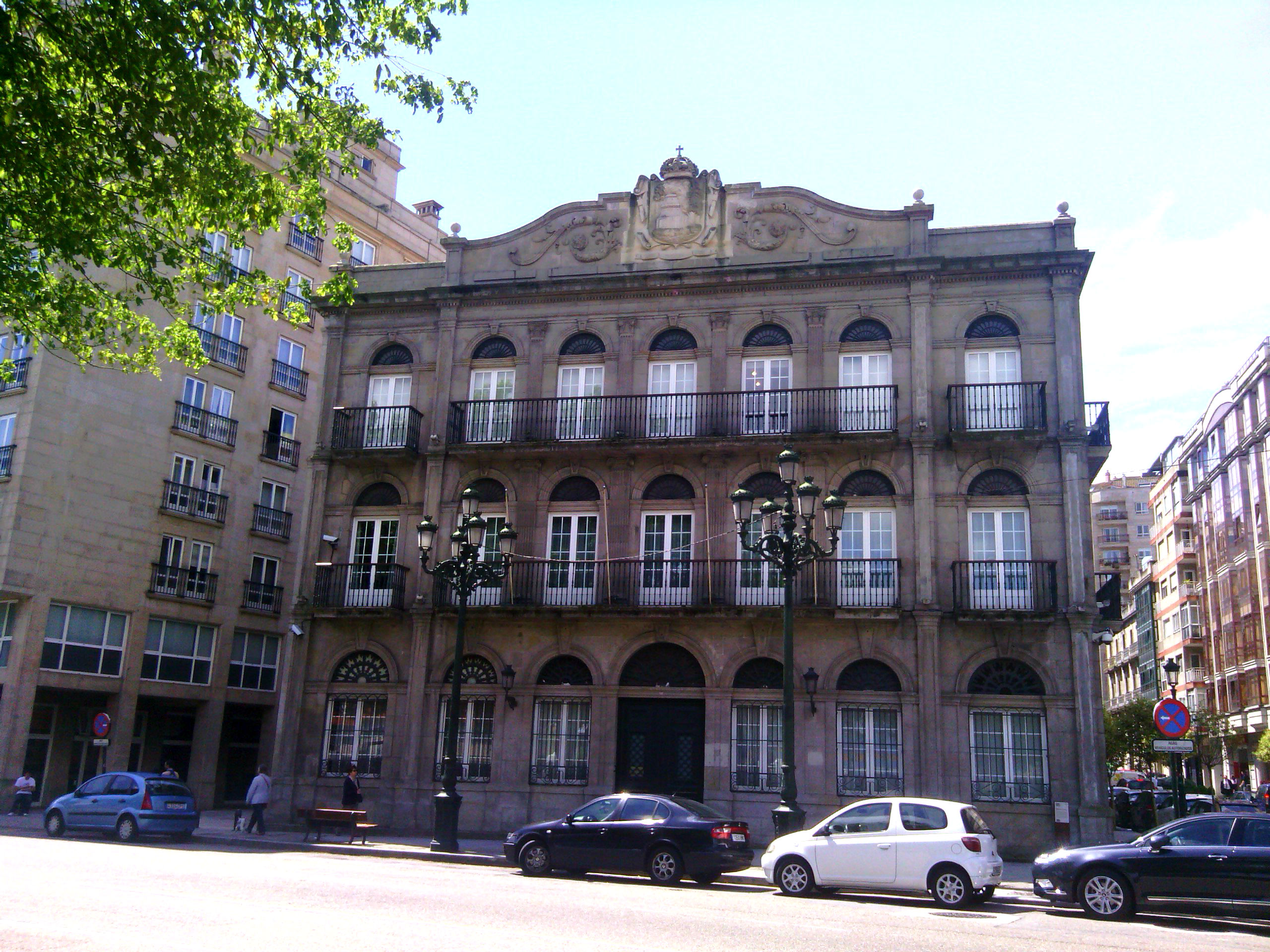
La Casa de Fernando Carreras en la calle del Arenal, también conocida como «Edificio del Rectorado», es la actual sede del Consorcio de la Zona Franca de Vigo

- Casa de Fernando Carreras. Ubicada en la calle del Arenal, también se le conoce como «Edificio del Rectorado»,[38] se trata de una edificación proyectada en el año 1863 por el arquitecto Manuel de Úceda. Fue la primera edificación indiana de la ciudad, el edificio de aspecto clasicista consta de tres plantas, con buhardillas bajo cubierta, añadidas después de la obra principal, y patio de luces interior. Inicialmente la construcción se trataba de un palacete residencial, aunque con el paso de los años el edificio ha tenido diversos usos, como sucursal del Banco de España, rectorado de la Universidad de Vigo o sede del Gobierno Militar, actualmente es la sede social del Consorcio de la Zona Franca de Vigo.[51]

- Casa de Pedro Román. También se le conoce como Edificio Ferro, es una construcción ubicada en las calles de Fermín Penzol y de Joaquín Yáñez, en la actualidad aloja en sus dependencias a la Biblioteca Pública Central de Vigo. El inmueble fue reedificado sobre un edificio anterior, el proyecto del año 1889 fue obra del arquitecto Jenaro de la Fuente Domínguez, en el cual modificó completamente la fachada existente dotando a la nueva de un eclecticismo clasicista, además a cada planta del edificio se le dotó con decoración propia, en donde destacan pilastras elevadas sobre plintos y soportando voluminosos arquitrabes. En la fachada reformada también se abrieron grandes vanos para poder aprovechar la luz natural en su planta baja, ya que inicialmente en esas dependencias se encontraban locales comerciales y el salón de baile del antiguo Casino de Vigo.[52]

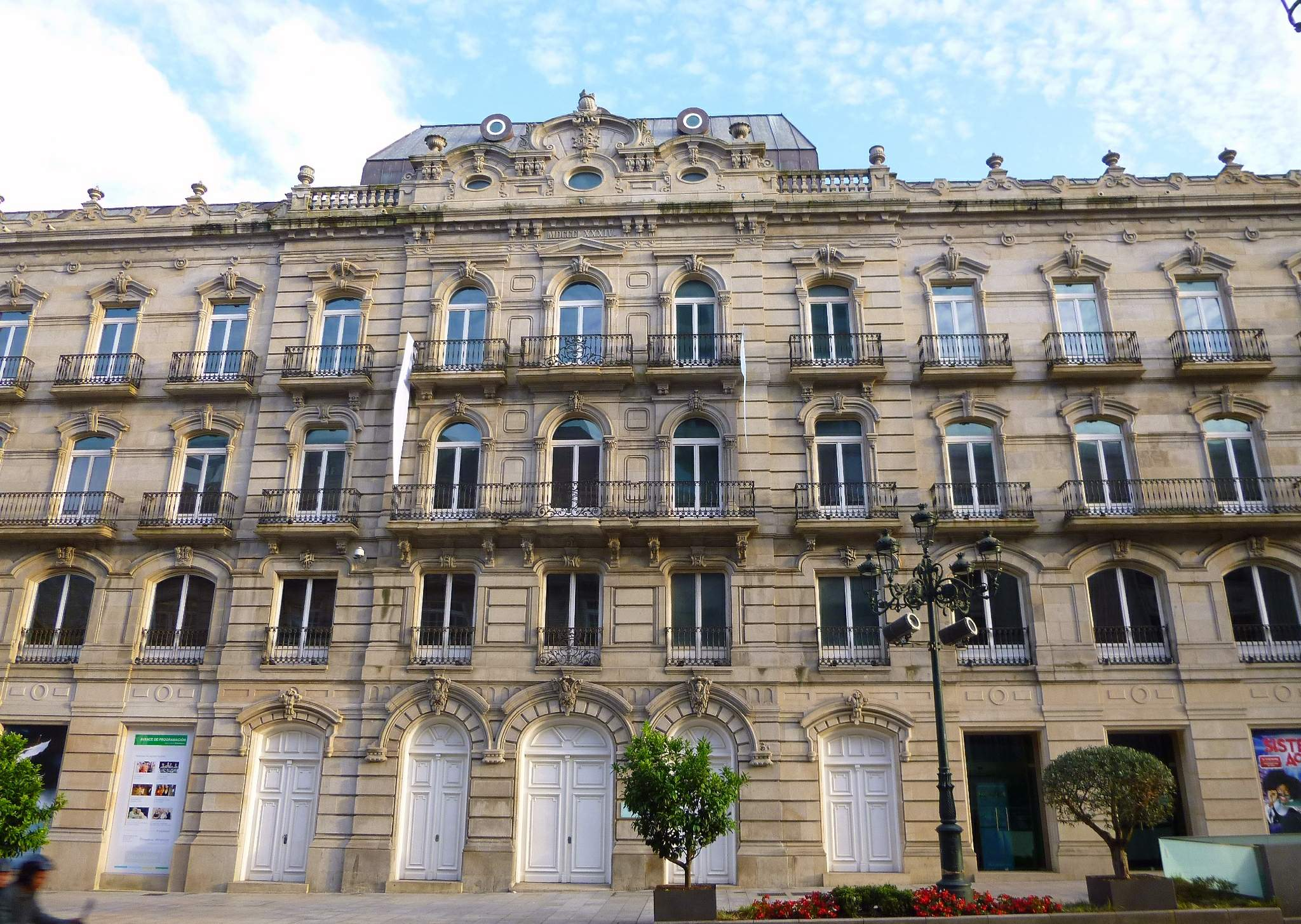
Las Casas de Manuel Bárcena Franco acogen la sede del Centro Social Afundación Vigo

- Casas de Manuel Bárcena Franco. Este curioso edificio de estilo ecléctico alberga las instalaciones del Centro Social Afundación. Obra del arquitecto Jenaro de la Fuente Domínguez, se levantó entre los años 1879 y 1884, la edificación realizada en granito consta de dos fachadas con cuatro plantas y con cuerpos salientes en el centro, como grandes cristaleras o piezas escultóricas, también es destacable su rica decoración y ornamentación realizada según el gusto de la burguesía de la época. Posteriormente en el año 2003 el inmueble fue reformado por Caixanova, añadiéndosele un jardín interior con el fin de proporcionar luminosidad a todas las plantas del inmueble, en esa reforma también se le añadió una cubierta superior.

- Casas de Oya. Data del año 1904 y se encuentra en la avenida de García Barbón, en la actualidad alberga al Hotel NH collection Vigo, de la cadena hotelera NH Hotel Group. El edificio obra del arquitecto francés Michel Pacewicz, destaca por su estilo ecléctico francés y base neobarroca con fuerte simetría, el inmueble de cinco plantas está construido íntegramente en granito gallego, en el cual sobresalen entre otros elementos la presencia de diversos miradores de piedra en su fachada, su decoración es de estilo clasicista, en la que destacan sus pilastras con capiteles jónicos, así como la coronación del mismo, compuesta principalmente por barandillas de granito y petriles.

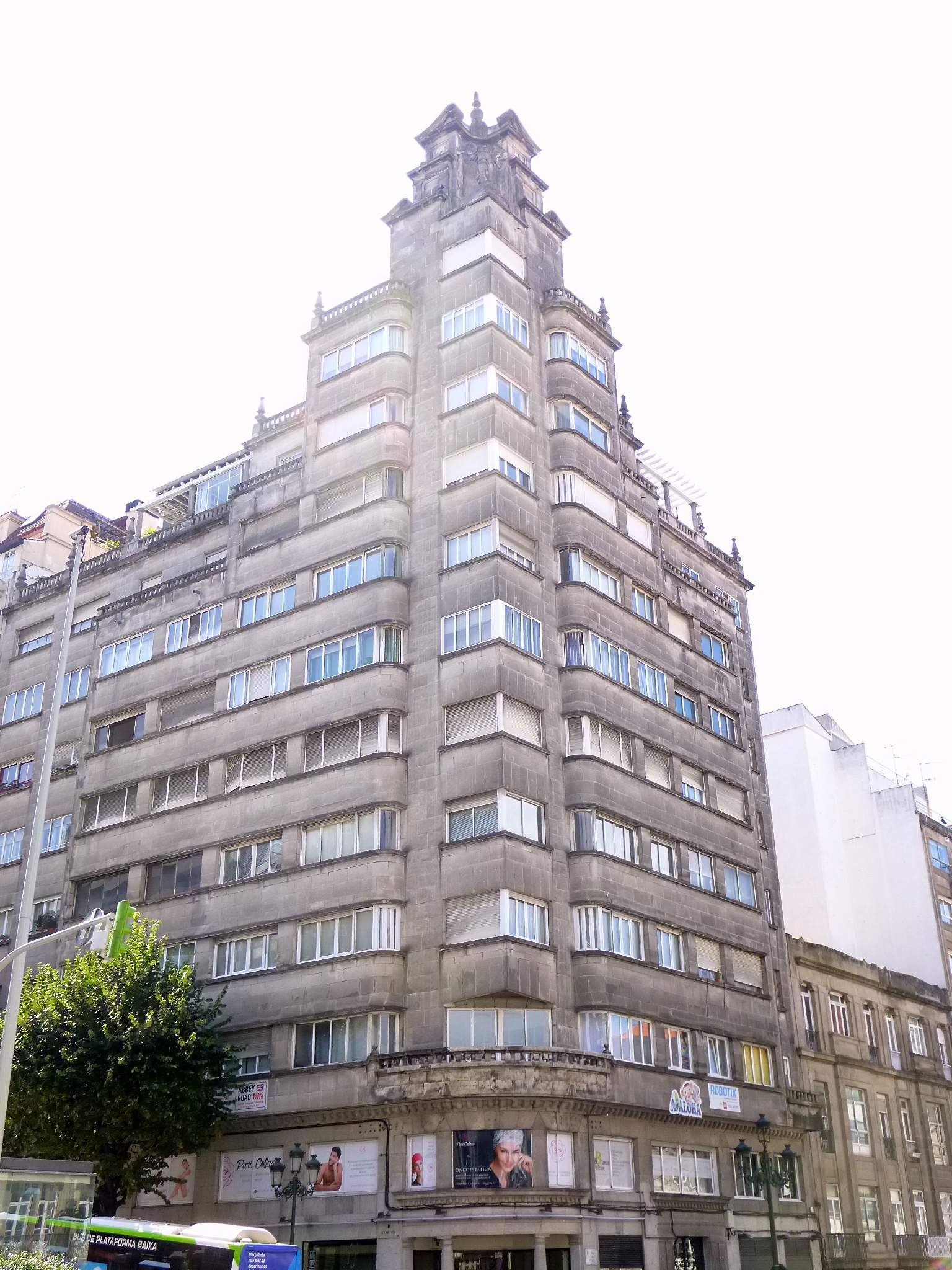
Edificio Albo en el cruce de la calle Gran Vía con Urzaiz

- Edificio Albo. Se levantó entre los años 1942 y 1949 en el cruce de la calle Gran Vía con Urzaiz. Proyectado por los arquitectos Francisco Castro Represas y Pedro Alonso Pérez, el inmueble de diez pisos tiene una estructura construida íntegramente en hormigón armado, mientras que sus muros son de granito, durante su construcción se emplearon diversos estilos arquitectónicos, como el neobarroco, el regionalismo y el racionalismo, que le confieren al edificio un aspecto singular y que aún conserva en la actualidad.[53]

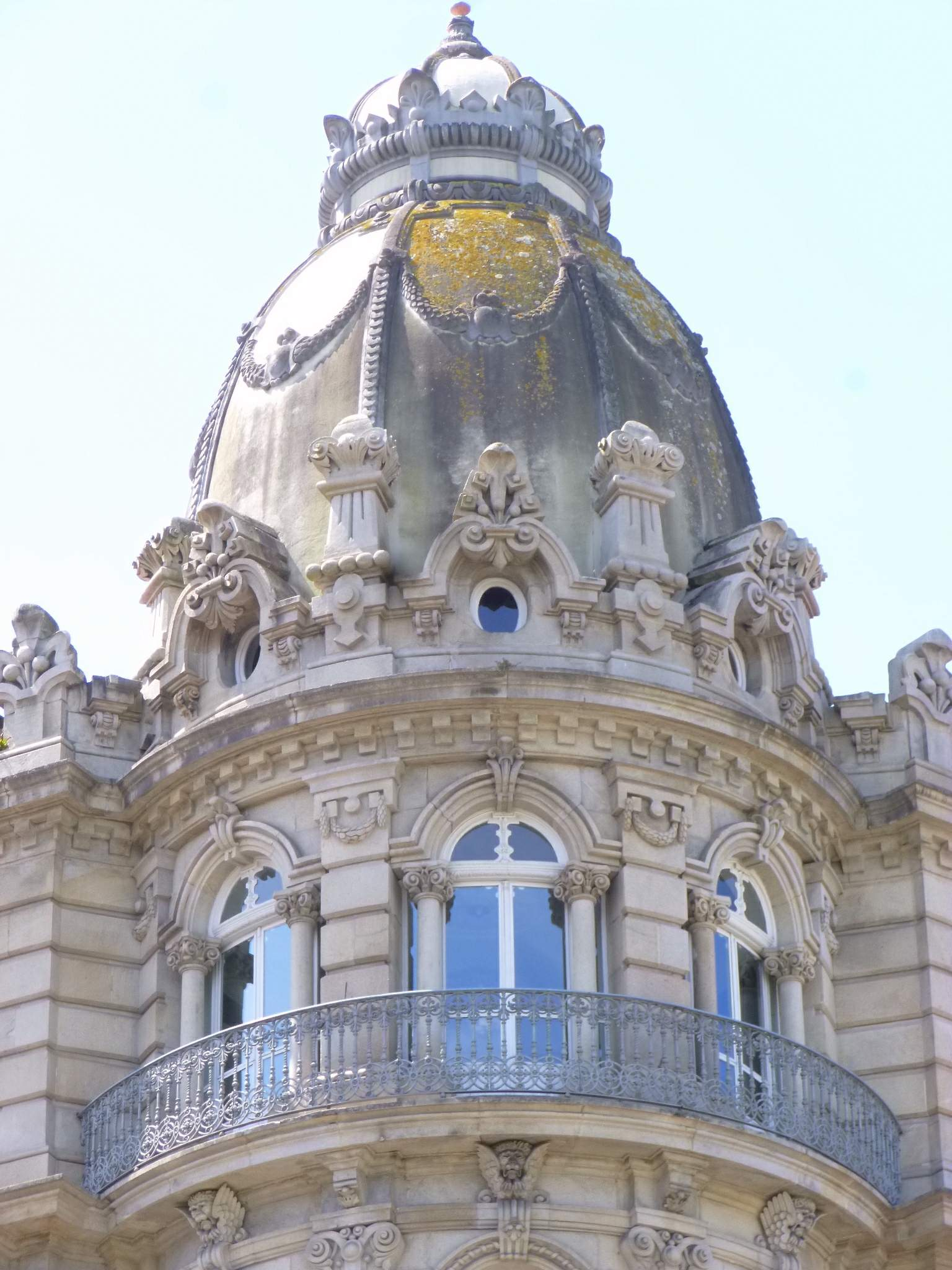
Cúpula del Edificio Bonín

- Edificio Bonín. Hace esquina entre las calles Arenal y Oporto, data del año 1910 y es obra del arquitecto Jenaro de la Fuente Domínguez. El edificio está compuesto por planta baja y tres pisos de estilo ecléctico con ornamentación barroca, así como con un cuerpo esquinal redondeado rematado por una cúpula,[54] mientras que su decoración, al igual que en otras edificaciones de esa época en la ciudad, destaca por su fuerte influencia modernista.[38]

- Edificio de Camilo y Benigno Fernández. De inicios del siglo XX y situado en Calle de Urzaiz, es un edificio realizado en granito de estilo ecléctico de carácter monumental proyectado por Jenaro de la Fuente Domínguez. El inmueble consta de planta baja y otras cuatro plantas, en él destaca su fachada con su detallada ornamentación, su interior es de estilo modernista, pudiéndose apreciar principalmente en su entrada central, magnífica en su amplitud y decoración, así como en las tres galerías graníticas que recorren verticalmente el centro y los extremos de la fachada.

- Edificio Curbera. Obra de Francisco Castro Represas, data de 1939 y es de estilo racionalista, está ubicado en la avenida de García Barbón y con sus 50 metros de altura fue uno de los edificios más altos de España de su época.

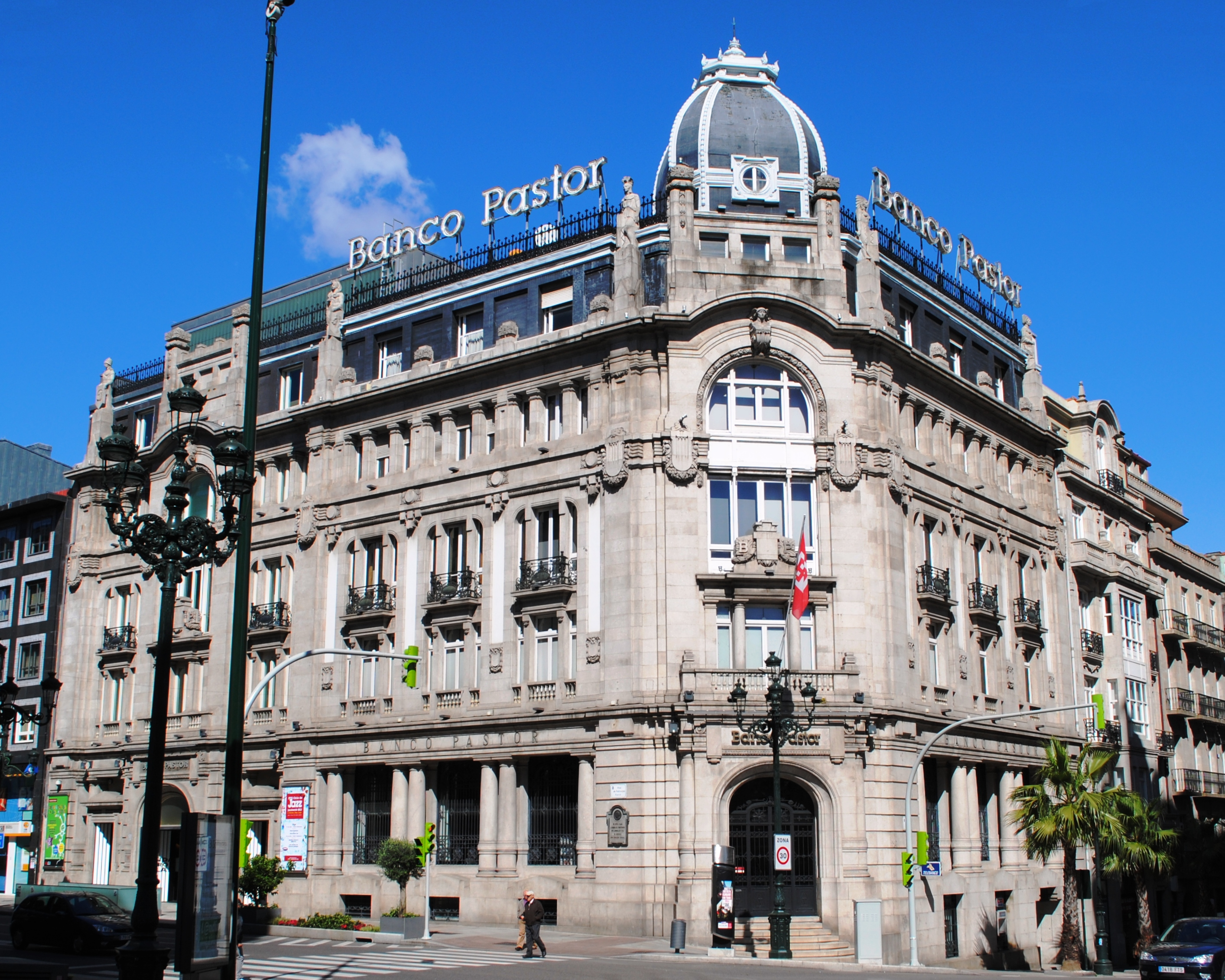
Edificio del Banco de Vigo haciendo chaflán en las calles Colón y Policarpo Sanz

- Edificio del Banco de Vigo. Data del año 1923, está situado en la esquina de calle Colón con calle Policarpo Sanz, obra de Manuel Gómez Román, es uno de los edificios más emblemáticos de la ciudad. El inmueble fue sede del desaparecido Banco de Vigo, actualmente alberga las oficinas centrales del Banco Pastor de la ciudad. De estilo monumental, el edificio fue construido con cantería de granito y está coronado por una gran cúpula, mientras que su decoración combina elementos modernistas con clasicistas y eclécticos, apreciándose esta cuidada decoración en las cinco estatuas de piedra que coronan el edificio, las cuales representan cinco culturas diferentes.[55]

- Edificio de la sede social de Caixanova. Antigua sede de la desaparecida Caixanova, el edificio data de la década de 1950. En el inmueble destaca la composición de sus cuatro fachadas con sus vanos sin ornamentación, mientras que en sus chaflanes se instalaron balcones redondeados. En el pórtico de la fachada principal, en la avenida de García Barbón, se encuentran situadas cuatro figuras, las cuales representan el ahorro, el trabajo, la justicia y la tradición familiar, existiendo a mayores una quinta figura en lo alto del edificio, la cual representa al Ángel tutelar del ahorro.[56]

- Edificio de la Telefónica. Situado en la calle de Urzaiz, data del año 1929[57] y es obra del arquitecto José María de la Vega Samper. Este singular edificio inspirado en la arquitectura comercial de influjo norteamericano, fue construido para albergar las oficinas centrales de Telefónica en Vigo, las cuales aún se mantienen hoy en día en el inmueble.

- Edificio El Moderno. Proyectado por Michel Pacewicz,[58] se levantó entre los años 1897 y 1902, está situado en la calle Policarpo Sanz. El edificio de estilo ecléctico afrancesado, consta de semisótano, planta baja, tres plantas y un ático bajo cubierta con óculos, posteriormente en 1977 se añadieron dos plantas en la cubierta. En su fachada, al igual que en otras construcciones de la época en la ciudad, destaca su trabajo en cantería inspirado en el barroco rococó francés, apreciándose en diversos elementos como en los vanos, los pretiles petréos de sus balcones, o en las diferentes formas de sus arcos.

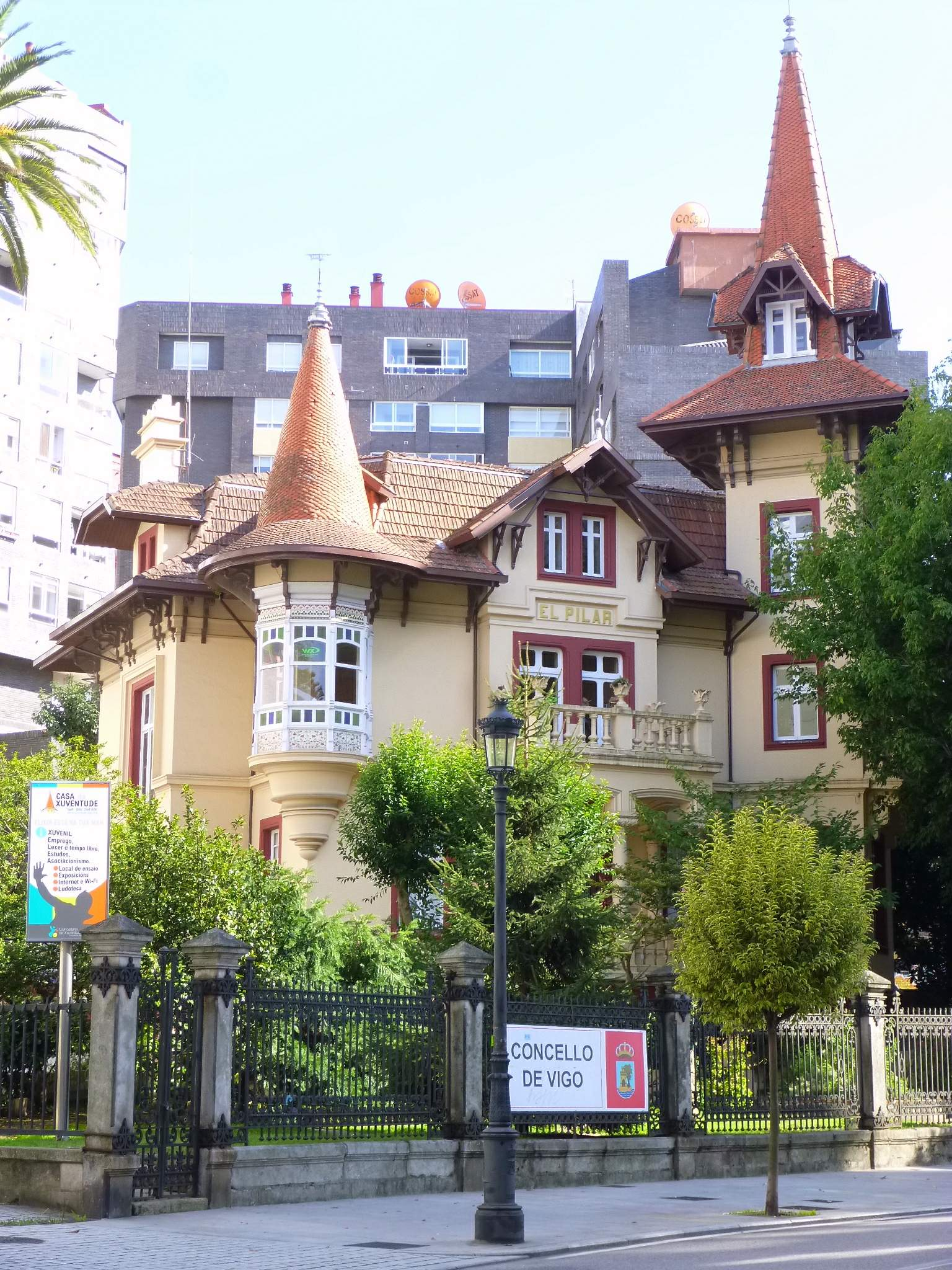
El Edificio el Pilar, está inspirado en los cottages centroeuropeos

- Edificio el Pilar. Antigua vivienda unifamiliar de estilo modernista y neomedievalista, actualmente es propiedad del Ayuntamiento de Vigo. El edificio del año 1913 fue proyectado por José Franco Montes, para su diseño se inspiró en los cottages centroeuropeos,[60] apreciándose la influencia de este estilo arquitectónico principalmente en sus dos torres terminadas en pico, así como también en la existencia de cubiertas con gran inclinación. En su decoración interior predominan los elementos en madera, como es el caso del artesonado y en sus escaleras.

- Edificio Mülder. Edificio modernista, data del año 1907. Proyectado por Manuel Gómez Román, consta de planta baja y de tres pisos, sus principales características son su chaflán con formas curvadas rematado con una cúpula en forma de huevo revestida de placas cerámicas brillantes.[61] Así como también la cuidada decoración de su fachada realizada en cantería y cerámica, apreciándose en elementos como un arco carpanel que enmarca el vano de la planta baja, o en sus arcos y vanos situados debajo de los diferentes balcones del edificio.

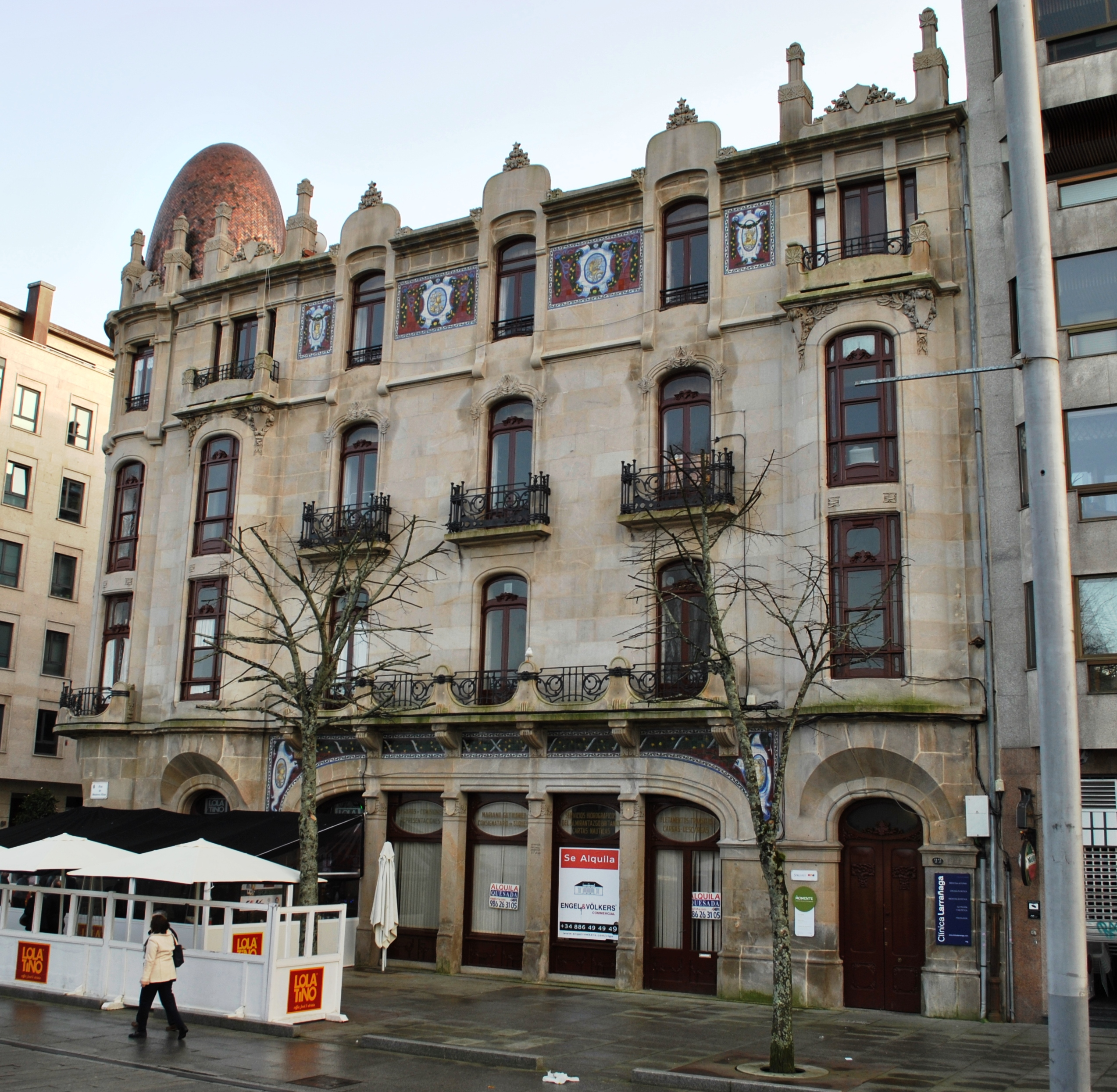
Edificio Mülder en la calle de Montero Ríos

- Edificio Pardo Labarta. Obra del arquitecto vallisoletano afincado en Vigo, Jenaro de la Fuente Domínguez, data del año 1911 y se encuentra situado en la céntrica Puerta del Sol. De estilo ecléctico, el edificio en sus inicios era un antiguo palacete propiedad del comerciante Eudoro Pardo Labarta. En su decoración incorpora elementos de estilo modernista realizados en cantería de granito, como es el caso de su vano central, los arcos centrales decorados con figuras florales y vegetales, o de su galería abierta, que recorre transversalmente todos los pisos del edificio.

- Edificio Simeón. Está ubicado en la Puerta del Sol, concebido por Manuel Gómez Román, se construyó entre los años 1907 y 1911. De estilo modernista, consta de cuatro pisos, sus fachadas realizadas en cantería de granito presentan una composición de estilo ecléctico afrancesado, en donde destacan elementos como el soportal de la fachada principal que da acceso a los locales comerciales situados en la planta baja, así como también en sus diferentes balcones y en los vanos de las fachadas laterales. En los diversos elementos que forman parte de las fachadas se encuentran elementos decorativos realizados en granito, como es el caso de figuras con formas florales, animales, o monstruosas gárgolas.

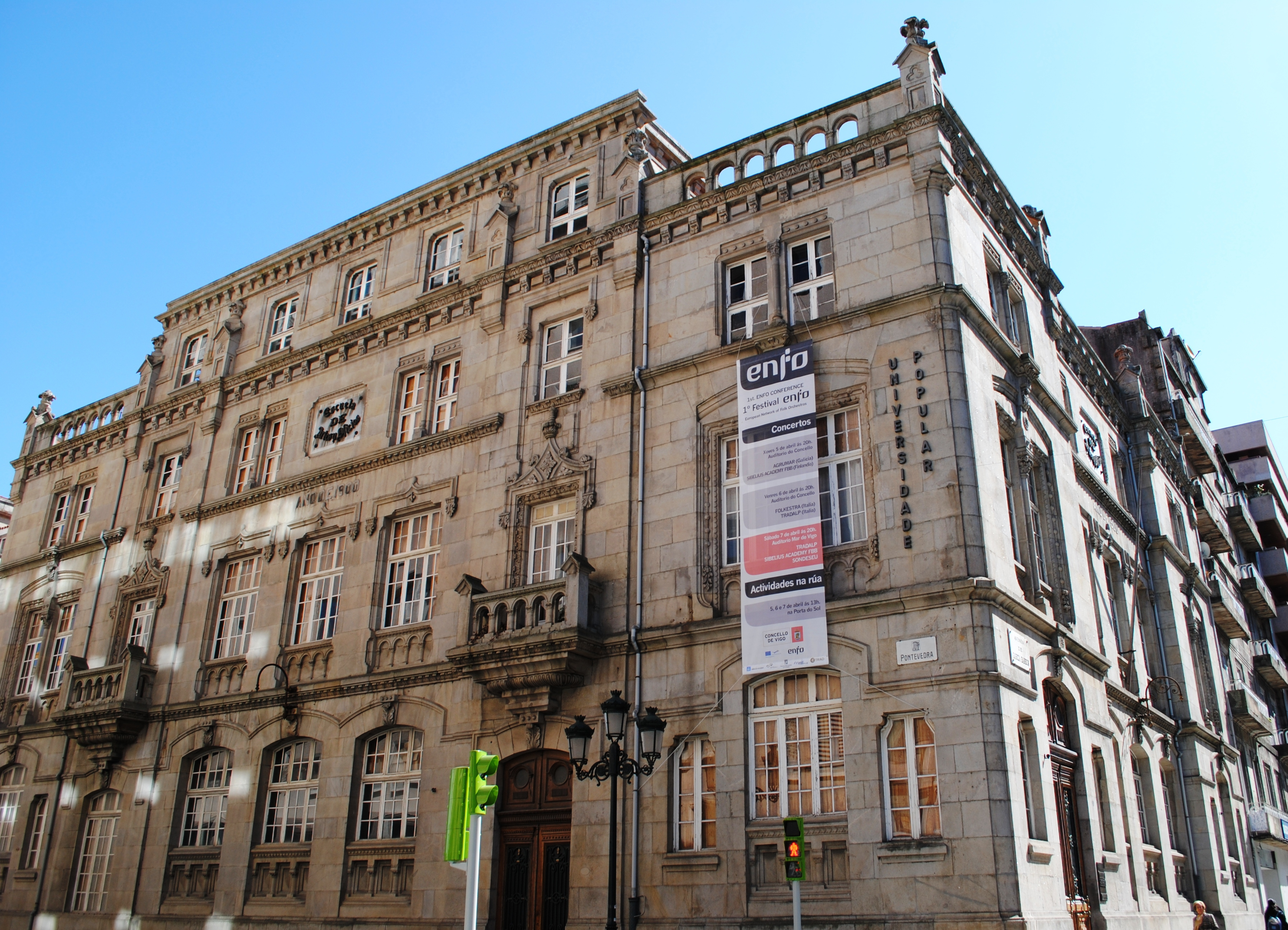
Fachadas de la Escuela Municipal de Artes y Oficios

- Escuela Municipal de Artes y Oficios. Edificio de estilo ecléctico medievalista con elementos románicos y goticistas proyectado por Michel Pacewicz, fue levantado entre los años 1897 y 1900. En el inmueble, situado en la esquina de la avenida de García Barbón con la calle Pontevedra, destaca la combinación de elementos planos y lisos. La fachada de García Barbón es de forma simétrica formada por tres cuerpos en la que sobresale la disposición de sus vanos, así como la ornamentación en cada una de sus plantas, mientras que en su otra fachada (calle Pontevedra), se encuentran elementos como dos balcones colocados de forma simétrica con arcos de medio punto en sus barandillas, los cuales forman una gran ménsula decorada con diversos motivos ecléctico-gótico-románicos.[38]

- Hotel Universal. Data del año 1888 y se encuentra en la calle Cánovas del Castillo, en la actualidad alberga al AC Hotel by marriott Palacio Universal.[62] El edificio de estilo ecléctico es obra de Jenaro de la Fuente Domínguez, en el inmueble destacan sus fachadas, la de la calle Montero Ríos está realizada en cantería mientras que en las otras dos la cantería está combinada con mampostería, presentando de esta manera una sucesión rítmica de los vanos con alternancia de balcones individuales. El edificio fue rehabilitado en 2004 por la cadena AC Hotels y reconvertido en un hotel de cuatro estrellas.[38]

- Instituto Santa Irene. Data del año 1946, es obra de Antonio Cominges y se encuentra situado en la Plaza de América. El edificio de estilo ecléctico tiene su planta construida en forma de E, en su fachada principal se encuentra una gran torre central sobre la que cuelga un reloj, famoso por dar las campanadas de Nochevieja.[63] La ornamentación de su fachada principal está compuesta por columnas jónicas y un pórtico sobre el que se sitúa una amplia terraza con balaustrada de estilo neobarroco, entre otros elementos como pilastras o vanos, los cuales también se pueden apreciar en el resto de sus fachadas.[10]

- Museo de Arte Contemporáneo de Vigo. Catalogado como bien de interés cultural, el edificio original de mediados del siglo XIX es obra del arquitecto José María Ortiz y Sánchez, aunque fue remodelado a principios del siglo XXI.[10] El inmueble fue construido en sillería de granito y su mampostería revestida en los entrepaños de los muros,[38] su planta de forma hexagonal irregular tiene cuatro grandes salas de techo acristalado, así como una plaza central donde antiguamente se situaba la capilla. Su fachada principal, que da a la Calle del Príncipe, destaca por ser muy esbelta y por el elevado zócalo que la recorre.[64]

- Salgueiro García Barbón. Data del año 1934, se encuentra situado en la Puerta del Sol y es obra de Romualdo de Madariaga. El edificio de estilo racionalista consta de cinco plantas, su estructura interior es de hormigón, mientras que sus muros exteriores son de granito. En sus fachadas destacan elementos propios del art decó ocasionalmente adornados con piezas de cerámica, como en sus pilastras, o en las formas redondeadas de estilo expresionista de su chaflán.[65]

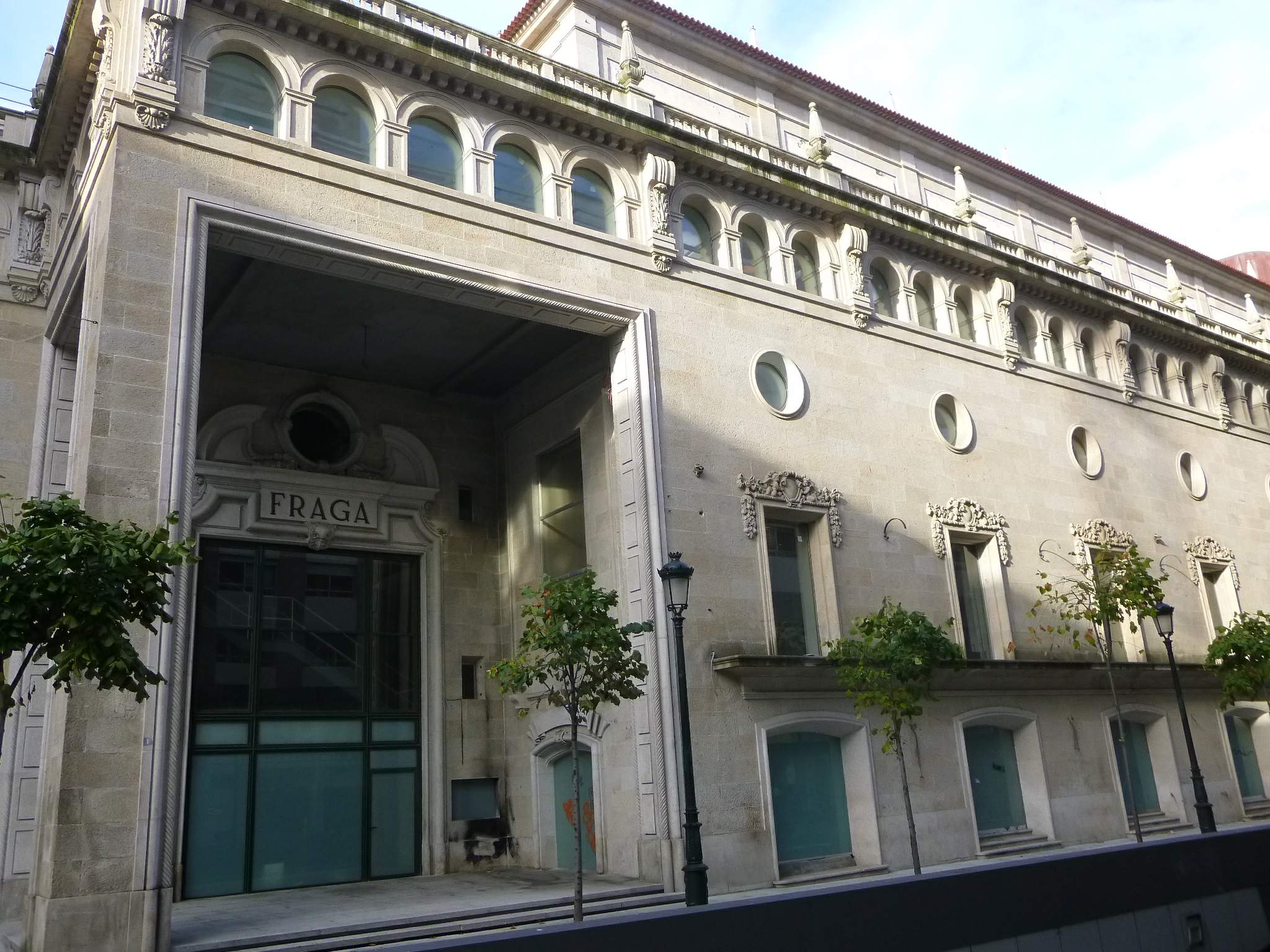
Fachada principal del Teatro Cine Fraga en la calle Uruguay

- Sede social del Real Club Celta de Vigo. Hasta el año 2015 fue sede del Círculo Cultural Mercantil e Industrial de Vigo, en la actualidad es la sede institucional del Real Club Celta de Vigo.[64] Los orígenes del edificio datan del año 1921, año en el que comenzaron las obras de rehabilitación de un antiguo inmueble a cargo del arquitecto Manuel Gómez Román para adaptarlo a las necesidades del Círculo Mercantil, posteriormente fue ampliado a cargo del propio Gómez Román en 1925. De estilo ecléctico con componentes clasicistas, en el que también destaca una galería que cubre el tramo central de la fachada,[67] sus elementos decorativos más destacados se encuentran en los capiteles de las pilastras y en las ménsulas que sustentan la galería. Posteriormente, tras la adquisición del edificio por parte del Real Club Celta, se realiza una reforma al inmueble conforme al proyecto del arquitecto Alfonso Penela, entre los cambios acometidos destaca el añadido de una gran cúpula acristalada en su parte superior.[68]

- Teatro Cine Fraga. Data del año 1942, obra del arquitecto Luis Gutiérrez Soto, se encuentra situado en la céntrica calle Uruguay. El inmueble fue concebido como un teatro para albergar 1 758 espectadores, su estructura es de hormigón, mientras que sus muros son de granito gallego. De estilo regionalista combinado con elementos barrocos, estos estilos se pueden apreciar en elementos como sus arcos de la galería superior, en el pórtico de su fachada principal, o en los vanos.[38]

- Teatro García Barbón.[69]  Se trata de uno de los edificios más emblemáticos de la ciudad, fue proyectado a finales del siglo XIX por el arquitecto porriñés Antonio Palacios y posteriormente restaurado por Desiderio Pernas.[25] De estilo ecléctico academicista, para su diseño Palacios se inspiró en la Ópera Garnier de París,[70] en el exterior del edificio destaca el tratamiento de cantería realizado en granito blanco de Castrelos, mientras que en su interior destaca el amplio vestíbulo oval y una escalera de honor, los cuales se encuentran iluminados cenitalmente gracias a una vidriera de la casa Maumejean.[38]

Arquitectura modernista y racionalista de Vigo
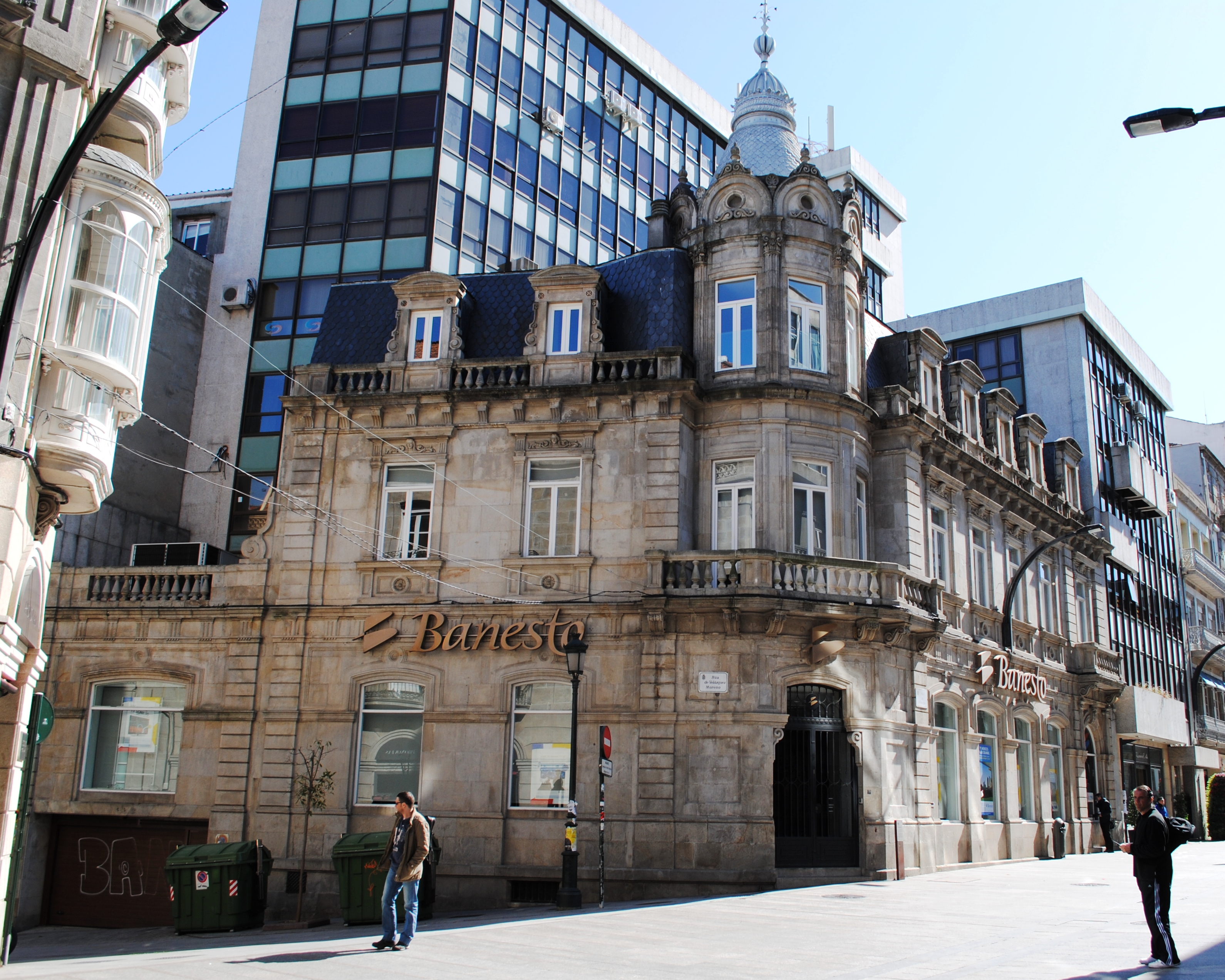
Casa de Estanislao Durán
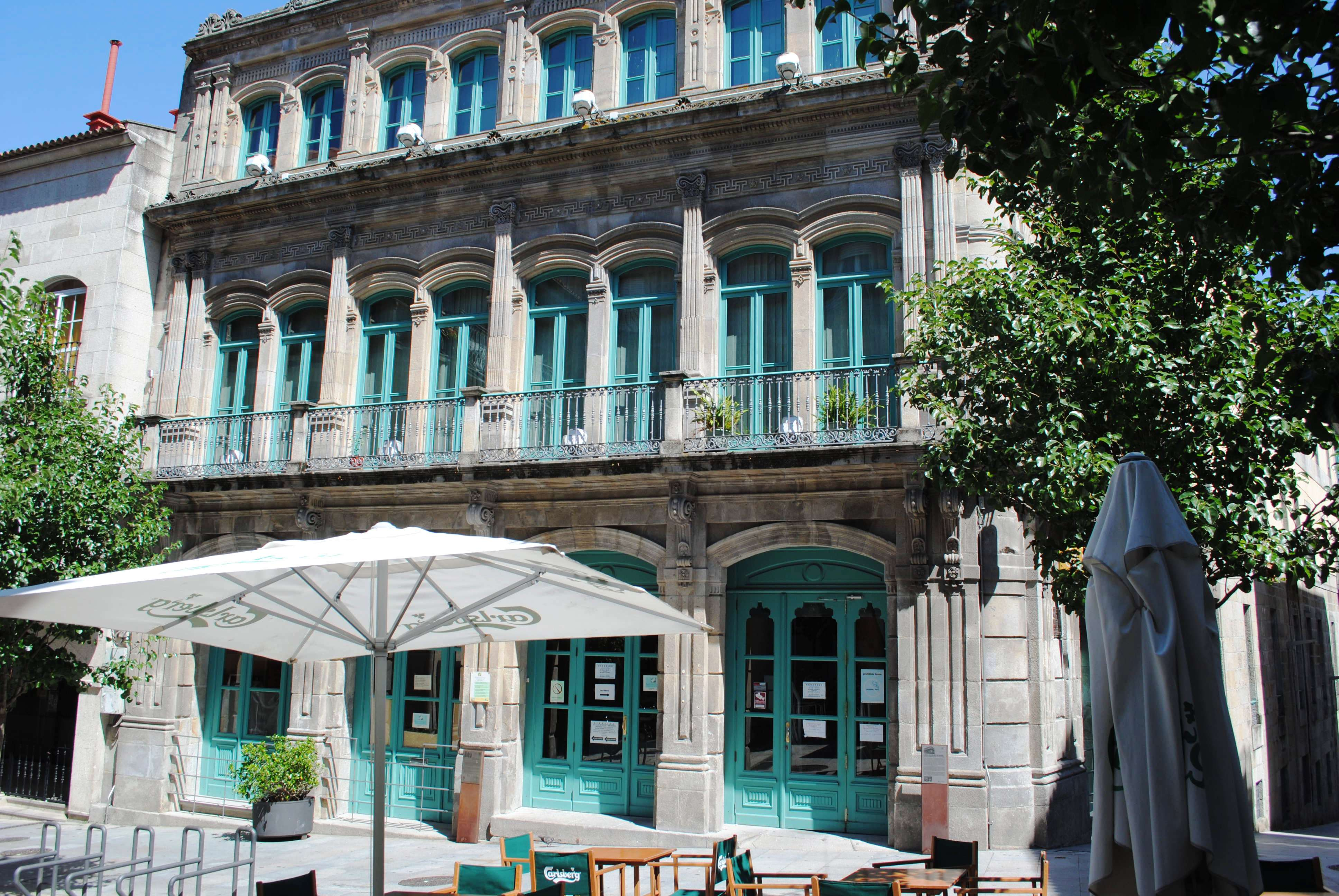
Casa de Pedro Román
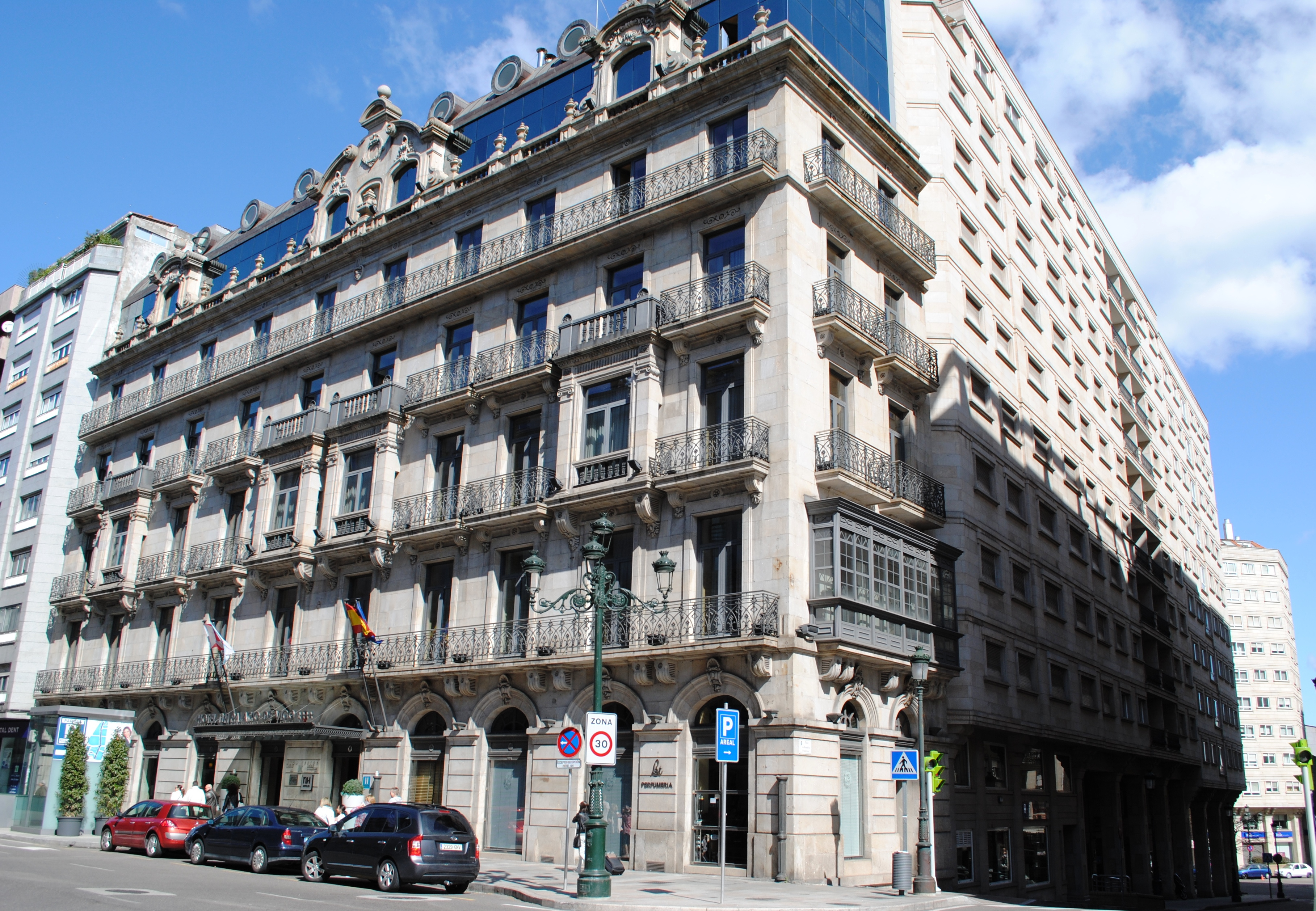
Casas de Oya
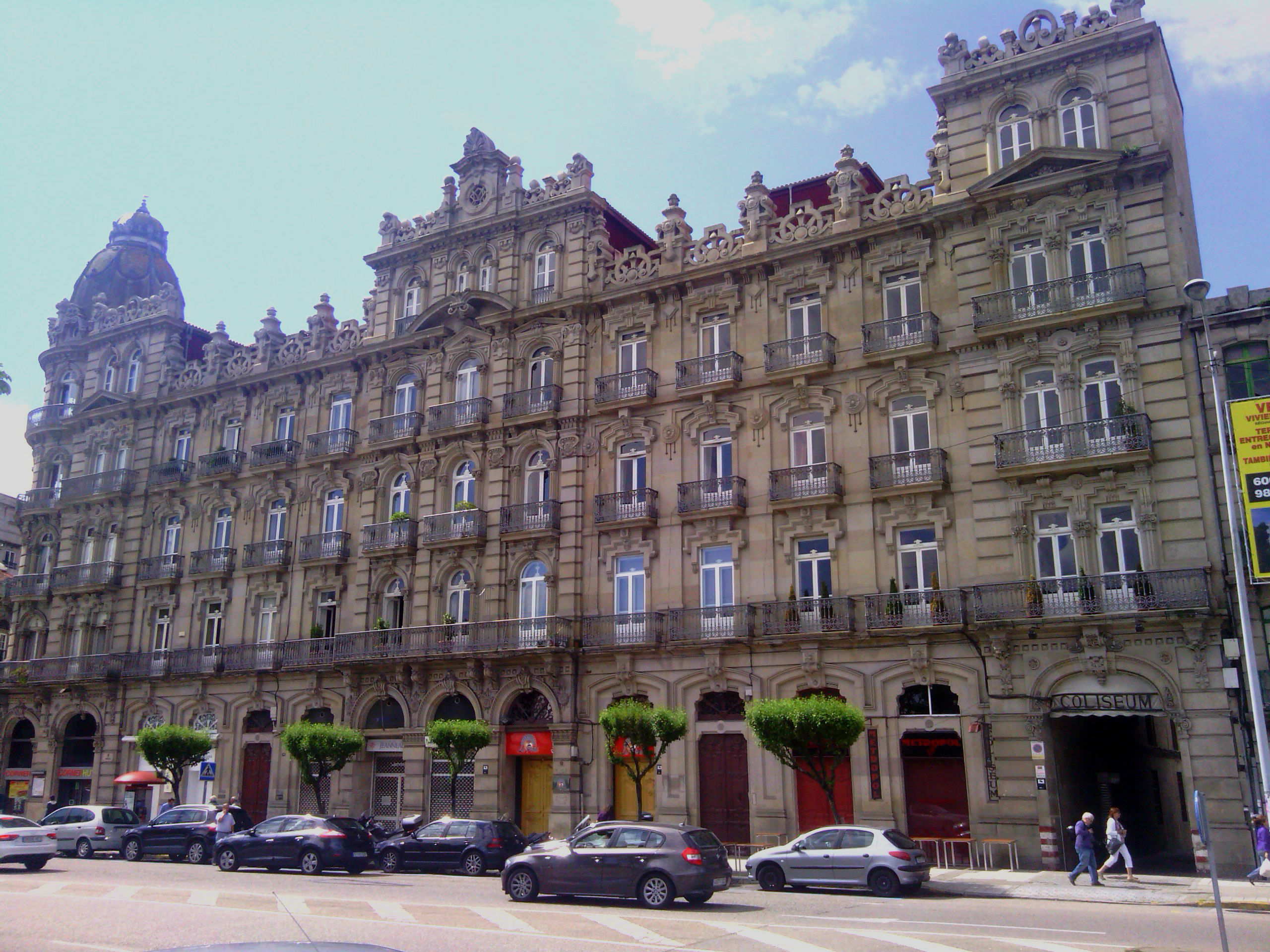
Edificio Bonín
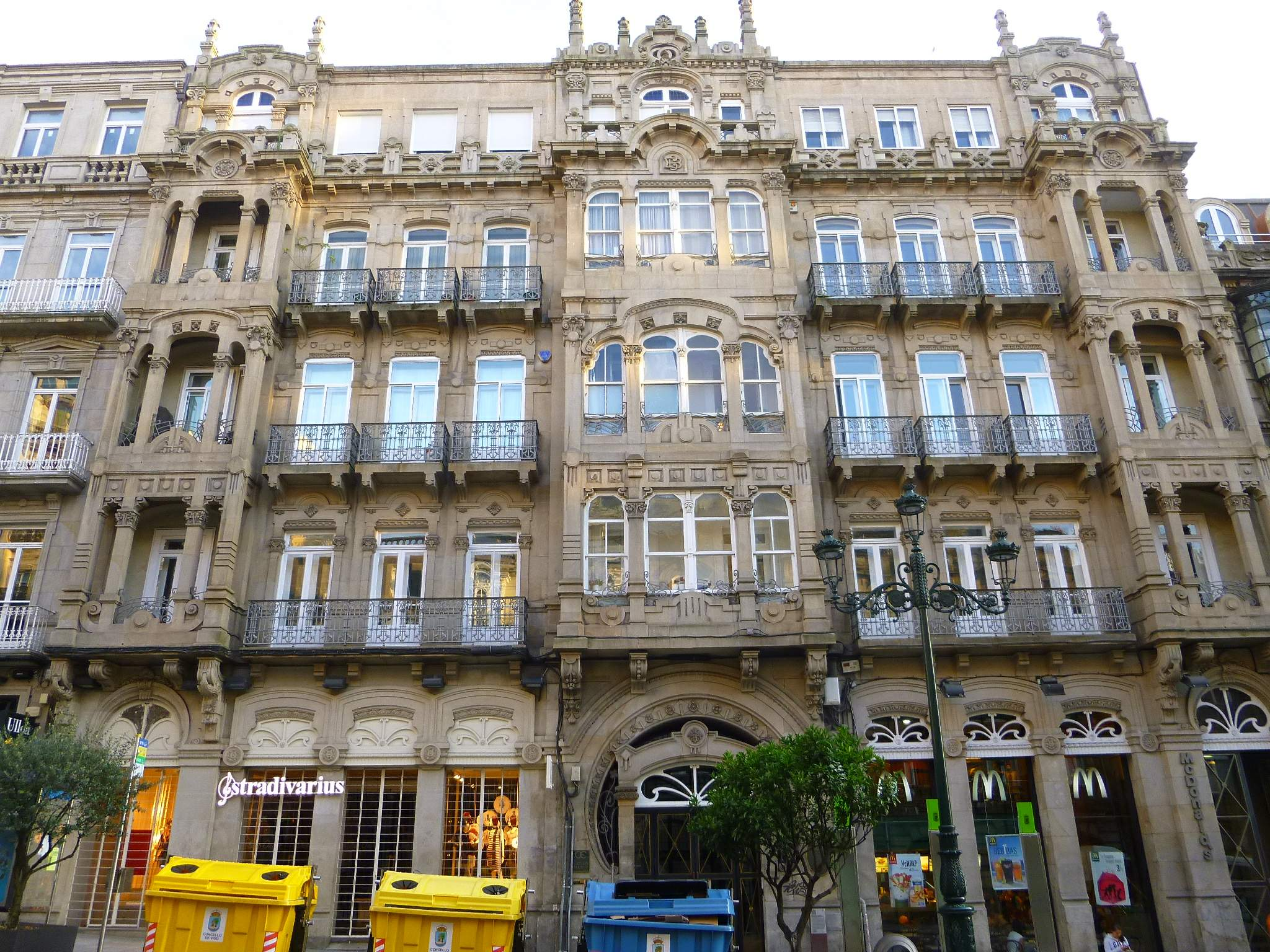
Edificio de Camilo y Benigno Fernández
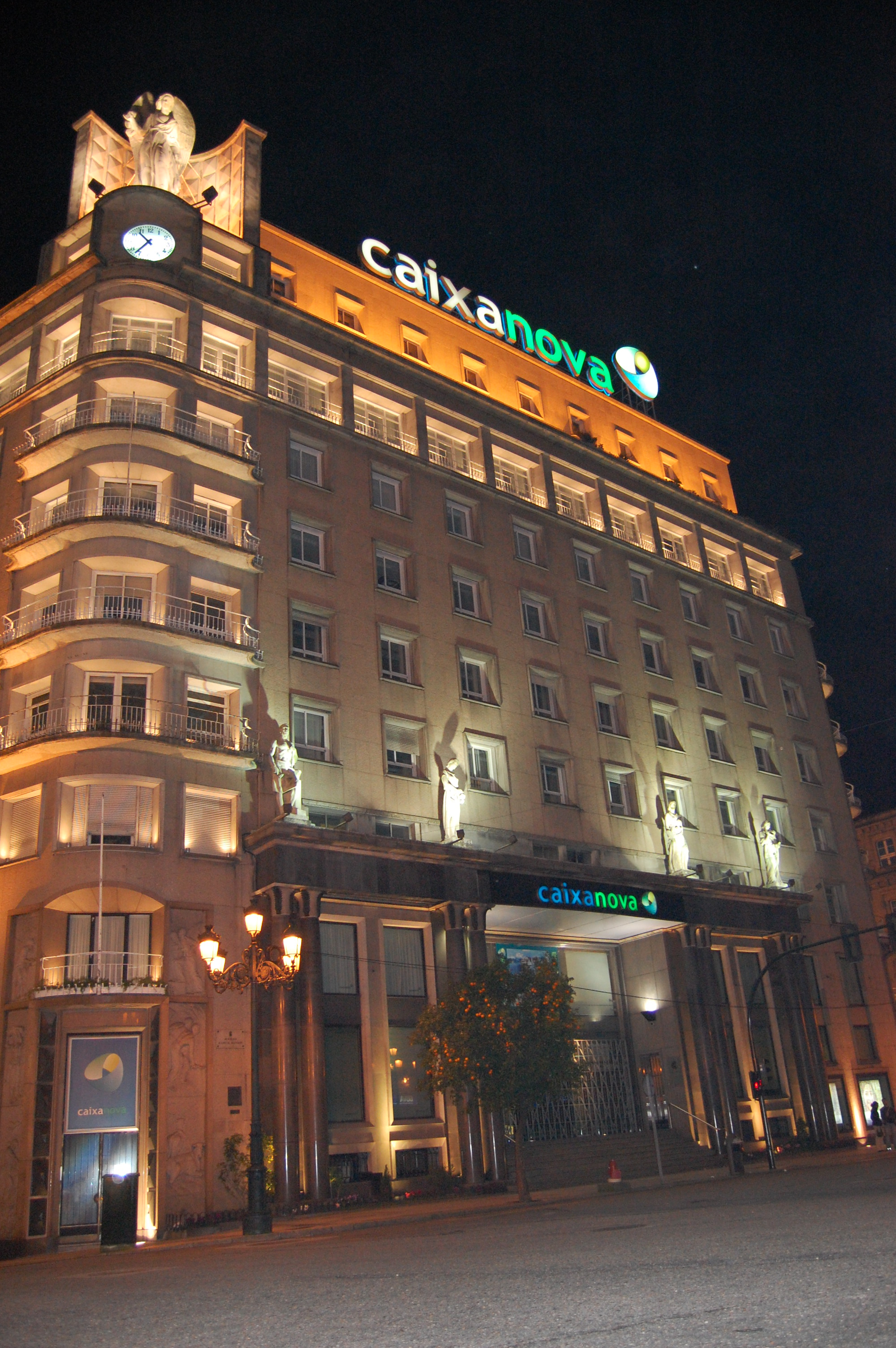
Edificio de la sede social de Caixanova
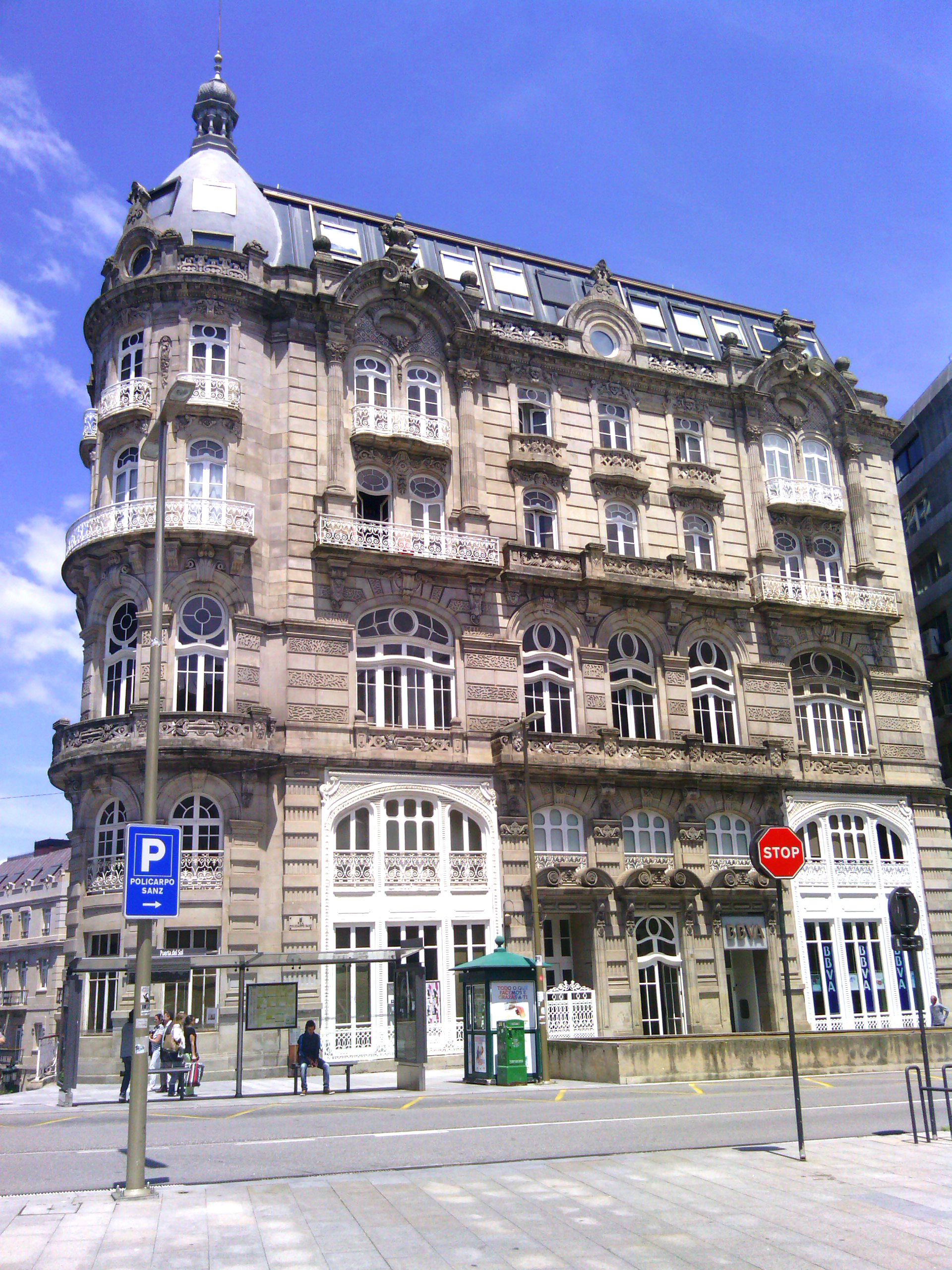
Edificio El Moderno
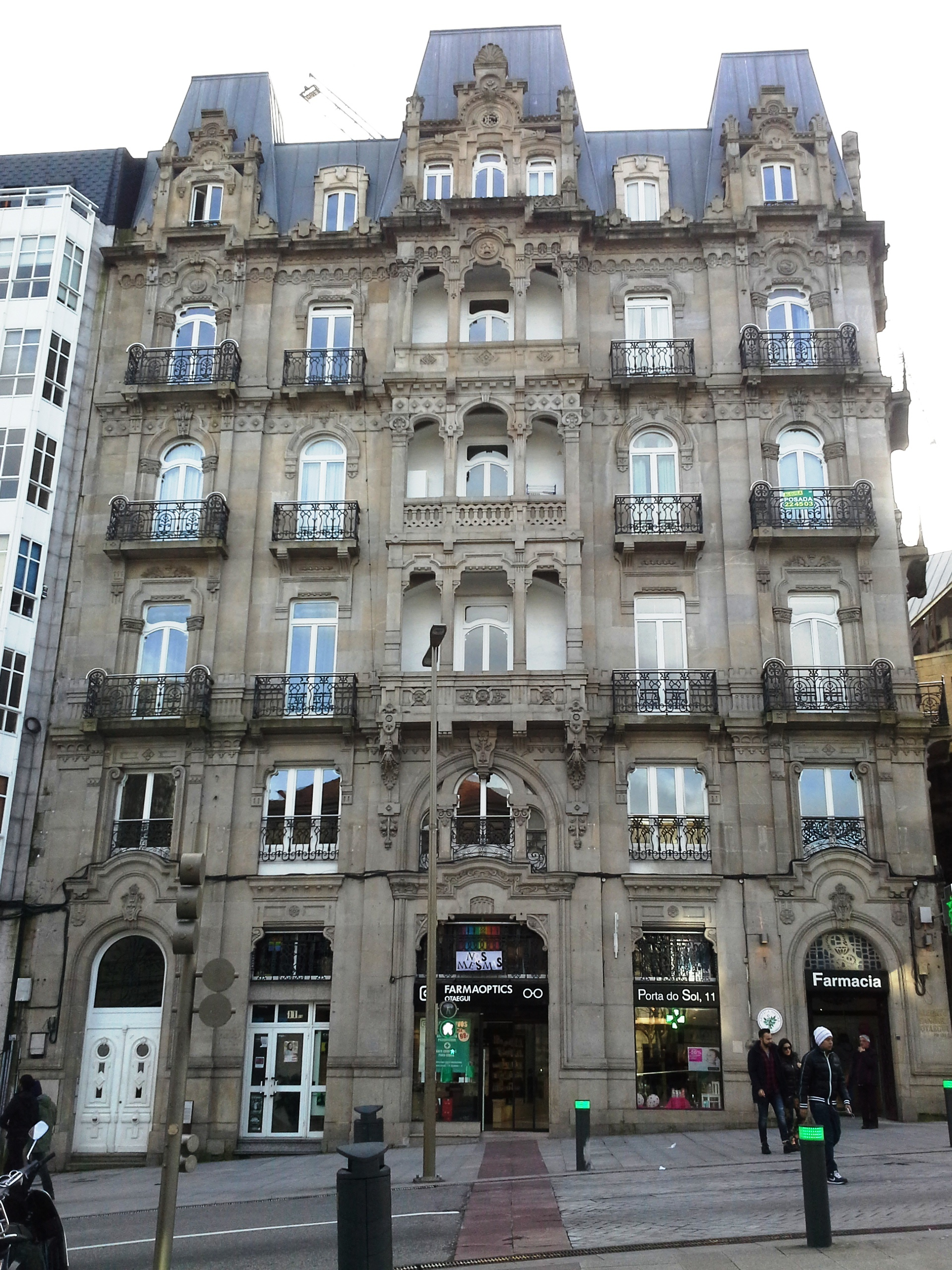
Edificio Pardo Labarta
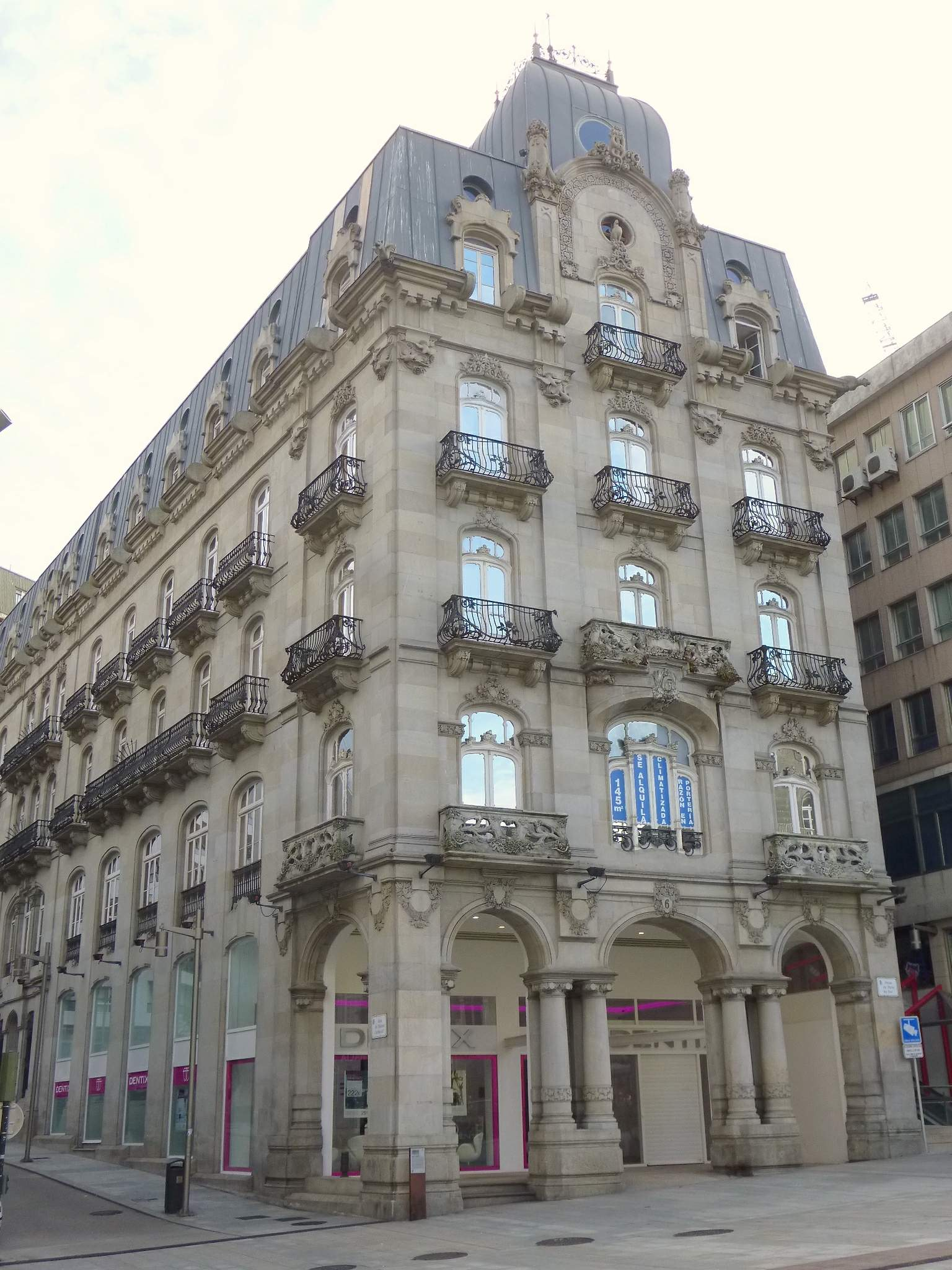
Edificio Simeón
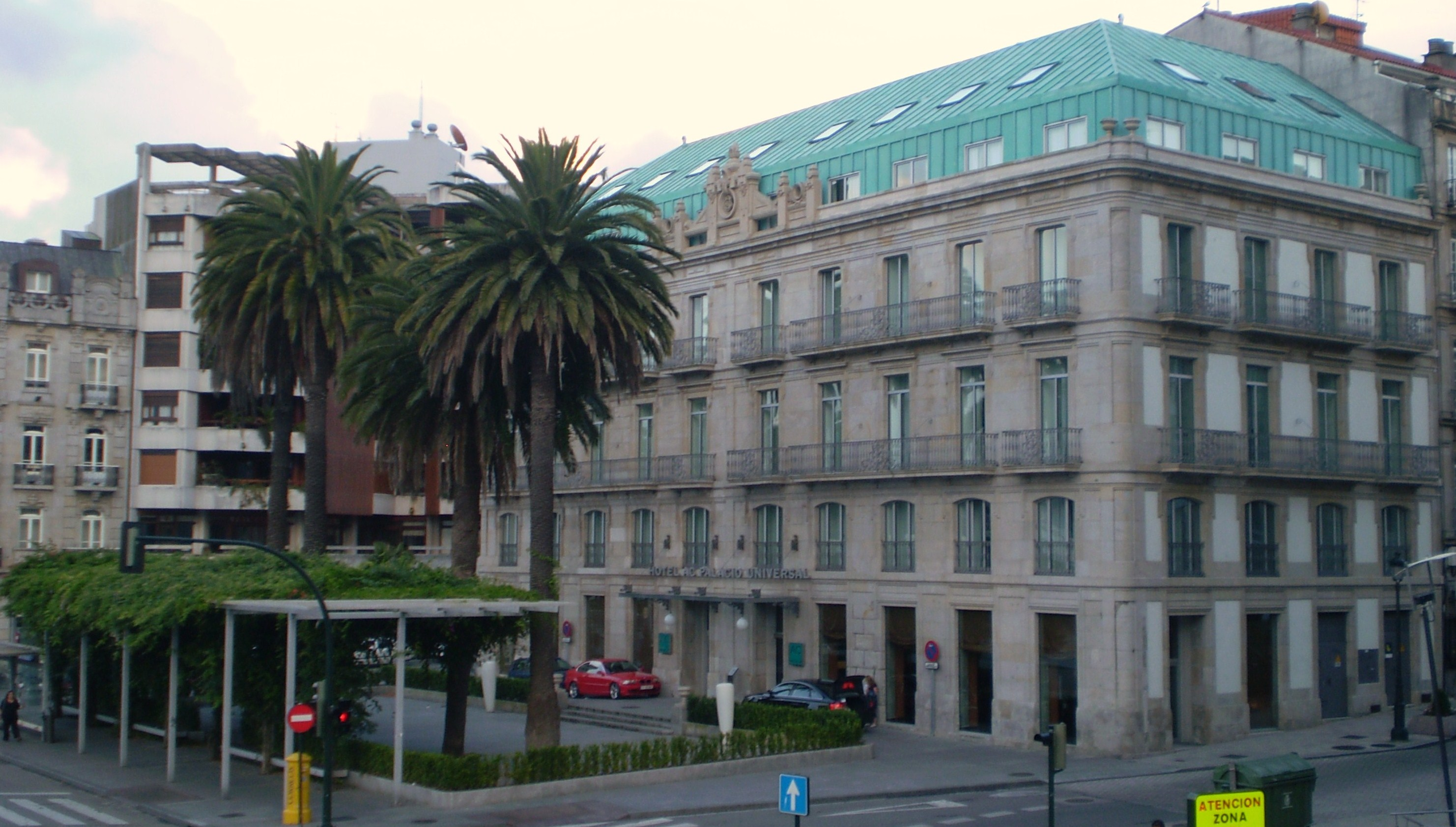
Hotel Universal
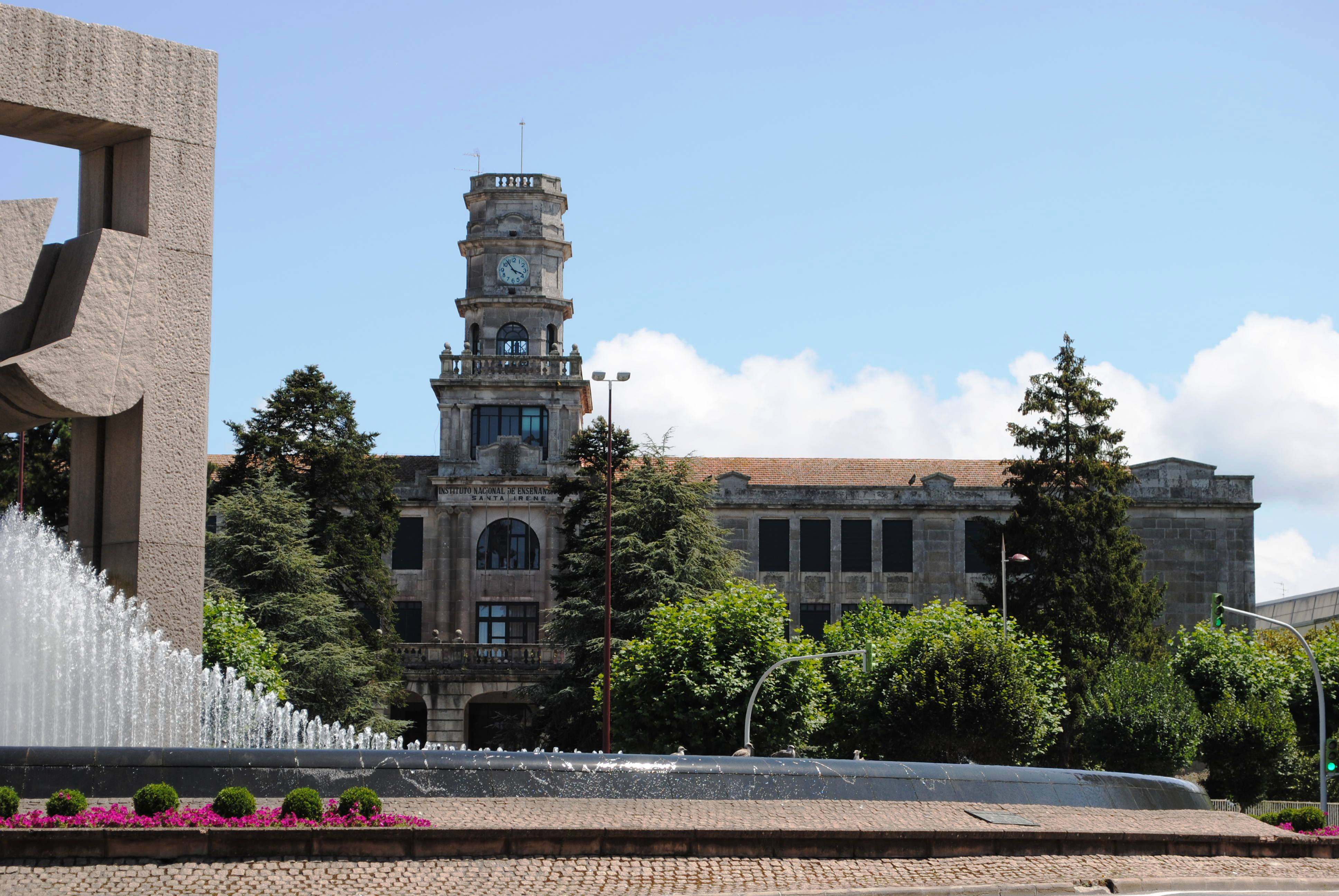
Instituto Santa Irene
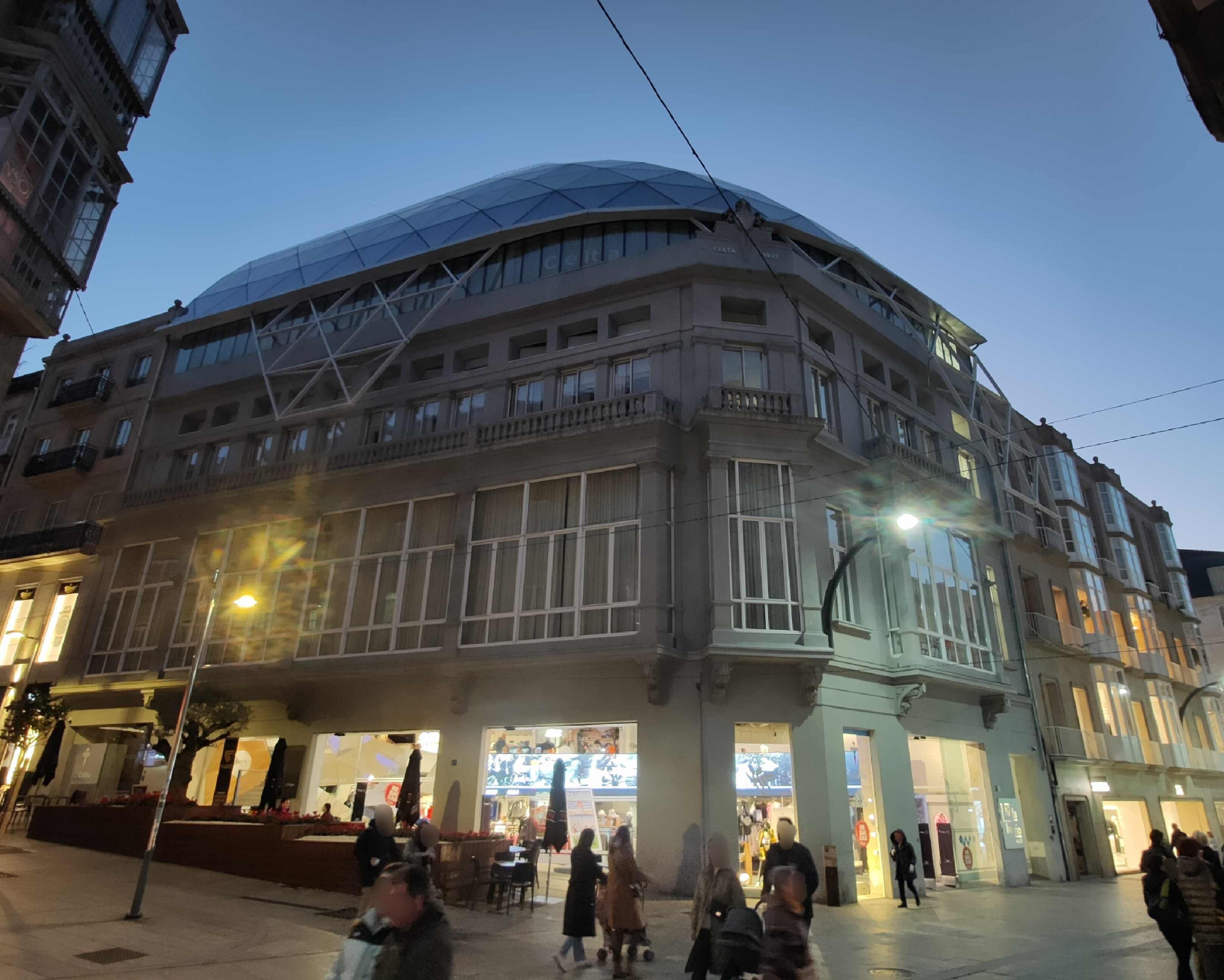
Sede social del Real Club Celta de Vigo
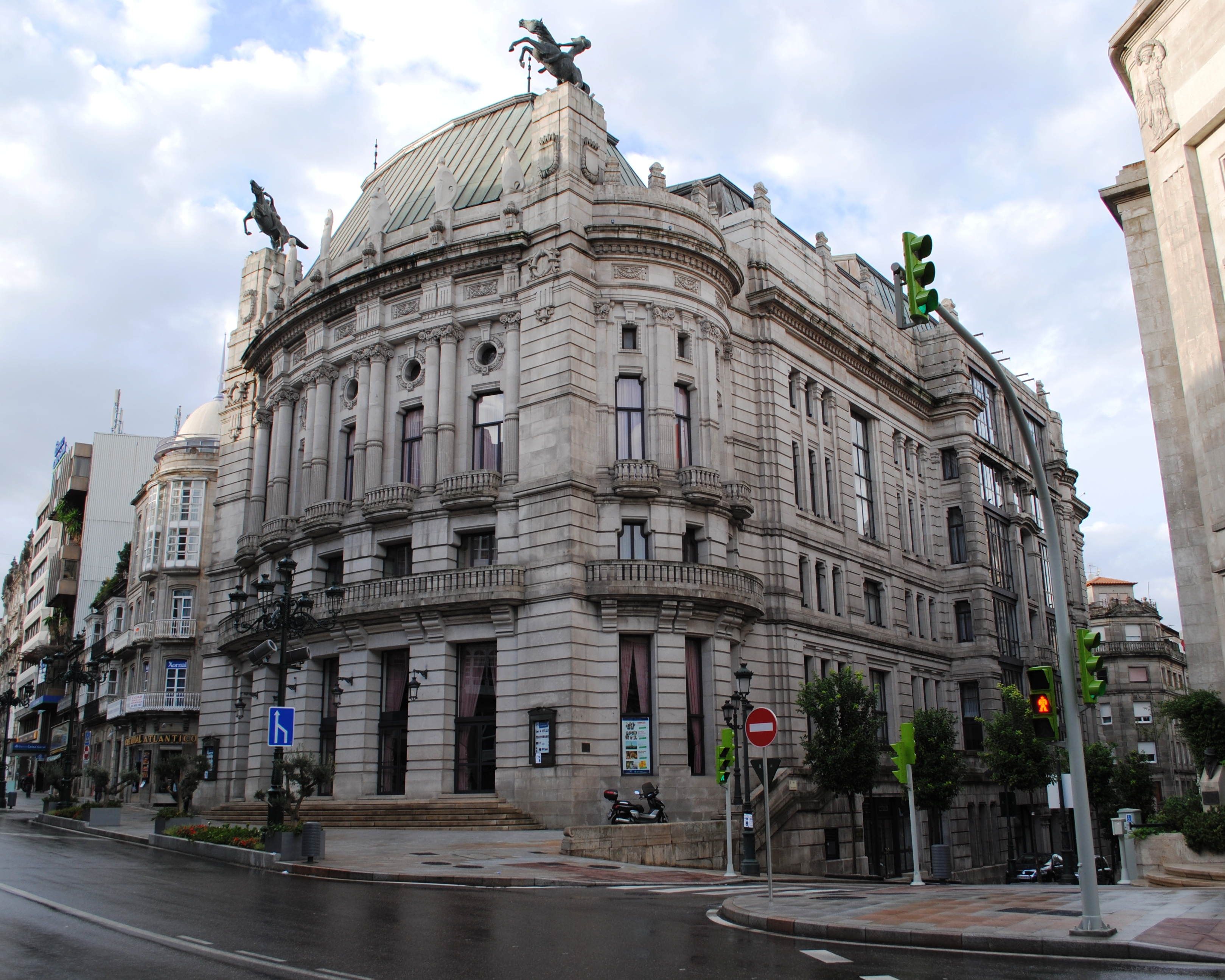
Teatro García Barbón

## Arquitectura contemporánea
En Vigo existen numerosos edificios y estructuras realizados a finales del siglo XX y principios del siglo XXI que son representativos de las nuevas tendencias de la arquitectura contemporánea. Tienen principalmente una función pública, ya sea para la administración pública o para usos culturales, artísticos o deportivos. Entre ellos se pueden citar los siguientes:
- Ascensor Halo. Ascensor panorámico que conecta la calle de Serafín Avendaño con la estación intermodal de trenes y autobuses, su altura es de 50 metros y dispone de dos cabinas con capacidad para 17 personas cada una, rematando su trayecto en una pasarela de cristal translúcido.

- Auditorio y Palacio de Congresos Mar de Vigo. Realizado por el arquitecto César Portela,[77] fue inaugurado en 2011. El auditorio situado en la Avenida de Beiramar cuenta con capacidad para 1 500 personas y un escenario de 800 m², siendo el más grande de Galicia.

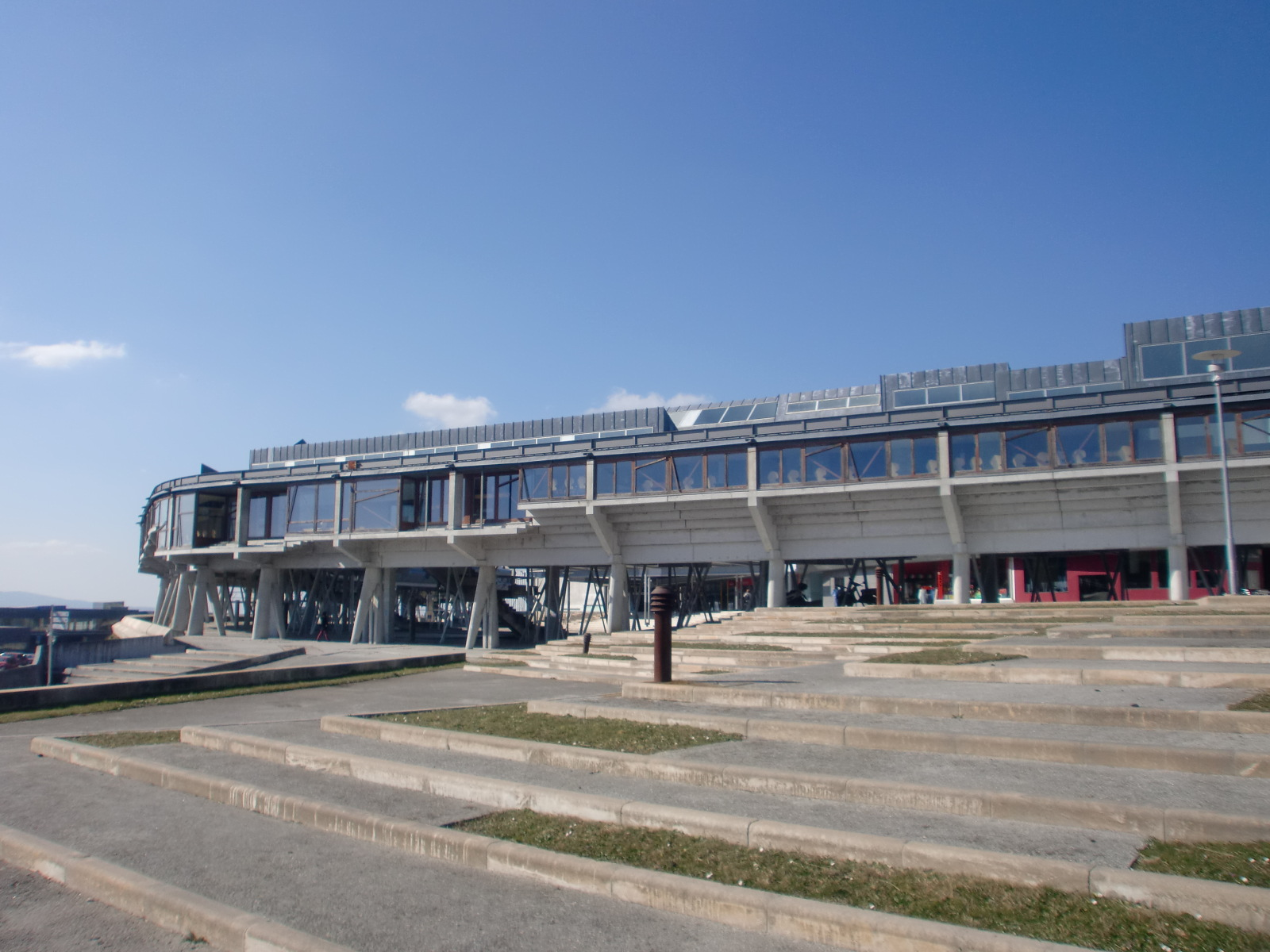
Edificio Miralles en el Campus Universitario de Lagoas-Marcosende

- Campus Universitario de Lagoas-Marcosende. Complejo situado en la parroquia de Zamanes en el cual se encuentran situadas la mayoría de las facultades de la Universidad de Vigo. Data de la década de 1990 y fue concebido por los arquitectos Alberto Noguerol, Alfonso Penela, Benedetta Tagliabue, César Portela,[77] Enric Miralles,[78] Gabriel Santos Zas o Pilar Díez, entre otros autores.[79]

- Centro Comercial A Laxe. Su construcción fue impulsada por el Consorcio de la Zona Franca de Vigo, formando parte de una de las actuaciones del plan urbanístico Abrir Vigo al Mar.[10][80][81] Diseñado por Francisco Javier Sáenz de Oiza está localizado en zona portuaria.

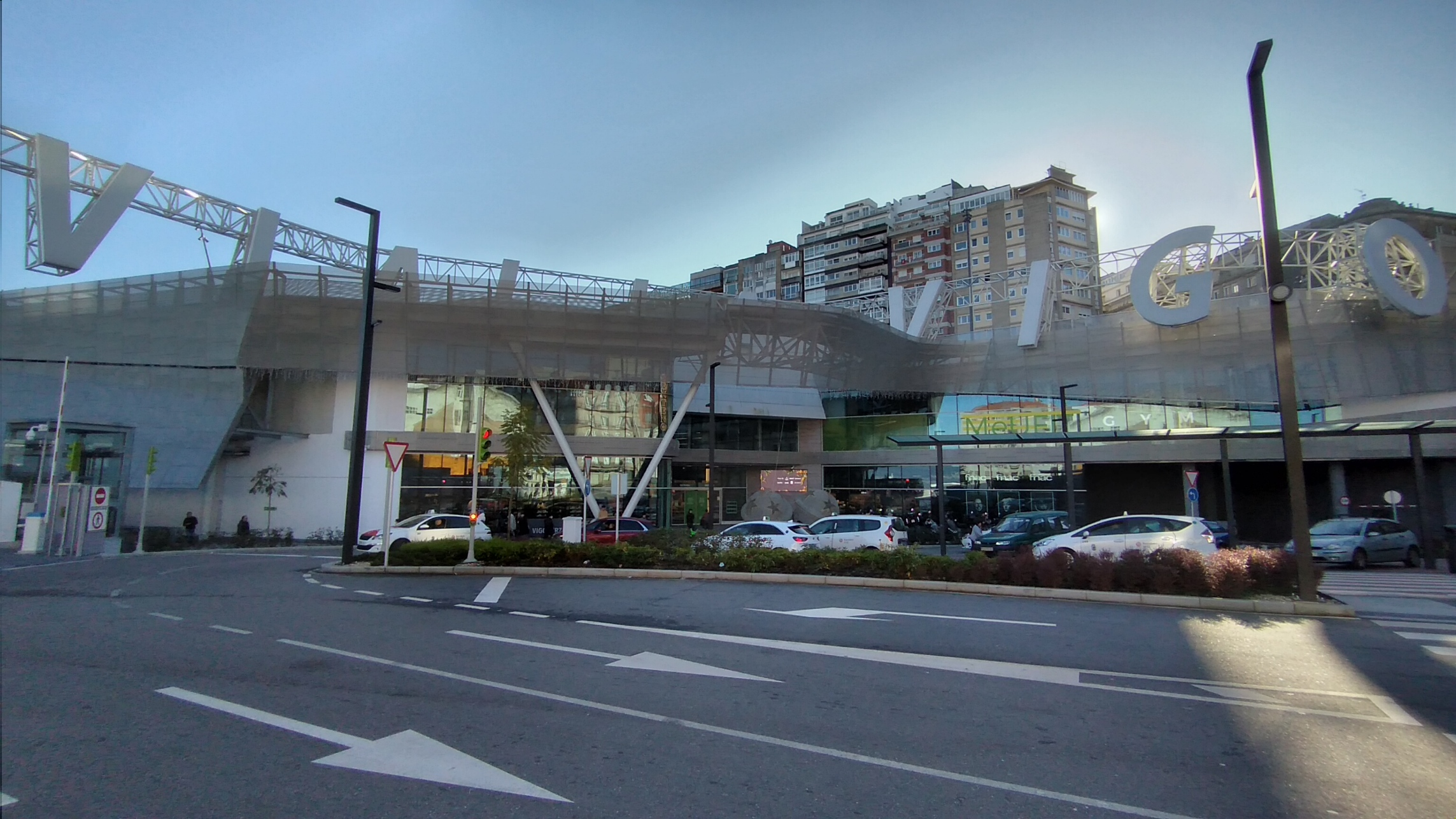
Entrada principal del Centro Vialia en la plaza de la estación

- Centro Vialia.[82] Ubicado en la plaza de la estación, se trata de un complejo comercial e intermodal proyectado Thom Mayne, ganador del Premio Pritzker en 2005. Alberga un centro comercial, la estación de alta velocidad ferroviaria y la estación de autobuses.

- Ciudad de la Justicia de Vigo. Infraestructura judicial proyectada por Alfonso Penela localizada en el Barrio de Casablanca,[64] concretamente en el rehabilitado edificio del Hospital Xeral.[10][83]

- Hospital Álvaro Cunqueiro. Inaugurado en 2015, está situado en Beade. Fue diseñado por el estudio del arquitecto Luis Vidal y cuenta certificación medio ambiental BREEAM. Entre otros galardones ha conseguido el Premio Internacional al Mejor Proyecto Sanitario del Futuro otorgado por la Academia Internacional de Diseño y Salud en Kuala Lumpur.[73]

- Instituto Ferial de Vigo (IFEVI). Situado en la parroquia de Cabral, fue inaugurado en 1998.[84] En él se celebran ferias y congresos a lo largo de todo el año como Conxemar, Navalia, el Salón del Automóvil de Vigo, etcétera.

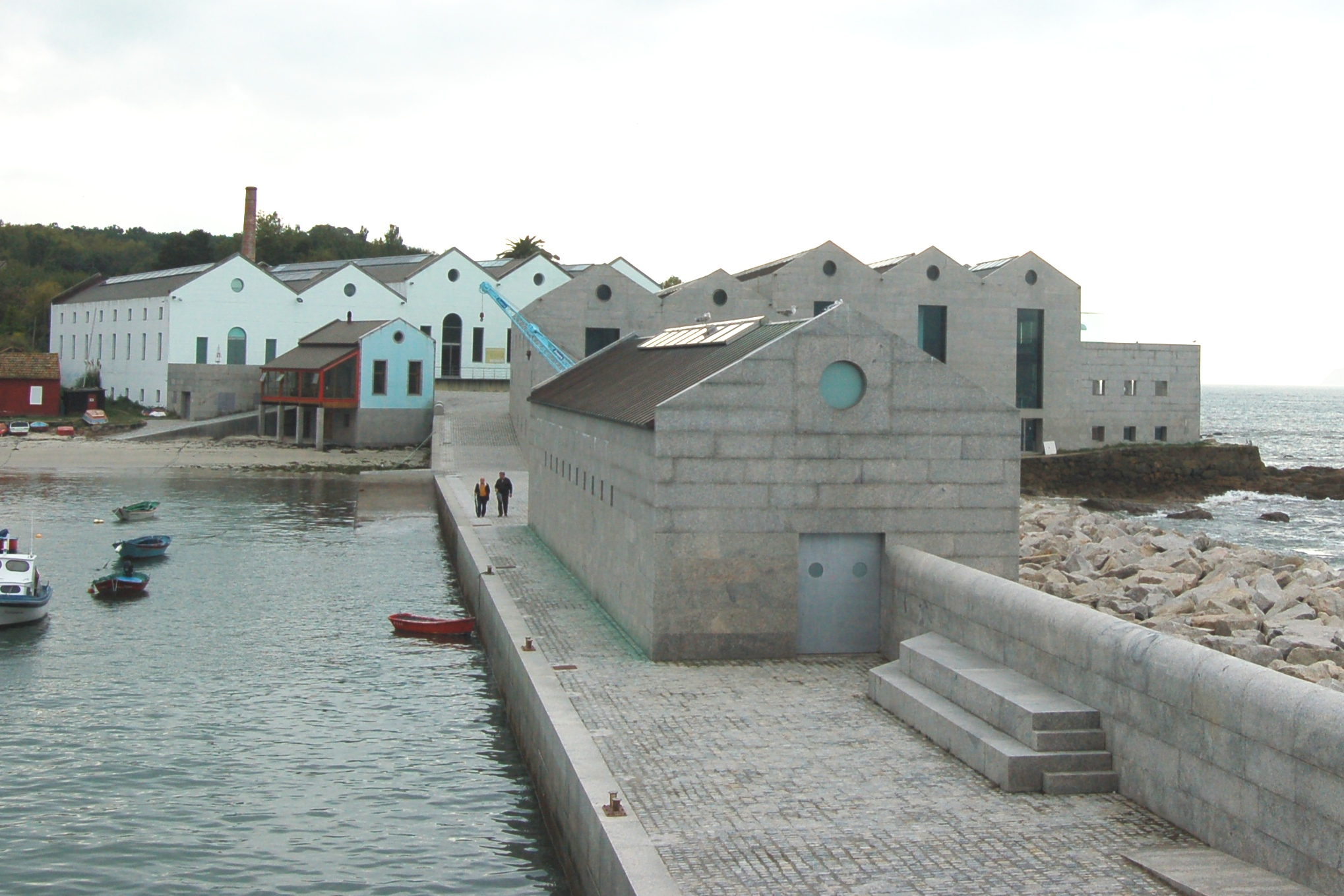
Museo del Mar de Galicia

- Museo del Mar de Galicia. Situado en el margen de la ría, en la parroquia de Alcabre, el edificio construido sobre el antiguo matadero fue diseñado por los arquitectos César Portela y Aldo Rossi,[64] este último ganador del Premio Pritzker en el año 1990. Inaugurado en 2002,[10][85] cuenta con reconocimiento y prestigio mundial como una gran obra arquitectónica recibiendo visitas de estudiantes de arquitectura de diversos países.[86]

- Museo Verbum. Obra del arquitecto César Portela, dispone de más de 5 000 m² para exposiciones permanentes y temporales. Está ubicado en las inmediaciones de la Playa de Samil y fue inaugurado en el año 2003.

- Estadio Abanca-Balaídos. Situado en el barrio del mismo nombre y concebido por el arquitecto Pedro de la Puente, actualmente se encuentra en obras.[87]

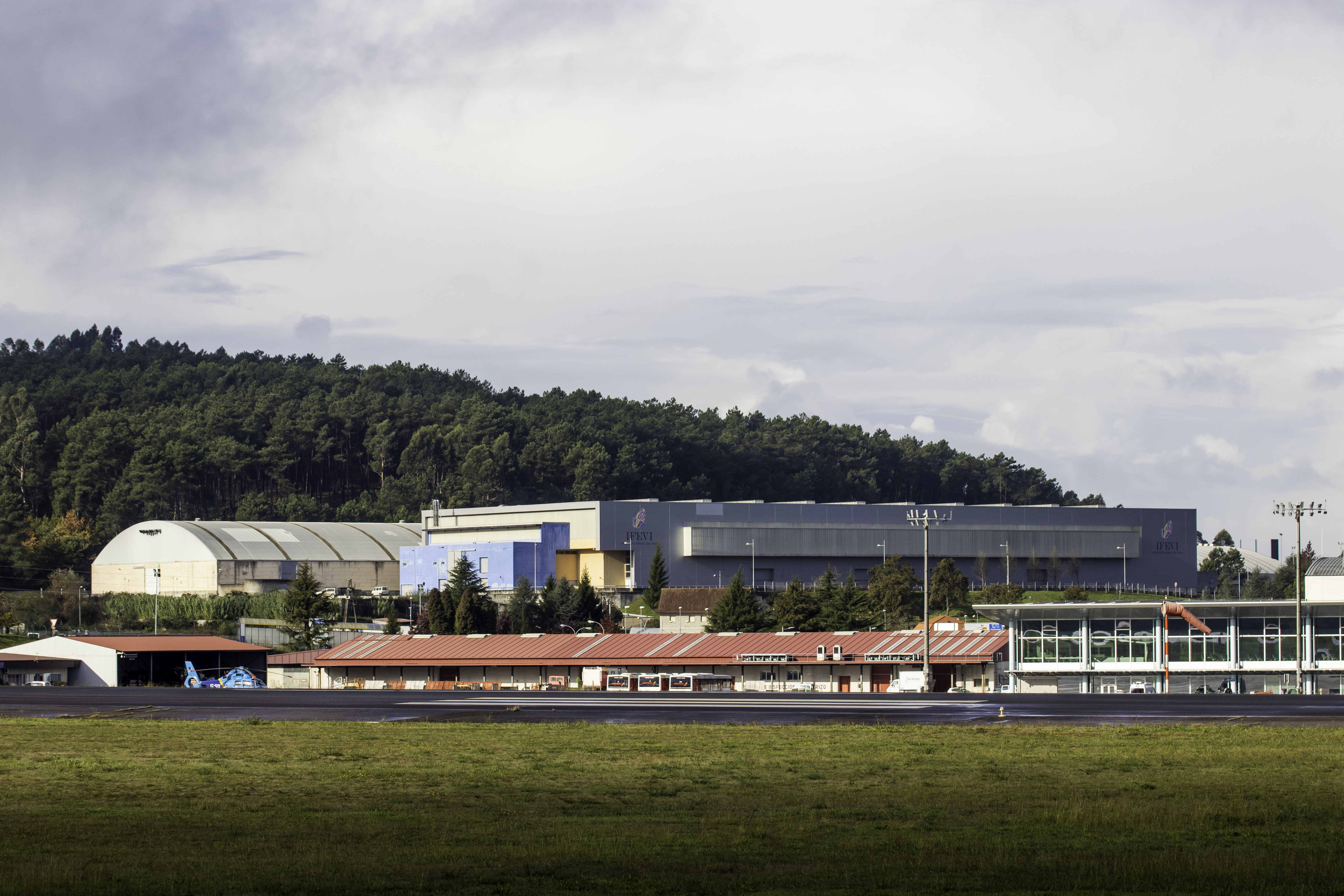
Instituto Ferial de Vigo (IFEVI)

- Sede de la Junta de Galicia de Vigo. Ubicada en la plaza de la Estrella, data de 2002.[10] Concebida por los arquitectos Esteve Bonell y Josep Maria Gil constituye parte de las actuaciones del plan urbanístico Abrir Vigo al Mar, ganador del Premio de Arquitectura Española de 2005.[88]

- Sede del COAG de Vigo. Situada en la calle Doctor Cadaval, data del año 2009. Obra de los arquitectos Jesús Irisarri y Guadalupe Piñera, se trata de un edificio construido con forma prismática en policarbonato y vidrio, con el objetivo de aprovechar la energía solar.[10]

- Sede del registro de la propiedad de Vigo. Ubicada en el Casco Viejo de la ciudad, data de 2014. Concebida por los arquitectos Jesús Irisarri y Guadalupe Piñera,[89] constituye un referente de la arquitectura sostenible y fue galardonada con el Premio Gallego de Rehabilitación, entre otros premios.[90]

Arquitectura contemporánea de Vigo
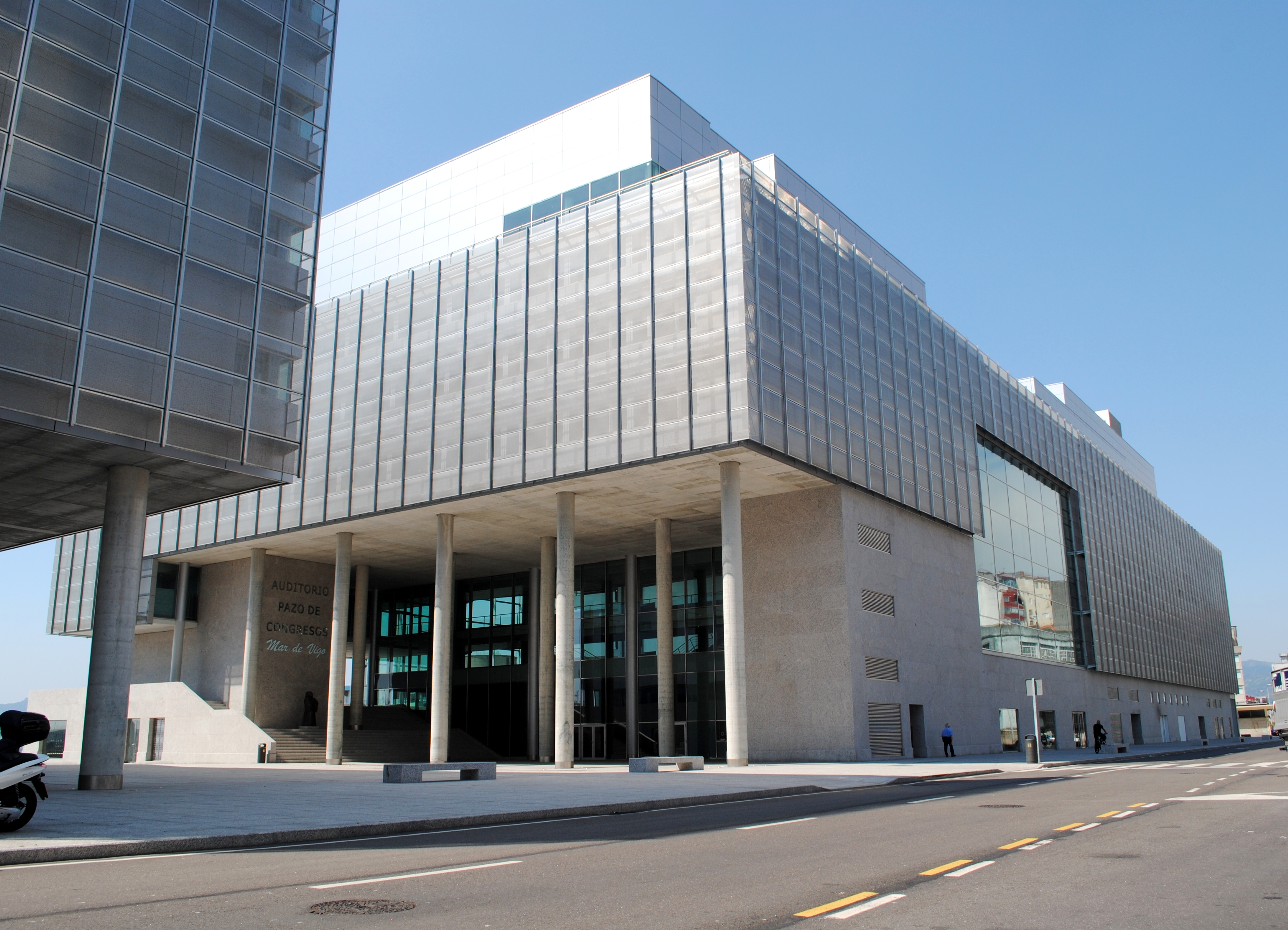
Auditorio y Palacio de Congresos Mar de Vigo
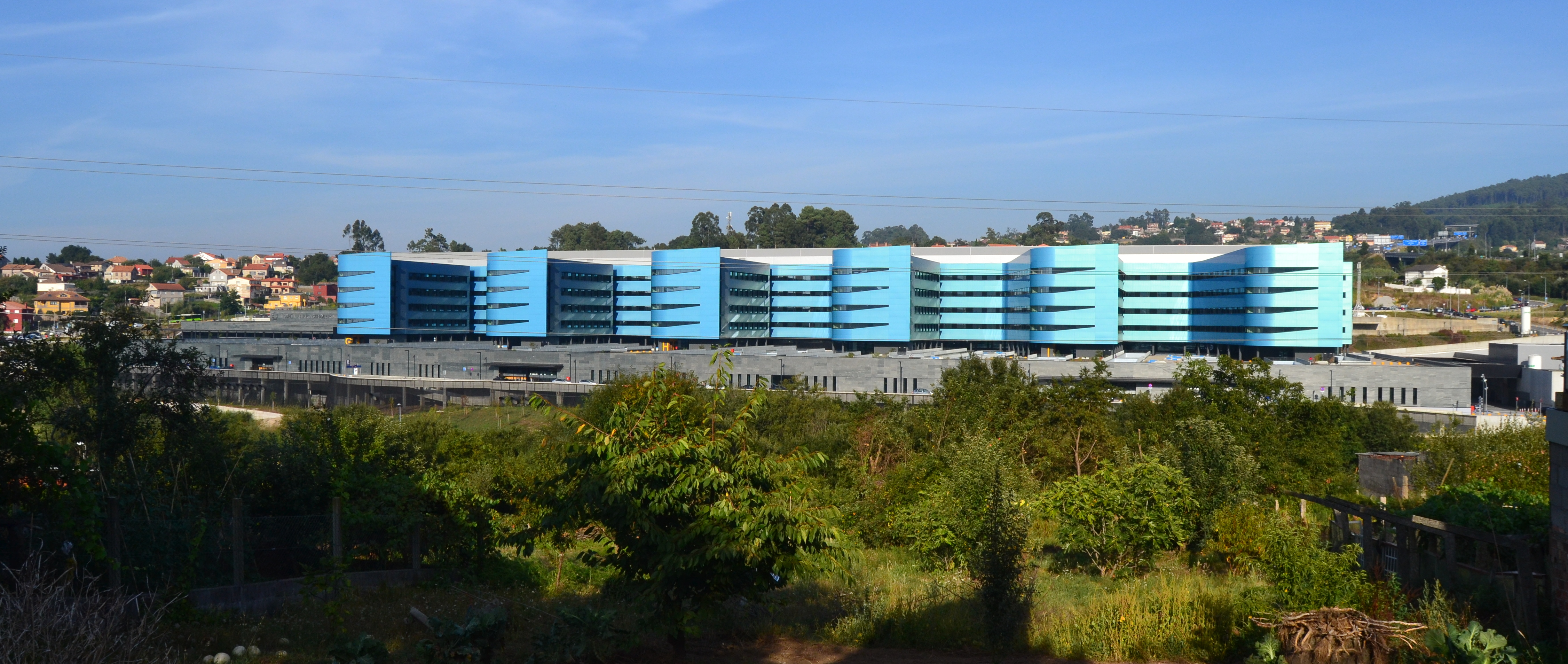
Hospital Álvaro Cunqueiro
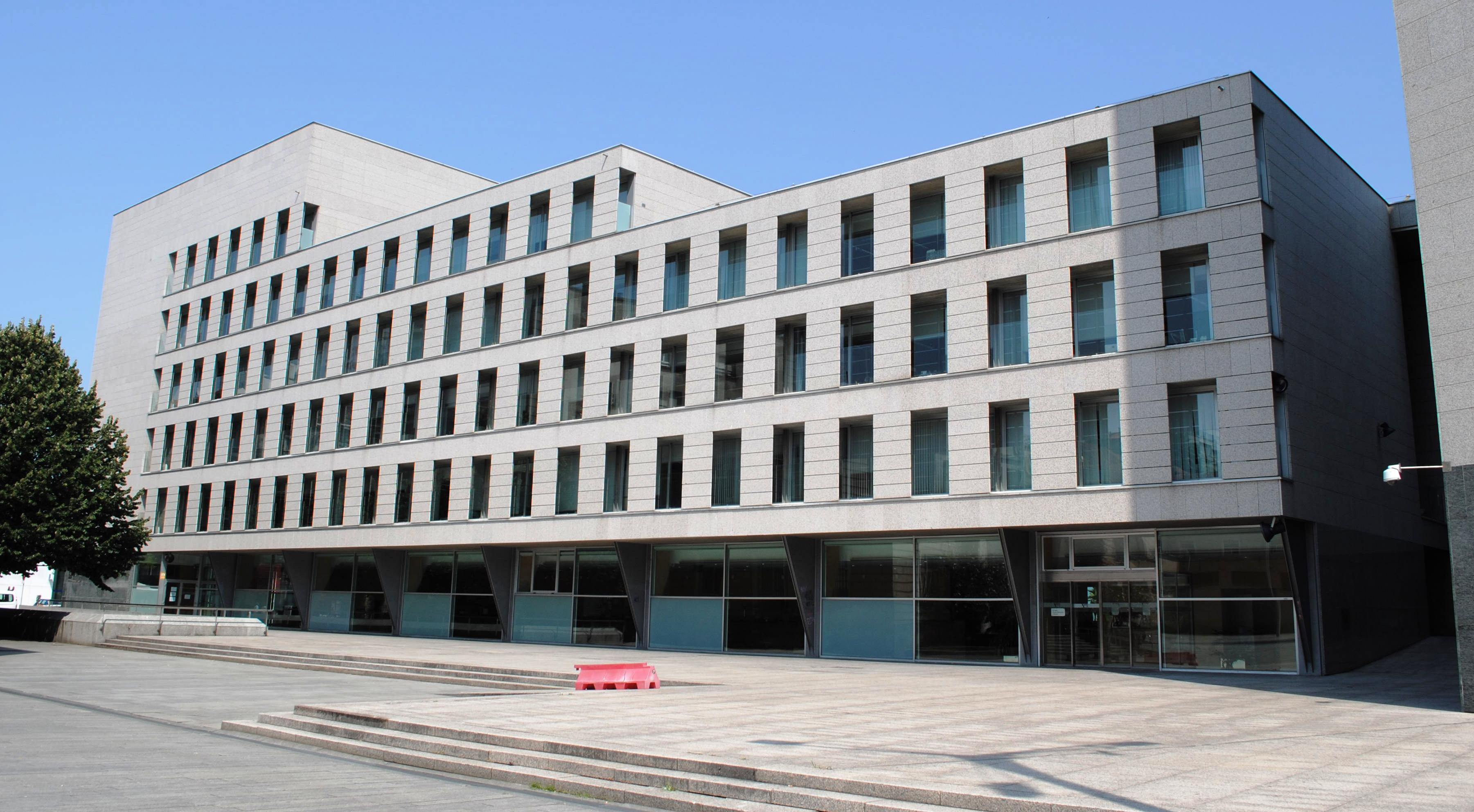
Sede de la Junta de Galicia de Vigo
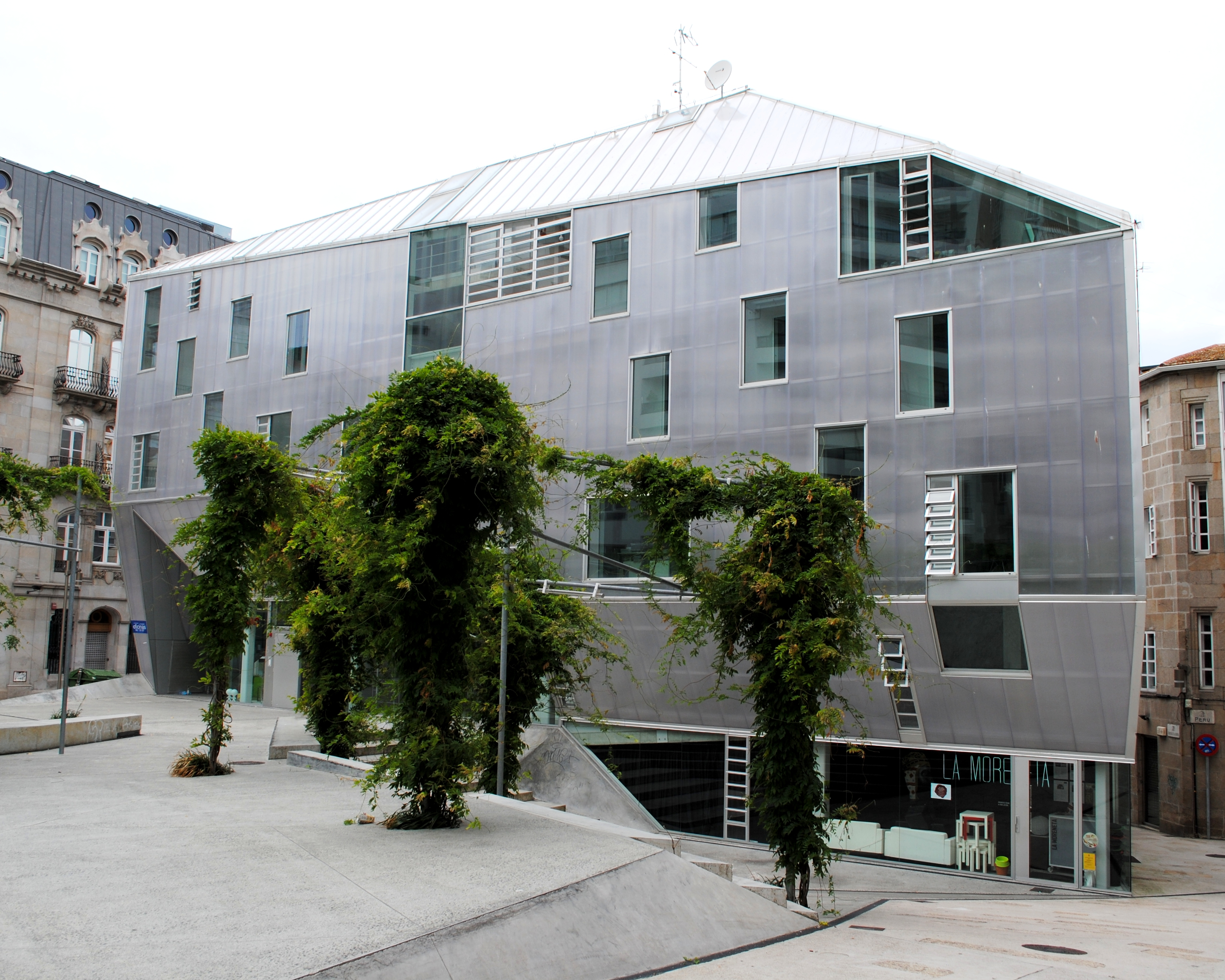
Sede del COAG de Vigo

## Rascacielos
Aunque Vigo no cuente con muchos rascacielos, la ciudad alberga diversas edificaciones y estructuras de altura. Así, el edificio más alto del municipio es la Ciudad de la Justicia de Vigo, de 75 metros de altura, seguida muy de cerca por las Torres Ífer I y II, ambas de 72 metros. A continuación se muestra la lista de los diez edificios más altos de Vigo en la actualidad:
| Puesto | Edificio              | Imagen | Altura | Número de plantas | Año de inauguración |
| ------ | --------------------- | ------ | ------ | ----------------- | ------------------- |
| 1      | Ciudad de la Justicia |        | 75 m   | 20                | 1955                |
| 2=     | Torre Ífer I          |        | 72 m   | 22                | 1998                |
| 2=     | Torre Ífer II         |        | 72 m   | 22                | 1999                |
| 4      | Torre Toralla         |        | 70 m   | 21                | 1970                |
| 5      | Hotel Bahía           |        | 60 m   | 19                | 1970                |
| 6      | Edificio Bouza Sur    |        | 57 m   | 18                | 1999                |
| 7=     | Torre Vista Alegre I  |        | 54 m   | 17                | 1999                |
| 7=     | Torre Vista Alegre II |        | 54 m   | 17                | 1999                |
| 8=     | Torre Citroën I       |        | 52 m   | 16                | 1970                |
| 8=     | Torre Citroën II      |        | 52 m   | 16                | 1970                |
| 9=     | Ascensor Halo         |        | 50 m   | -                 | 2024                |